# Хронология Великой французской революции

## 1788 — королевская казна пуста; прелюдия к революции

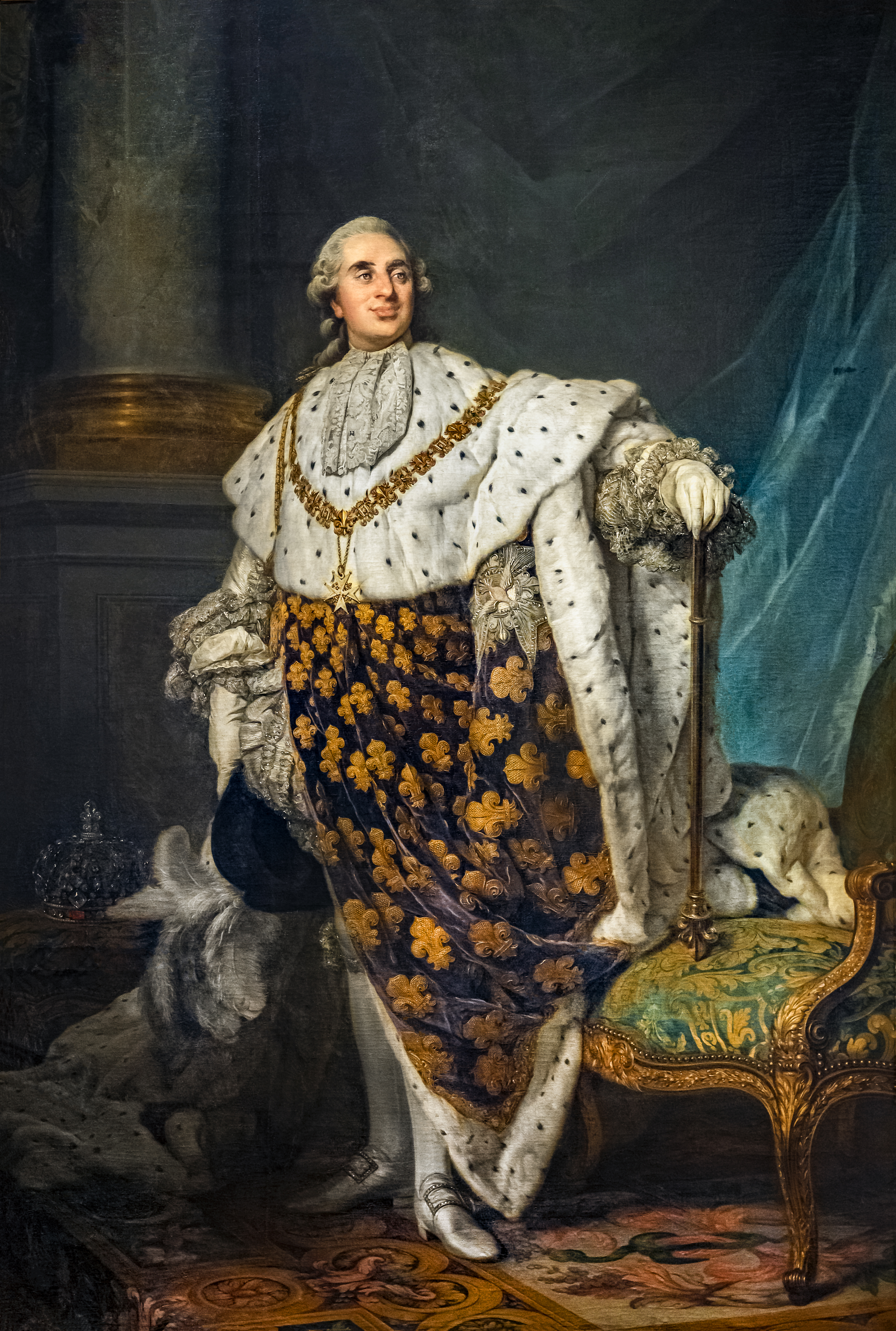
Людовик XVI в 1777 году
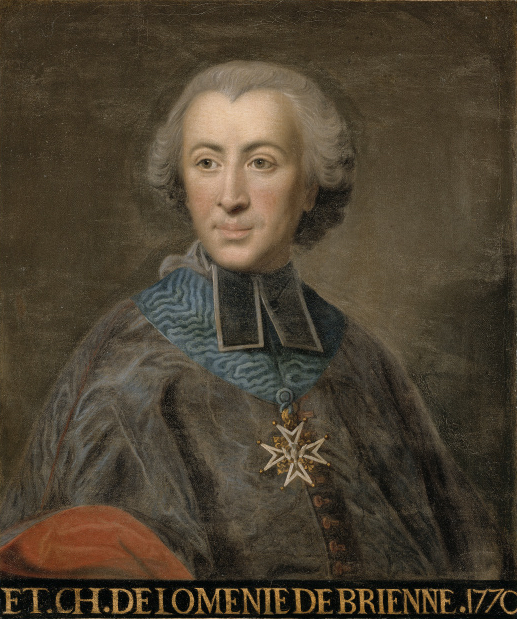
Этьенн Шарль де Ломени де Бриенн, министр финансов в 1787-1788 гг.
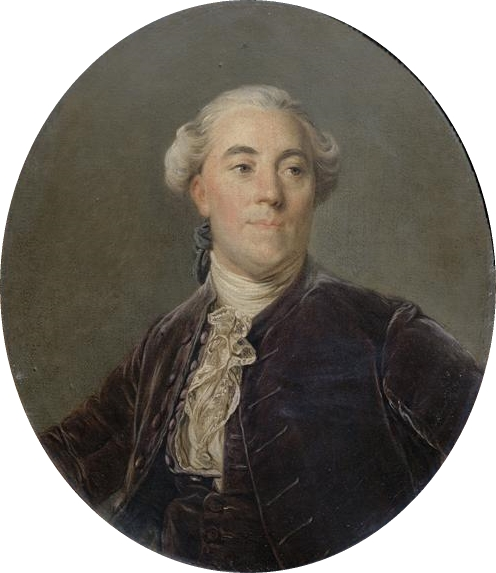
Жак Неккер, министр финансов в 1788-1790 гг.

- 7 июня: День черепиц в Гренобле, первое восстание против короля.
- 21 июля: Визильская ассамблея, собрание Генеральных штатов области Дофине.
- 8 августа: королевская казна объявляется пустой; Парижский парламент отказывается реформировать налоговую систему или ссудить Короне больше денег. Чтобы заручиться поддержкой для продвижения фискальных реформ, министр финансов Бриенн назначает 5 мая 1789 года собрание Генеральных штатов, собрание знати, духовенства и простого народа (третье сословие), которое не происходило с 1614 года.
- 16 августа: казначейство приостанавливает выплаты по долгам правительства.
- 25 августа: Бриенн уходит с поста министра финансов, и его сменяет швейцарский банкир Жак Неккер, популярный в третьем сословии. Французские банкиры и бизнесмены, которые всегда высоко ценили Неккера, соглашаются предоставить государству ссуду в размере 75 миллионов при условии, что Генеральные штаты будут иметь все полномочия для реформирования системы.
- 27 декабря: несмотря на сопротивление дворян, Неккер объявляет, что представительство Третьего сословия будет удвоено, и что дворяне и священнослужители будут заседать вместе с третьим сословием[1].

## 1789 — начало революции; Генеральные штаты и Учредительное собрание
Январь 1789

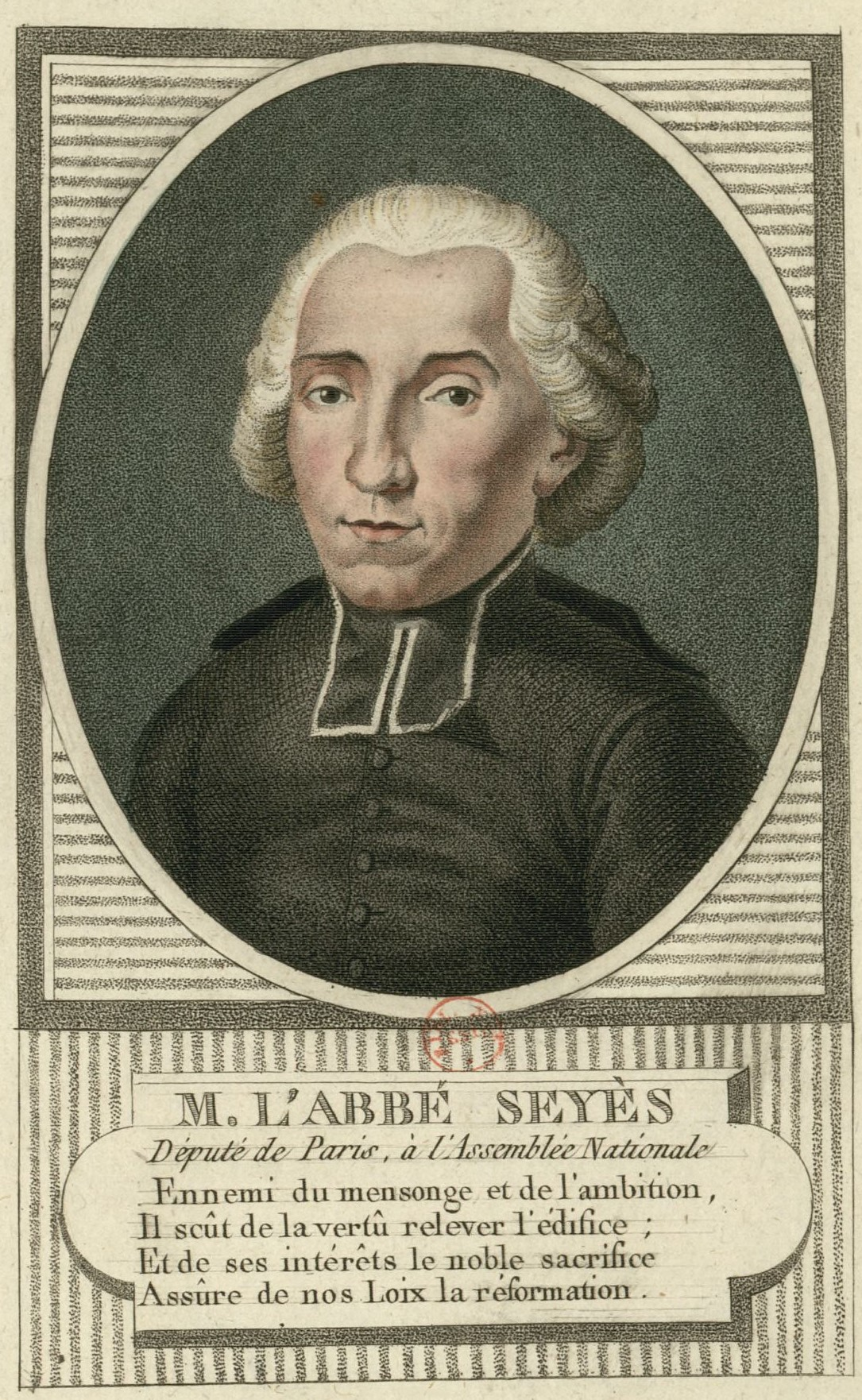
Эмманюэль Жозеф Сьейес, предложивший, чтобы депутаты из третьего сословия объявили себя Национальным собранием (1789—1791) (10 июня 1789 года)

- Январь: аббат Эмманюэль Жозеф Сьейес издаёт свою знаменитую брошюру «Что такое третье сословие?». В ней он пишет: «Что такое третье сословие? Всё. Чем оно было до сих пор в политическом отношении? Ничем. Чего оно требует? Стать чем-то».
- 24 января: король Людовик XVI созывает выборы делегатов в Генеральные штаты[1].

Апрель 1789
- 27 апреля: беспорядки в Париже, устроенные рабочими фабрики обоев Ревельона в предместье Сен-Антуан[англ.]. 25 рабочих погибают в боях с полицией.

Май 1789
- 2 мая: представление королю депутатов Генеральных штатов в Версале. Духовенство и знать приветствуют официальными церемониями и процессиями, третье сословие — нет.
- 5 мая: торжественное открытие Генеральных штатов в Версале.
- 6 мая: депутаты третьего сословия отказываются собираться отдельно от других сословий, занимают главный зал и приглашают духовенство и знать присоединиться к ним.
- 11 мая: дворянство отказывается встречаться с третьим сословием, но духовенство колеблется и приостанавливает подтверждение своих депутатов.
- 20 мая: духовенство отказывается от особых налоговых льгот и принимает принцип финансового равенства.
- 22 мая: дворянство отказывается от особых налоговых льгот. Однако три сословия не могут договориться об общей программе.
- 25 мая: депутаты от третьего сословия из Парижа, задержанные из-за избирательных процедур, прибывают в Версаль.

Июнь 1789

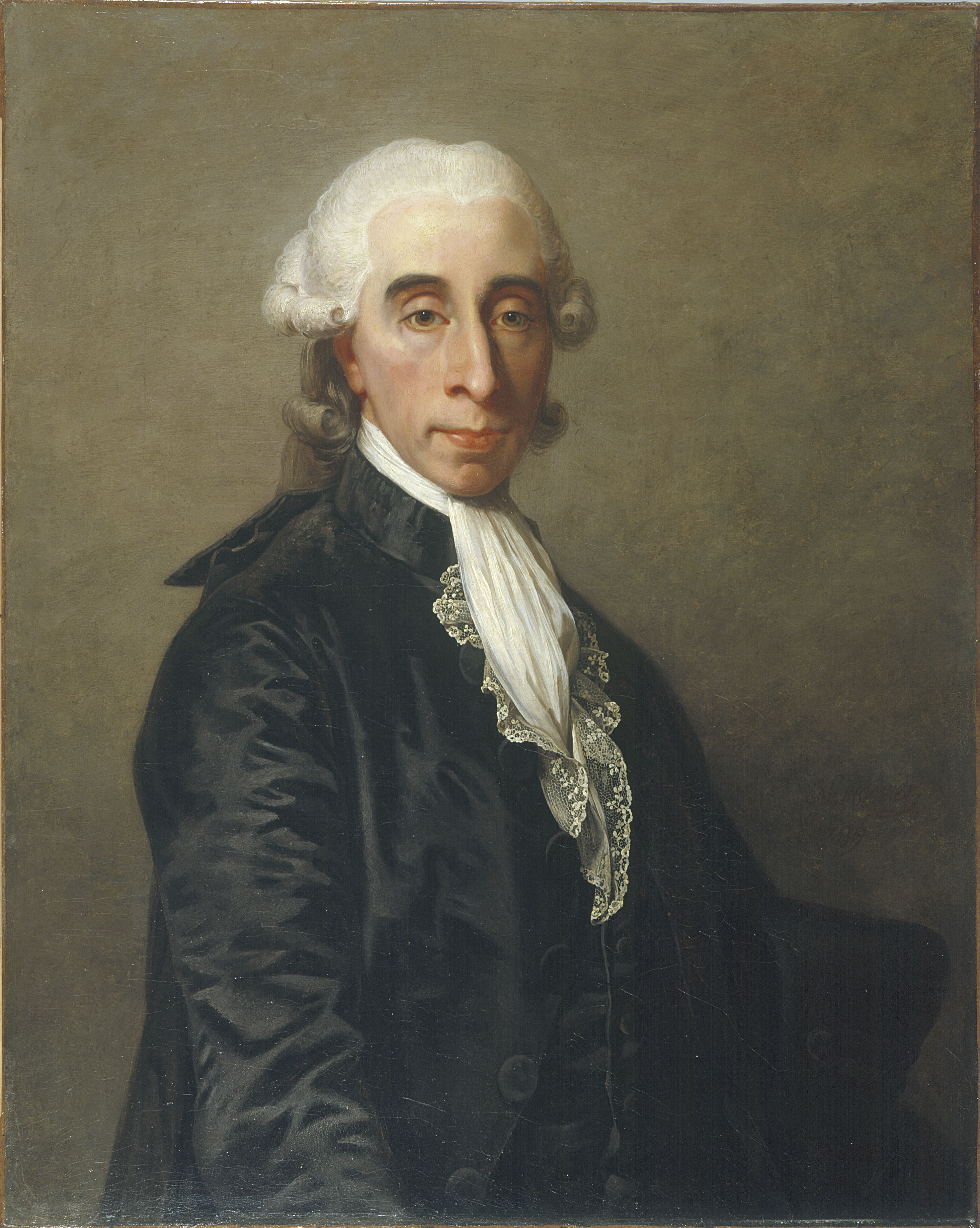
Жан Сильвен Байи, лидер третьего сословия (1789)

- 3 июня: учёный Жан Сильвен Байи избран лидером депутатов от третьего сословия.
- 4 июня: после смерти семилетнего Людовика Жозефа Ксавье Франсуа, дофина Франции, старшего сына и наследника Людовика XVI, его четырёхлетний брат Луи-Шарль, герцог Нормандии, становится новым дофином.
- 6 июня: представители дворянства отвергают компромиссную программу, предложенную министром финансов Жаком Неккером.
- 10 июня: по предложению Сьейеса депутаты от третьего сословия решают провести собственное собрание и приглашают другие сословия присоединиться к ним.
- 13-14 июня: девять депутатов духовенства принимают решение присоединиться к собранию Третьего сословия.
- 17 июня: по предложению Сьейеса депутаты третьего сословия объявляют себя Национальным собранием[англ.]. Чтобы обеспечить поддержку населения, они постановляют, что налоги нужно платить только во время сессии собрания.
- 19 июня: 149 голосами против 137 депутаты духовенства присоединяются к собранию третьего сословия.
- 20 июня: по приказу Людовика XVI зал заседаний третьего сословия закрывается и запирается. По предложению доктора Жозефа Игнаса Гильотена депутаты вместо этого собираются в зале для игры в мяч, где клянутся не расходиться до тех пор, пока во Франции не будет создана и утверждена новая Конституция (Клятва в зале для игры в мяч).
- 21 июня: королевский совет отклоняет финансовую программу министра Неккера.
- 22 июня: новое Национальное собрание встречается в соборе святого Людовика в Версале. Присутствуют 150 депутатов от духовенства, а также два депутата от дворянства.
- 23 июня: Людовик XVI в личном обращении к Генеральным штатам (фр. Séance royale) аннулирует решения Национального собрания и поручает трём сословиям продолжать встречаться отдельно. Король уходит в сопровождении всех депутатов от второго и большинства от первого сословия, но депутаты от третьего сословия остаются в зале. Когда королевский церемониймейстер напоминает им, что Людовик отменил их указы, граф де Мирабо, депутат от третьего сословия из Экс, смело кричит, что «мы собрались здесь по воле народа» и что они «уйдут только под угрозой штыка».
- 25 июня: 48 дворян во главе с Людовиком Филиппом II, герцогом Орлеанским, присоединяются к собранию.
- 27 июня: Людовик XVI меняет курс, поручает знати и духовенству встретиться с другими сословиями и признаёт новое собрание. В то же время он направляет в Париж надёжные воинские части, в основном состоящие из швейцарских и немецких наёмников.
- 30 июня: толпа вторгается в тюрьму аббатства Сен-Жермен-де-Пре и освобождает солдат, которые были заключены в тюрьму за посещение собраний политических клубов.

Июль 1789
- 6 июля: Национальное собрание формирует комитет из тридцати членов для написания новой конституции.
- 8 июля: по мере роста напряжённости граф де Мирабо, депутат от третьего сословия из Экс, требует, чтобы полк[англ.] французской гвардии был выведен из Парижа и чтобы в городе была создана новая гражданская гвардия.
- 9 июля: Национальное собрание преобразуется в Учредительное собрание.

### 14 июля 1789 — осада и сдача Бастилии.

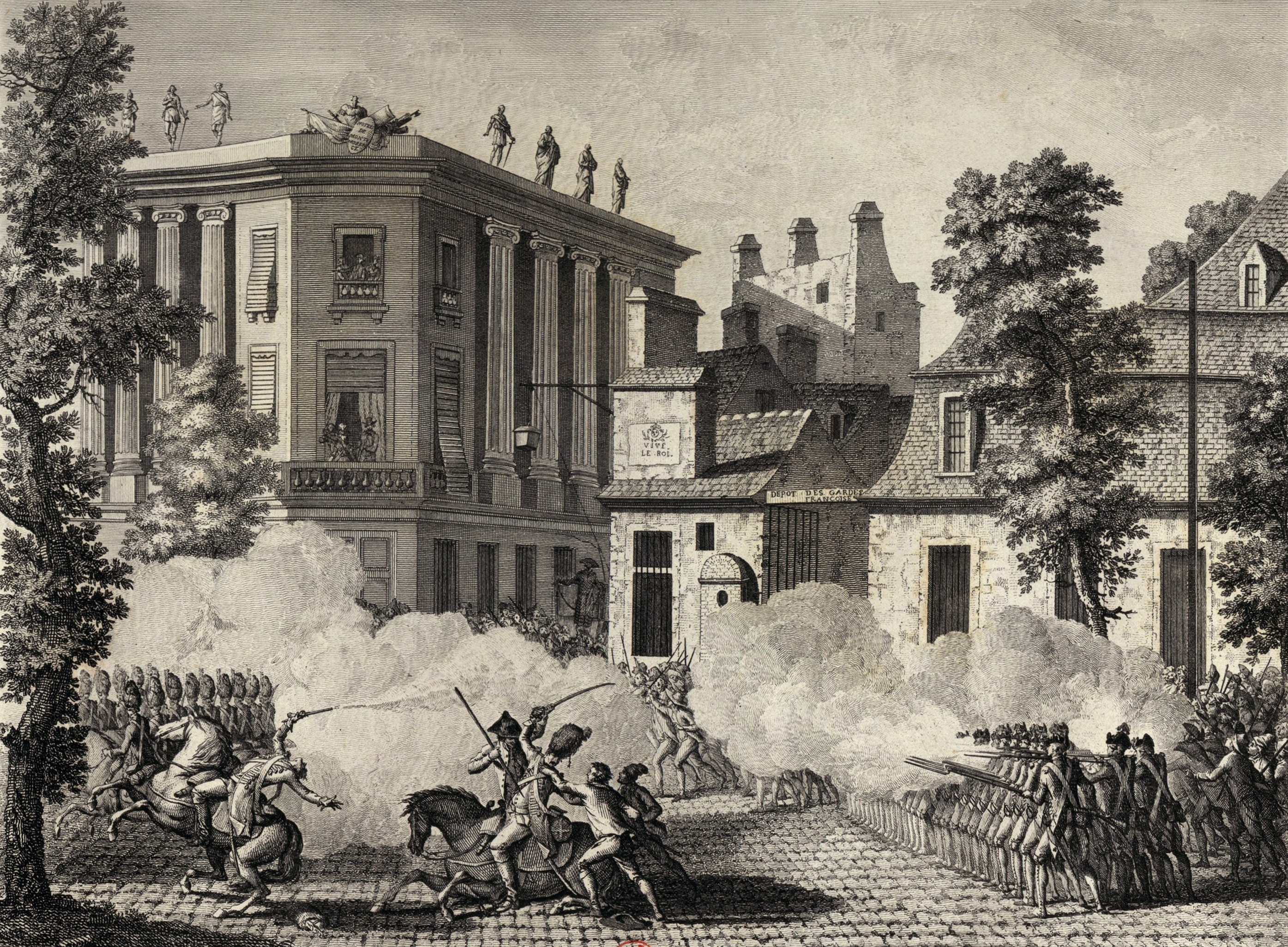
Стычка немецких солдат королевской гвардии с французскими гвардейцами в Париже (12 июля 1789 года)
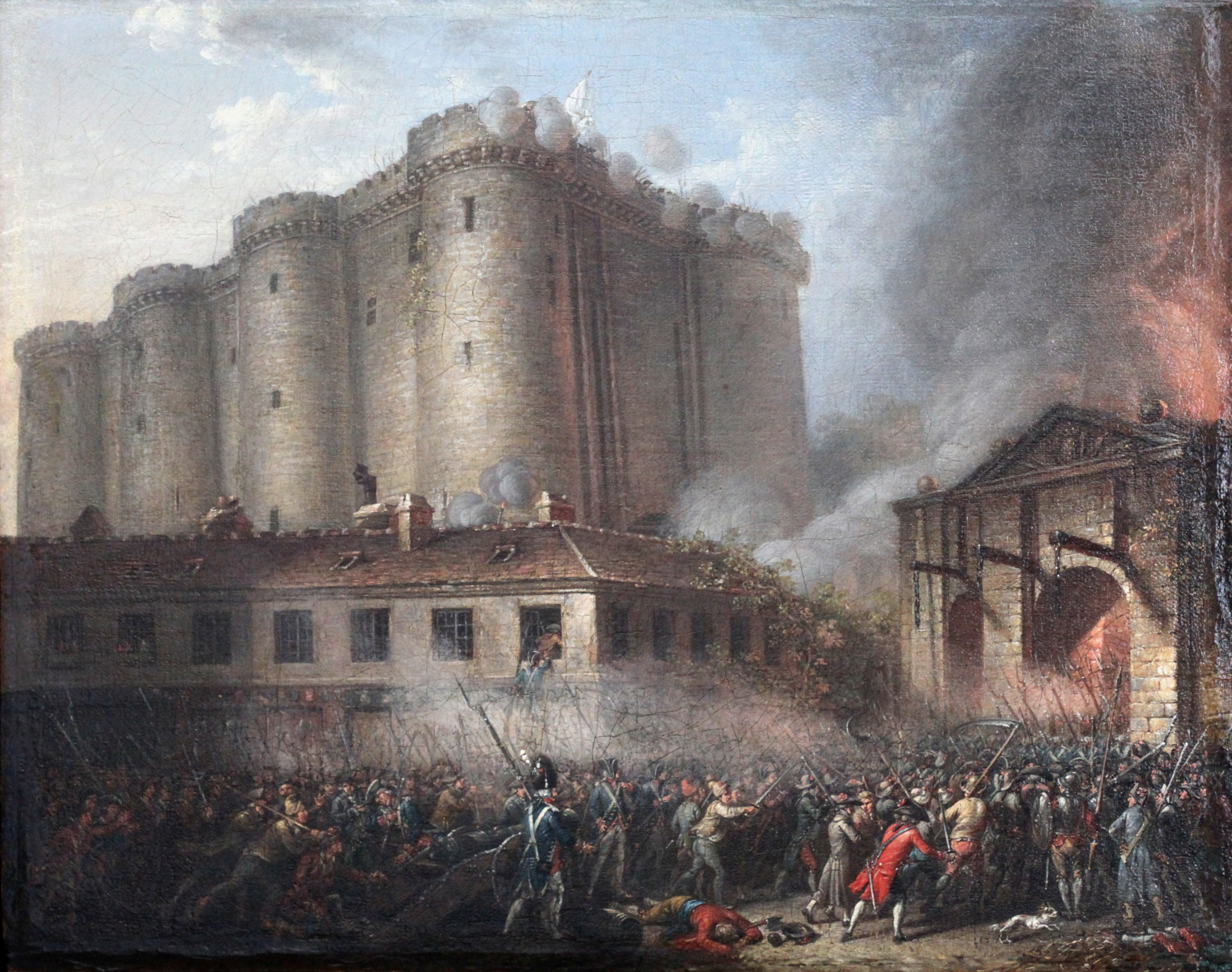
Взятие Бастилии (14 июля 1789 года)
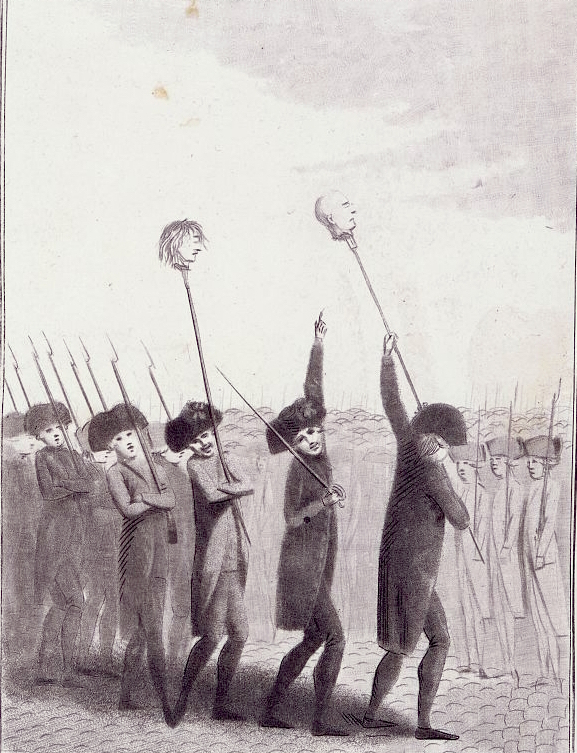
Шествие с головами губернатора Бастилии и старшины парижских купцов (14 июля 1789 года)

- 11 июля: Людовик XVI внезапно увольняет Неккера. В ответ парижане сжигают непопулярные таможенные заставы, вторгаются в монастырь лазаристов и грабят его. Стычки между кавалеристами Королевского немецкого кавалерийского полка[англ.] королевской гвардии и разъярённой толпой у дворца Тюильри. Большинство французских гвардейцев встают на сторону народа.
- 13 июля: Национальное собрание объявляет о своей постоянной сессии. В Отель-де-Виль руководители города начинают формировать управляющий комитет и вооружённое ополчение.
- 14 июля: Взятие Бастилии. Большая вооружённая толпа осаждает Бастилию, в которой содержится всего семь пленных, но есть большой запас пороха, который нужен восставшим. После нескольких часов сопротивления губернатор крепости де Лоне наконец сдаётся; когда он выходит, его убивает толпа. Также убивают де Флесселя, старшину парижских купцов.

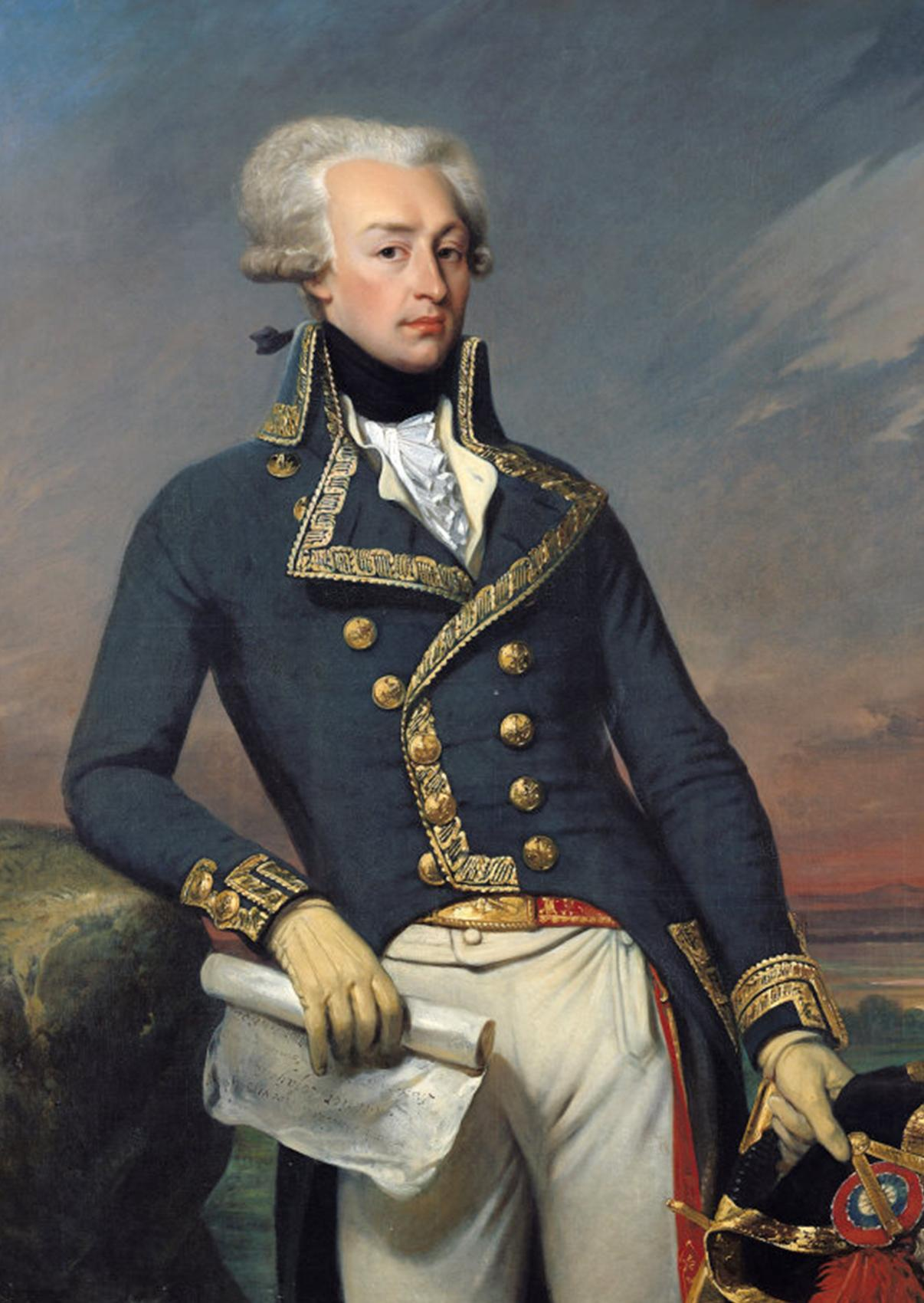
Лафайет в 1791 году

- 15 июля: астроном и математик Жан Сильвен Байи назначен мэром Парижа, а Лафайет назначен командующим вновь сформированной Национальной гвардии.
- 16 июля: король восстанавливает Неккера на посту министра финансов и выводит королевские войска из центра города. Новоизбранное Парижское собрание голосует за разрушение Бастилии. Подобные комитеты и местные ополчения сформированы в Лионе, Рене и других крупных французских городах.
- 17 июля: король посещает Париж, где его встречают в Отель-де-Виль Байи и Лафайет. Королю вручают трёхцветную кокарду, и он надевает её. В предчувствии грядущих событий несколько видных представителей знати, в том числе граф Артуа, принц де Конде, герцог Энгиенский, барон де Бретейль, герцог Брольи, герцог Полиньяк[англ.] и его жена, стали первыми в волне эмигрантов, покинувших Францию.
- 18 июля: Камиль Демулен начинает публикацию «La France libre», требуя гораздо более радикальную революцию и призывая к республике, утверждая, что революционное насилие оправдано.
- 19 июля — 6 августа: Великий страх. Период всеобщей паники во Франции.
- 22 июля: вооружённая толпа на Гревской площади убивает Бертье де Совиньи[англ.], интенданта Парижа, и его тестя, обвиняемых в спекуляции зерном.
- 21 июля — 1 августа: бунты и крестьянские восстания в Страсбурге (21 июля), Ле-Мане (23 июля), Кольмаре, Эльзасе и Эно[англ.] (25 июля).
- 28 июля: Жак-Пьер Бриссо начинает публикацию «Le Patriote français», влиятельной газеты революционного движения жирондистов.

Август 1789
- 4 августа: король назначает правительство министров-реформистов вокруг Неккера. Собрание голосует за отмену привилегий и феодальных прав дворянства.
- 7 августа: публикация «Раскрытие заговора с целью убаюкивать людей» Жан-Поля Марата, осуждающего реформы 4 августа как недостаточные и требующего гораздо более радикальной революции. Марат быстро становится голосом самой бурной фракции революции — санкюлотов.
- 23 августа: Собрание провозглашает свободу религиозных убеждений.
- 24 августа: Собрание провозглашает свободу слова.

### 26 августа 1789 — Декларация прав человека и гражданина

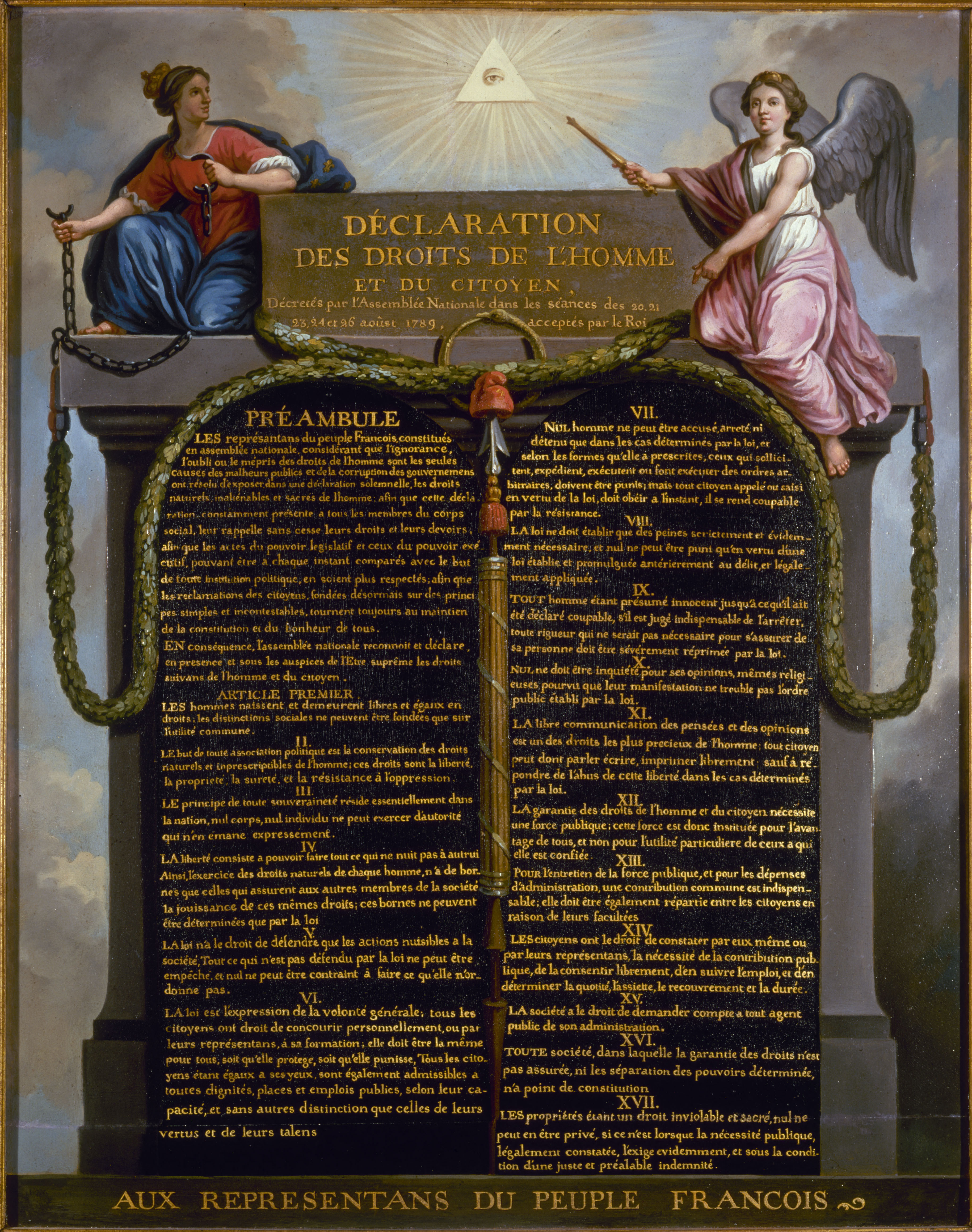
Декларация прав человека и гражданина
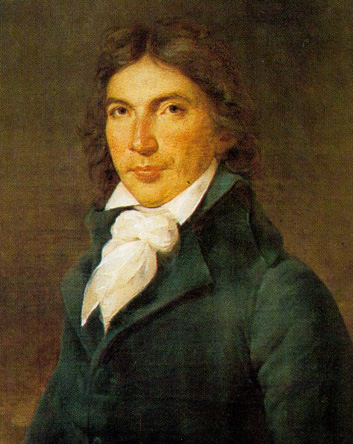
Камиль Демулен
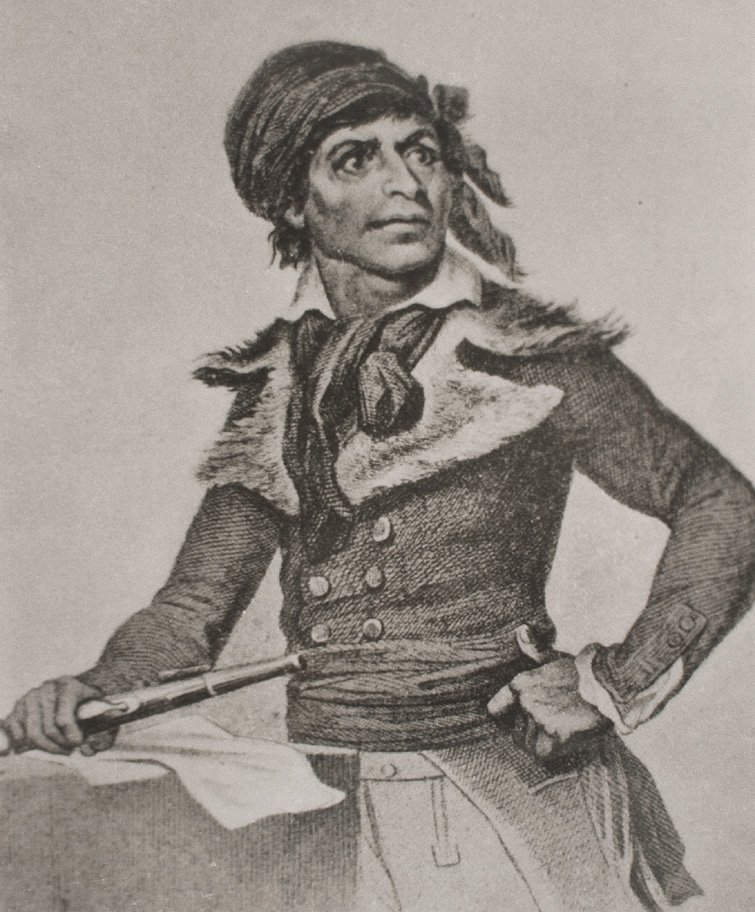
Жан-Поль Марат

- 26 августа: Собрание принимает Декларацию прав человека и гражданина, составленную главным образом Лафайетом.
- 28 августа: Собрание обсуждает предоставление королю права вето.
- 30 августа: Демулен организовывает восстание в Пале-Рояль, чтобы не дать королю права вето и заставить его вернуться в Париж. Восстание терпит поражение.
- 31 августа: конституционный комитет Собрания предлагает двухпалатный парламент и королевское право вето.
- 9 сентября: мэр Труа убит толпой.
- 11 сентября: Национальное собрание даёт королю право временно накладывать вето на законы на двух законодательных сессиях.
- 15 сентября: Демулен издаёт «Discours de la lanterne aux Parisiens», радикальный памфлет, оправдывающий политическое насилие и превозносящий парижскую толпу.
- 16 сентября: первый номер газеты Жан-Поля Марата «Друг народа», в которой предлагается радикальная социальная и политическая революция.
- 19 сентября: выборы нового муниципального собрания в Париже с 300 членами, избираемыми по округам.
- 1 октября: на банкете королевских гвардейцев (фр. banquet des Gardes du Corps du Roi) в Версале, который посетили Людовик XVI, Мария-Антуанетта и дофин, королевская гвардия надела белую королевскую кокарду. Ложная новость о том, что гвардейцы растоптали триколор, быстро доходит до Парижа и вызывает возмущение.

### 6 октября 1789 — поход женщин на Версаль

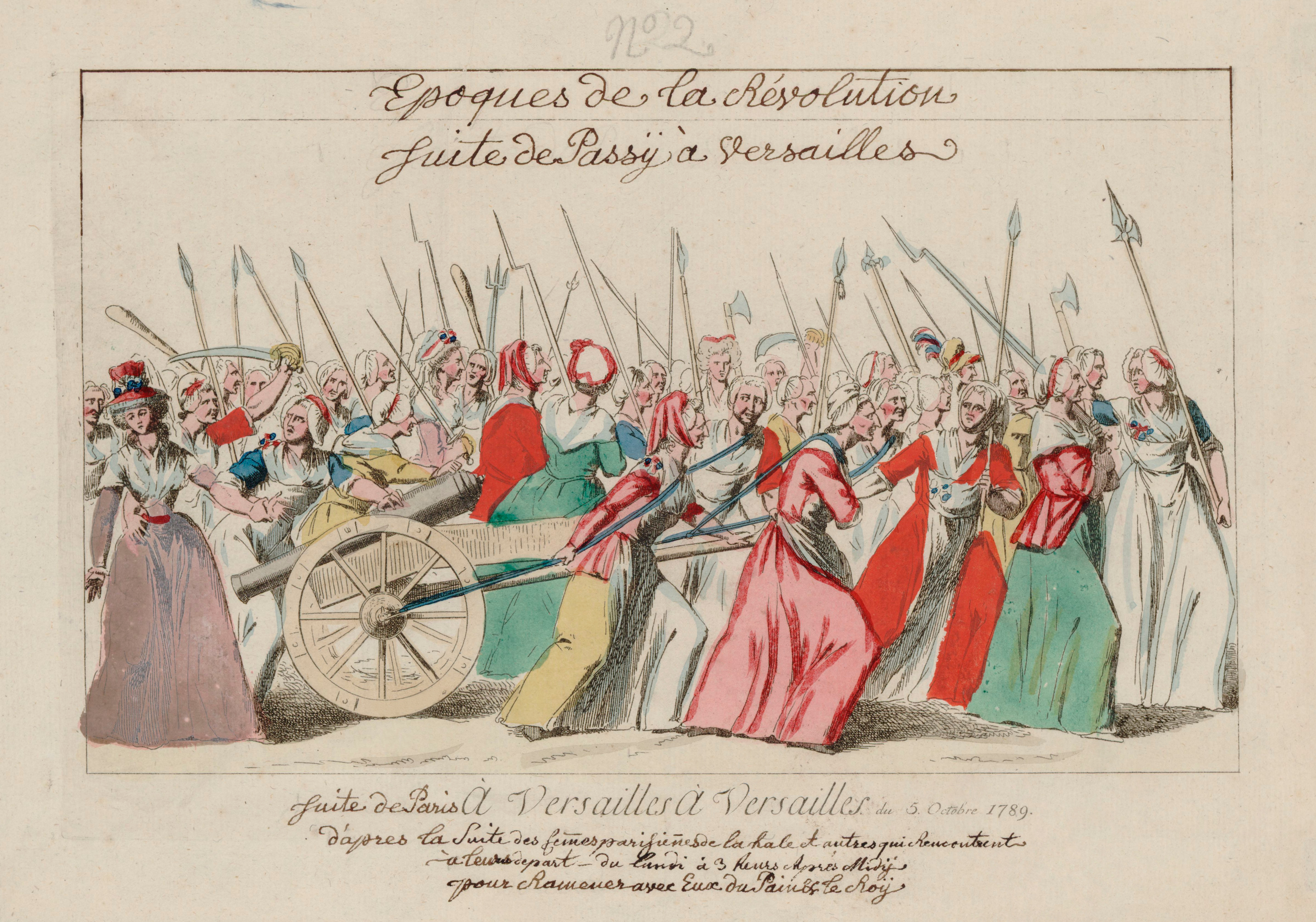
Поход женщин на Версаль (5-6 октября 1789 года)

- 5 октября: газета Марата требует марша на Версаль в знак протеста против оскорбления кокарды с триколором. В марше принимают участие тысячи женщин, к которым вечером присоединяется национальная гвардия Парижа во главе с Лафайетом.
- 6 октября: после организованного марша во дворец вторгается толпа женщин. Женщины требуют, чтобы король и его семья сопровождали их обратно в Париж, и король соглашается. Национальное собрание также решает переехать в Париж.
- 10 октября: Собрание назначает Лафайета командующим регулярной армией в Париже и его окрестностях. Собрание также изменяет королевский титул с «Король Франции и Наварры» на «Король Франции». Жозеф Игнас Гильотен, врач, член Собрания, предлагает новую и более гуманную форму публичной казни, которая в конечном итоге названа в его честь — гильотиной[2].
- 12 октября: Людовик XVI тайно пишет королю Испании Карлу IV, жалуясь на жестокое обращение. Граф Артуа тайно пишет Иосифу II с просьбой о военном вторжении во Францию.
- 19 октября: Национальное собрание проводит своё первое заседание в Париже, в часовне резиденции архиепископа рядом с собором Парижской Богоматери.
- 21 октября: Собрание объявляет военное положение для предотвращения будущих восстаний.
- 2 ноября: Собрание голосует за передачу собственности церкви в распоряжение нации.
- 9 ноября: Собрание переезжает в Манежный зал[англ.], бывшую школу верховой езды недалеко от дворца Тюильри.
- 28 ноября: Первый выпуск еженедельника Демулена «Histoire des Révolutions de France et de Brabant», яростно атакующего роялистов и аристократов.
- Ноябрь: В Париже в доминиканском монастыре святого Иакова воссоздаётся Бретонский клуб, члены которого более известны как якобинцы, под названием «Общество друзей Конституции».
- 1 декабря: восстание моряков французского флота в Тулоне, арестовавших адмирала д’Альбера[англ.].
- 9 декабря: Собрание решает разделить Францию на департаменты вместо бывших областей.
- 19 декабря: введение ассигнатов, формы валюты, основанной не на серебре, а на стоимости собственности церкви, конфискованной государством.
- 24 декабря: Собрание постановляет, что протестанты имеют право занимать государственные должности; евреи по-прежнему к ним не допускаются.

## 1790 — расцвет политических клубов

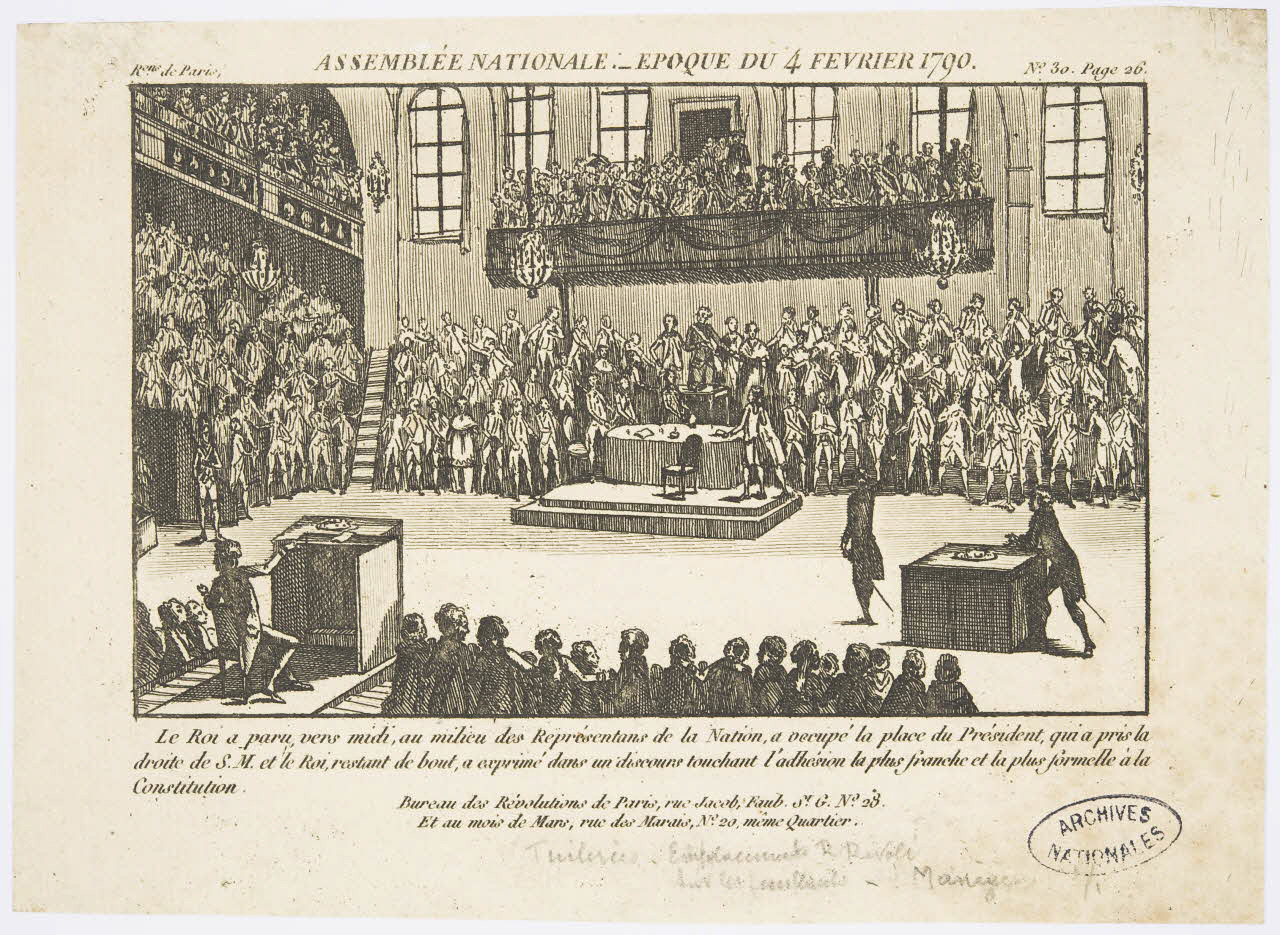
Заседание Национального собрания (4 февраля 1790 года)
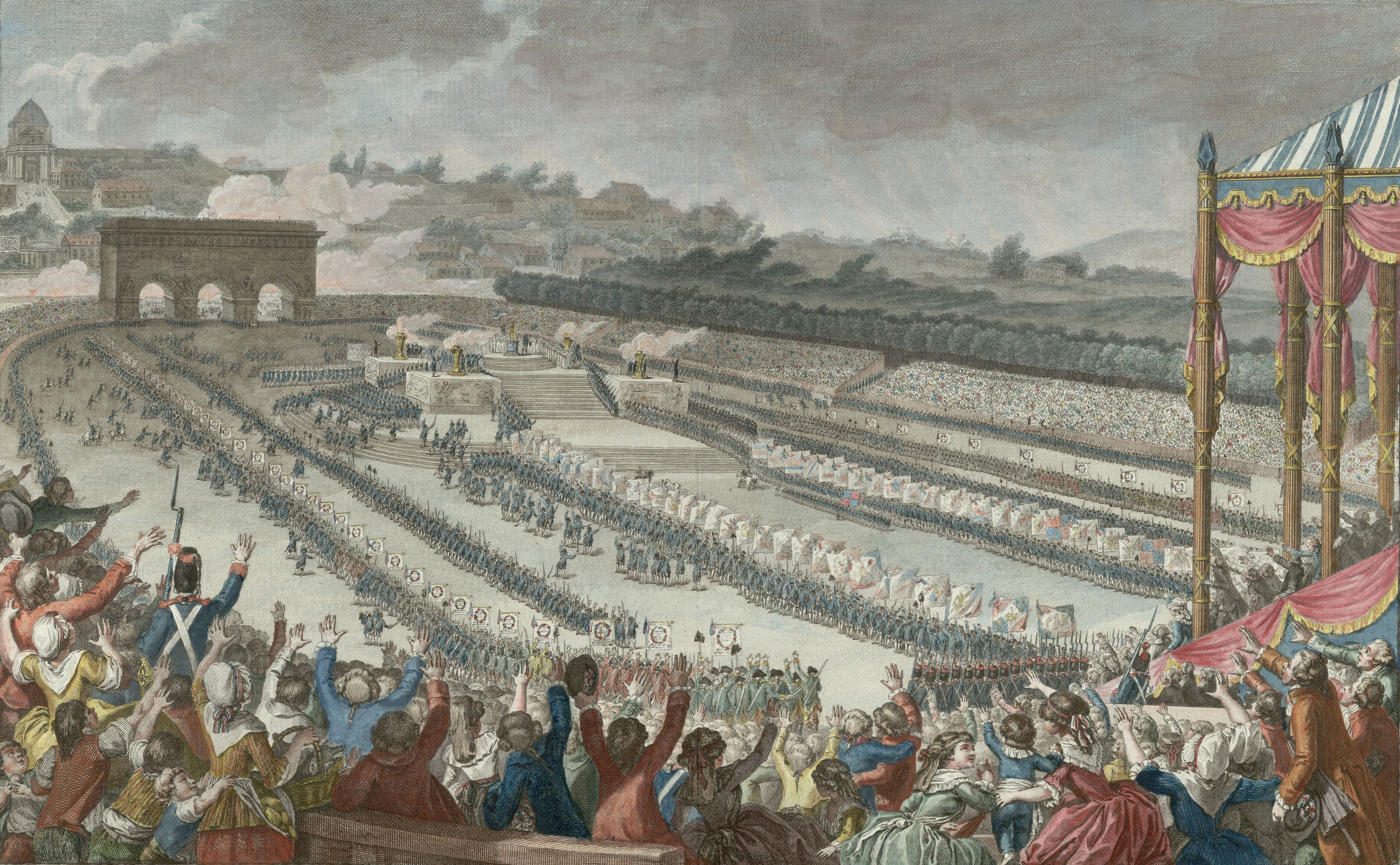
Fête de la Fédération (14 июля 1790 года)

- 7 января: бунт в Версале с требованием снижения цен на хлеб.
- 18 января: Марат публикует памфлет, в котором яростно атакует министра финансов Неккера.
- 22 января: муниципальная полиция Парижа пытается арестовать Марата за критику правительство, но его защищает толпа санкюлотов, и он сбегает в Лондон.
- 13 февраля: Собрание запрещает принятие религиозных обетов.
- 23 февраля: Собрание требует, чтобы кюре (приходские священники) в церквях по всей Франции зачитывали вслух постановления Собрания.
- 28 февраля: Собрание отменяет требование, чтобы армейские офицеры были представителями дворянства.
- 8 марта: Собрание решает продолжать поддерживать институт рабства во французских колониях[англ.], но разрешает создание колониальных собраний.
- 12 марта: Собрание разрешает продажу муниципалитетами собственности церкви.
- 29 марта: Папа Пий VI в секретной консистории осуждает Декларацию прав человека и гражданина.
- 5 апреля — 10 июня: серия прокатолических и антиреволюционных бунтов во французских провинциях; в Ване (5 апреля), Ниме (6 апреля), Тулузе (18 апреля), Тулоне (3 мая) и Авиньоне (10 июня) в знак протеста против антиклерикальных мер.
- 17 апреля: основание клуба кордельеров, который собирается в бывшем одноимённом монастыре. Он становится одним из самых ярых сторонников радикальных перемен.
- 30 апреля: беспорядки в Марселе. Три форта захвачены, а командир форта Сен-Жан[англ.] де Боссе убит.
- 12 мая: Лафайет и Байи учреждают Клуб 1789 года.
- 15 мая: принят закон, разрешающий выкуп манориальных сборов.
- 18 мая: Марат возвращается в Париж и возобновляет издание «Друга народа».
- 22 мая: Собрание решает, что только оно может решать вопросы войны и мира, но что война не может быть объявлена без предложения и санкции короля.
- 30 мая: в Лионе празднует революцию, устроив Праздник федерации (фр. Fête de la Fédération). 6 июня в Лилле проводится аналогичное мероприятие, в Страсбурге 13 июня, в Руане 19 июня.
- 3 июня: восстание жителей французской колонии Мартиника.
- 19 июня: Собрание отменяет титулы, ордена и другие привилегии потомственной знати.
- 26 июня: Авиньон, находившийся тогда под властью папы, просит присоединиться к Франции. Собрание, желая избежать конфронтации с папой Пием VI, откладывает решение.
- 26 июня: дипломаты Англии, Австрии, Пруссии и Соединённых провинций встречаются в Райхенбахе, чтобы обсудить возможное военное вмешательство во Францию. Итогом встречи становится подписание Рейхенбахской конвенции.
- 12 июля: Собрание принимает окончательный текст о статусе французского духовенства. Священнослужители теряют свой особый статус и обязаны принести присягу на верность правительству.

### 14 июля 1790 — Праздник федерации
- 14 июля: на Марсовом поле в Париже в честь первой годовщины революции проводится Праздник Федерации. На мероприятии присутствуют король и королева, Национальное собрание, правительство и огромная толпа. Лафайет даёт гражданскую клятву «быть всегда верным народу, закону и королю; всеми силами поддерживать конституцию, принятую Национальным собранием и принятую королём». Эту присягу приносят его войска, а также король. Праздник федерации — последнее мероприятие, которое объединило все фракции в Париже во время революции.
- 23 июля: Папа пишет секретное письмо Людовику XVI, обещая осудить отмену Собранием особого статуса французского духовенства.
- 26 июля: Марат публикует требование о немедленной казни от 500 до 600 аристократов для спасения революции.
- 28 июля: Собрание отказывается позволить австрийским войскам пересечь территорию Франции, чтобы подавить восстание в Бельгии, вдохновлённое французской революцией.
- 31 июля: Собрание решает принять меры против Марата и Демулена из-за их призывов к революционному насилию.
- 16 августа: Собрание устанавливает должности мировых судей по всей стране, чтобы заменить традиционные суды, принадлежащие местной знати.
- 16 августа: Собрание призывает восстановить дисциплину в армии.
- 31 августа: бои в Нанси между мятежными солдатами армии и частями национальной гвардии города, которые поддерживают Лафайета и Собрание.
- 4 сентября: увольнение министра финансов Неккера. Национальное собрание отвечает за государственную казну.
- 16 сентября: мятеж моряков французского флота под Брестом.
- 6 октября: Людовик XVI пишет письмо своему двоюродному брату Карлу IV, в котором выражает свою враждебность новому статусу французского духовенства.
- 12 октября: Собрание распускает местное собрание Санто-Доминго (ныне Гаити) и вновь подтверждает институт рабства.
- 21 октября: Собрание постановляет, что триколор заменит белый флаг и флёр-де-лис французской монархии в качестве эмблемы Франции.
- 4 ноября: восстание во французской колонии Иль-де-Франс (ныне Маврикий).
- 25 ноября: восстание чёрных рабов во французской колонии Санто-Доминго (ныне Гаити).
- 27 ноября: Собрание постановляет, что все члены духовенства должны принести присягу нации, закону и королю. Подавляющее большинство французских священнослужителей отказываются принимать присягу.
- 3 декабря: Людовик XVI пишет королю Пруссии Фридриху Вильгельму II письмо с просьбой о военном вмешательстве европейских монархов для восстановления его власти.
- 27 декабря: 39 депутатов Собрания, которые также являются священнослужителями, приносят присягу на верность правительству. Однако большинство участвующих в Собрании священнослужителей отказываются принимать присягу.

## 1791 — безуспешное бегство королевской семьи из Парижа
- 1 января: Мирабо избран президентом Собрания.
- 3 января: Священникам приказывают принести присягу народу в течение двадцати четырёх часов. Большинство священников Собрания отказываются принимать присягу.
- 19 февраля: Мадам, дочери Людовика XV и тёти Людовика XVI, покидают Францию и отправляются в изгнание.
- 24 февраля: Конституционные епископы, принёсшие присягу перед государством, заменяют прежнюю церковную иерархию.
- 28 февраля: День кинжалов. Лафайет приказывает арестовать 400 вооружённых аристократов, которые собрались во дворце Тюильри, чтобы защитить королевскую семью. Их освобождают 13 марта.
- 2 марта: Упразднение традиционных торговых гильдий.
- 3 марта: Собрание приказывает переплавить серебряные предметы, принадлежащие церкви, и продать их для финансирования правительства.
- 10 марта: папа Пий VI осуждает Гражданское устройство духовенства.
- 25 марта: разорваны дипломатические отношения между Францией и Ватиканом.
- 2 апреля: смерть Мирабо.
- 3 апреля: Собрание предлагает преобразовать новую, ещё не освящённую, церковь Святой Женевьевы в Пантеон, мавзолей для выдающихся граждан Франции. 4 мая останки Мирабо первыми помещены в новый Пантеон.
- 13 апреля: энциклика папы Пия VI осуждает Гражданское устройство духовенства.
- 18 апреля: национальная гвардия, несмотря на приказ Лафайета, не даёт королевской семье уехать в замок Сен-Клу на празднование Пасхи.
- 16 мая: по предложению Робеспьера Собрание голосует за запрет членам текущего Собрания становиться кандидатами в следующее Собрание.
- 30 мая: Собрание приказывает перенести прах Вольтера в Пантеон.
- 14 июня: Собранием принят закон ле Шапелье, отменяющий рабочие коалиции и запрещающий профсоюзы и забастовки.
- 15 июня: Собрание запрещает священникам носить церковные одежды вне церквей.

### 20-21 июня 1791 — королевская семья бежит из Парижа

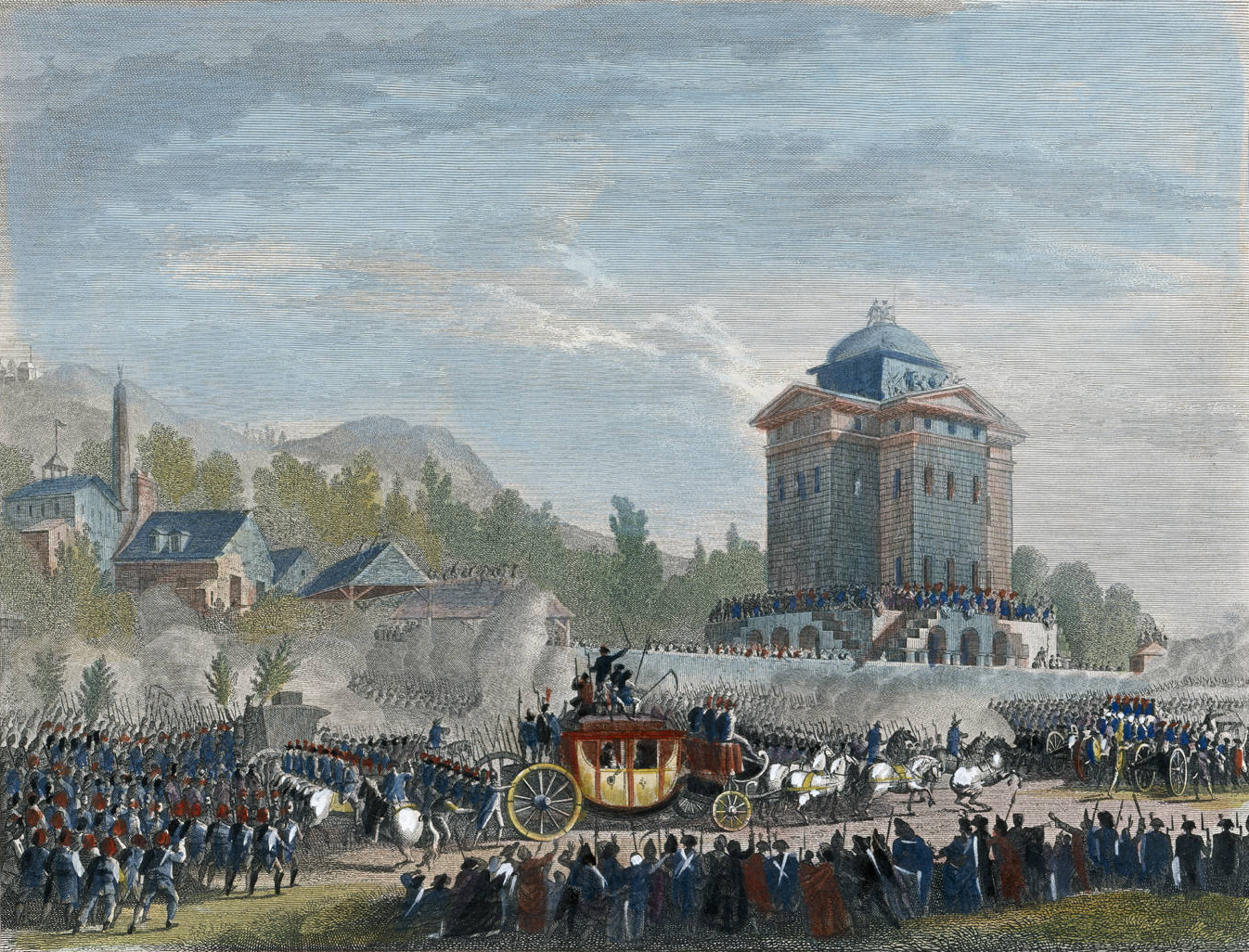
Король Людовик XVI возвращается в Париж после попытки бегства (25 июня 1791 года)

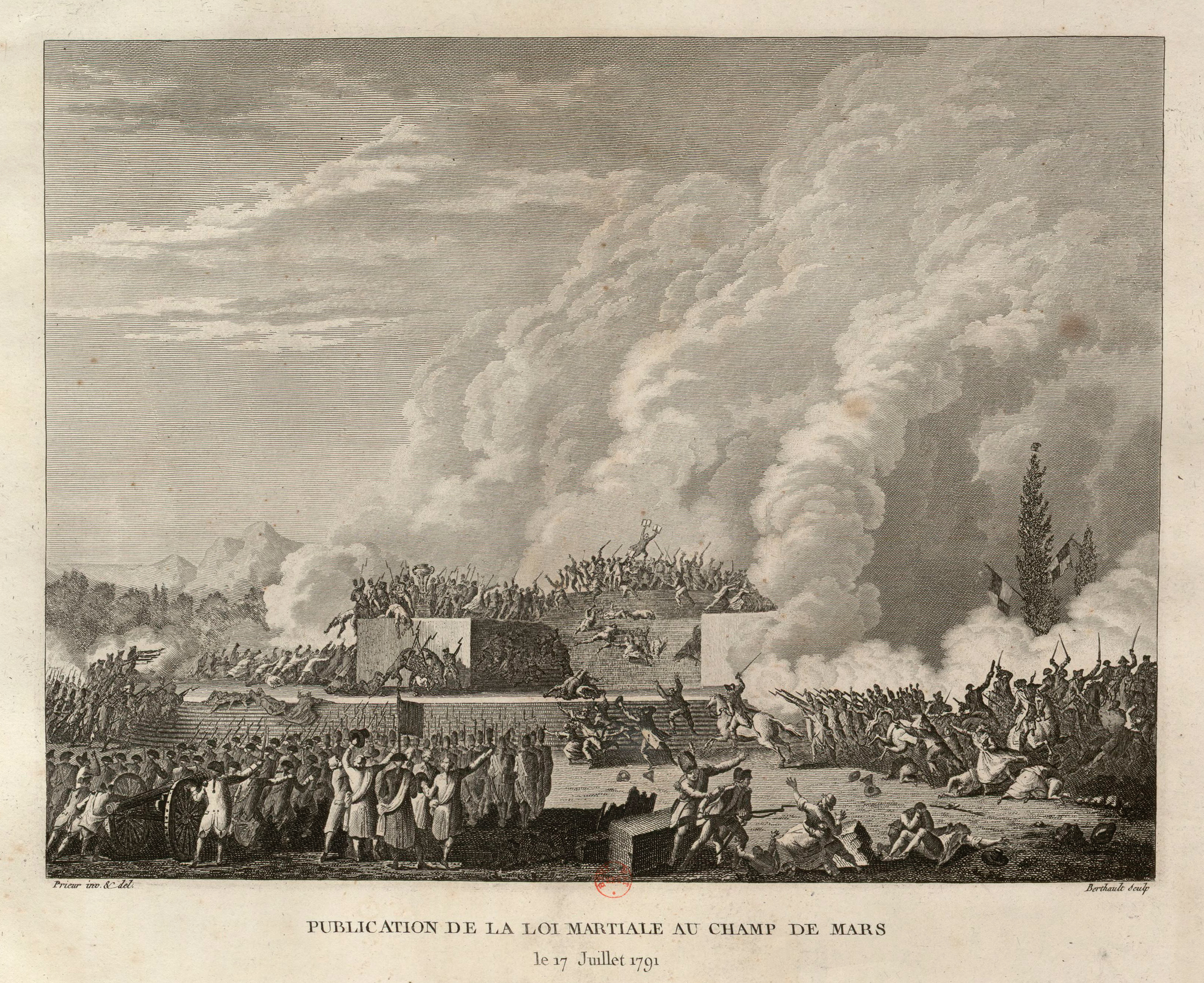
Национальная гвардия стреляет по демонстрантам на Марсовом поле (17 июля 1791 года)

- 20-21 июня: Бегство в Варенн. В ночь с 20 на 21 июня король, королева и их дети тайком покидают дворец Тюильри и бегут на карете в направлении Монмеди.
- 21-22 июня: короля узнают в Варенне. Собрание объявляет, что его увезли против его воли, и отправляет трёх комиссаров, чтобы они вернули его в Париж.
- 25 июня: Людовик XVI возвращается в Париж. Собрание приостанавливает его полномочия до дальнейшего уведомления.
- 5 июля: император Леопольд II издаёт Падуанский циркуляр, призывающий королевские дома Европы прийти на помощь Людовику XVI, своему зятю.
- 9 июля: Собрание постановляет, что эмигранты должны вернуться во Францию в течение двух месяцев, в противном случае они лишатся своей собственности.
- 11 июля: прах Вольтера переносится в Пантеон.
- 15 июля: Национальное собрание объявляет короля неприкосновенным и неподвластным суду. Людовик XVI отстранён от своих обязанностей до ратификации новой конституции.
- 16 июля: более умеренные члены клуба якобинцев отделяются, чтобы сформировать новый клуб фельянов.
- 17 июля: Расстрел на Марсовом поле. Демонстрация, организованная якобинцами, кордельерами и их союзниками, несёт на Марсово поле петицию с требованием высылки короля. Правительство города поднимает красный флаг, знак военного положения, и запрещает демонстрацию. Национальная гвардия стреляет по толпе, около пятидесяти человек убиты[3].
- 18 июля: после событий на Марсовом поле Собрание запрещает подстрекательство к беспорядкам, призывы граждан к нарушению закона и крамольные публикации, направленные против якобинцев и кордельеров. Марат скрывается, а Дантон бежит в Англию.
- 14 августа: в Санто-Доминго (Гаити) начинается восстание рабов.
- 27 августа: Пильницкая декларация — заявление прусского короля Фридриха Вильгельма II и императора Священной Римской империи Леопольда II подтверждает их желание «вернуть королю Франции положение, способствующее укреплению основ монархического правления». Это расплывчатое заявление воспринимается во Франции как прямая угроза со стороны других европейских держав вмешаться в ход революции.
- 3 сентября: начало действия конституционной монархии.
- 13-14 сентября: Людовик XVI официально принимает новую Конституцию.
- 27 сентября: Собрание заявляет, что все люди, живущие во Франции, независимо от цвета кожи, свободны, но сохраняет рабство во французских колониях. Французским евреям предоставляется гражданство.
- 29 сентября: Собрание ограничивает членство в Национальной гвардии гражданами, которые платят определённый уровень налогов, тем самым исключая рабочий класс.
- 30 сентября: последний день работы национального Учредительного собрания. Собрание амнистирует всех, кто наказан за незаконную политическую деятельность с 1788 года.
- 1 октября: первая сессия нового национального Законодательного собрания. Его председателем избран монархист Клод Пасторе.
- 16 октября: бунты против революционной коммуны (городского правительства) в Авиньоне. После убийства чиновника коммуны убивают антиправительственных заключённых, содержащихся в подвалах Папского дворца.
- 9 ноября: эмигрантам снова приказывают вернуться во Францию до 1 января 1792 года под страхом потери имущества и смертного приговора. Король Людовик XVI накладывает вето на декларацию 11 ноября, но просит своих братьев вернуться во Францию.
- 14 ноября: Жером Петион де Вильнёв избран мэром Парижа, получив 6728 голосов против 3126 за Лафайета. Из 80 тыс. избирателей, имеющих право голоса, 70 тыс. воздержались.
- 25 ноября: законодательное собрание создаёт наблюдательный комитет для контроля за правительством.
- 29 ноября: священникам снова приказывают принести присягу правительству.
- 3 декабря: король пишет секретное письмо Фридриху Вильгельму II, убеждая его начать военное вторжение во Францию, «чтобы предотвратить зло, которое происходит здесь, прежде чем оно настигнет другие государства Европы»[4].
- 3 декабря: братья Людовика XVI (графы Прованса и Артуа) отказываются вернуться во Францию, ссылаясь на «моральное и физическое пленение, в котором содержится король»[4].
- 14 декабря: Лафайет получает командование одной из трёх новых армий, созданных для защиты французских границ, Армией Центра[англ.], базирующейся в Меце. Двумя другими армиями командуют Рошамбо (Армия Севера[англ.]) и Николя Люкнер (Рейнская армия).
- 28 декабря: Собрание голосует за созыв массовой армии добровольцев для защиты границ Франции.

## 1792 — война и свержение монархии

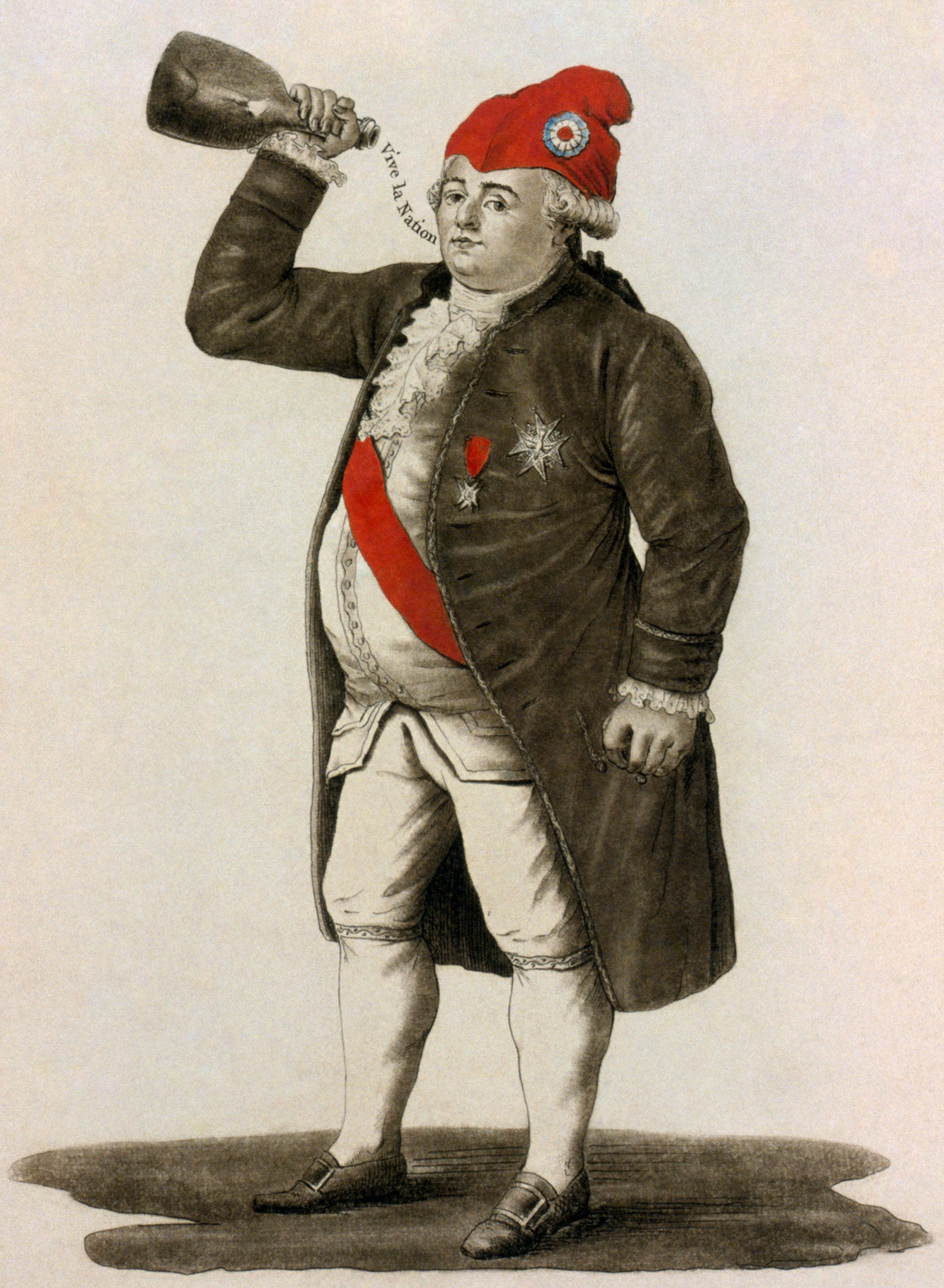
Король вынужден надеть фригийский колпак и выпить за народ (20 июня 1792 года)
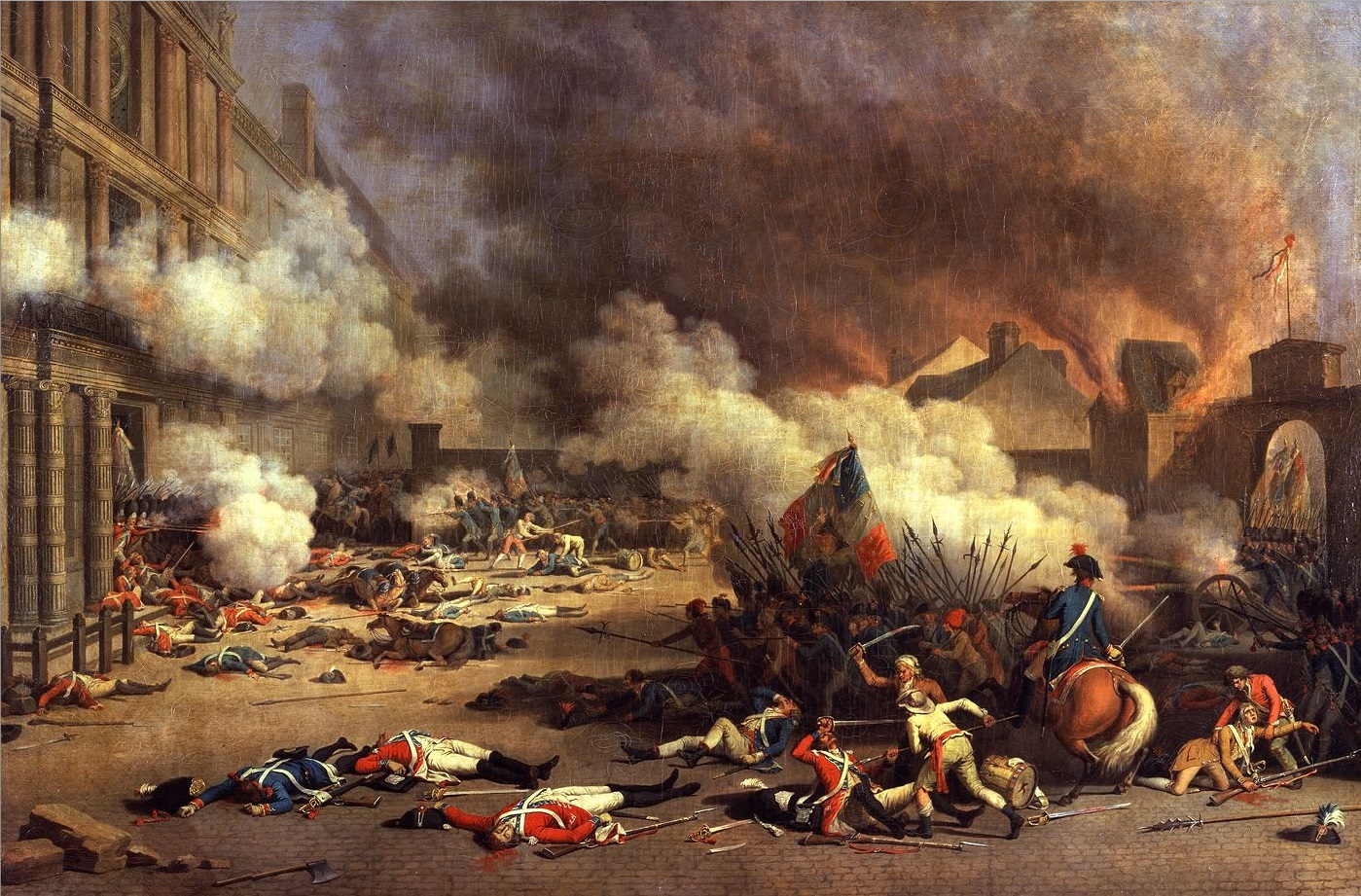
Санкюлоты захватывают дворец Тюильри и убивают швейцарских гвардейцев (10 августа 1792 года)
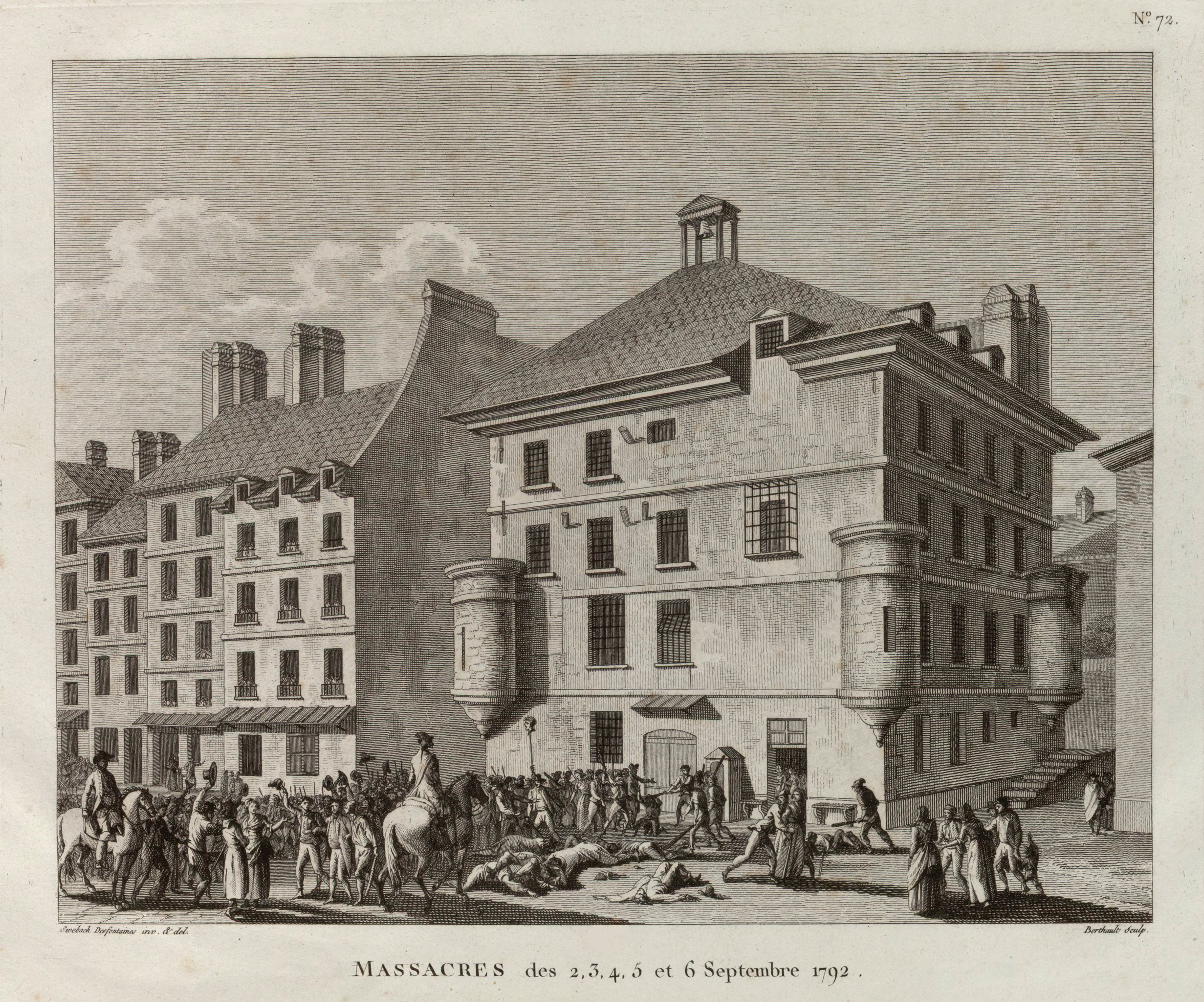
Расправа над заключёнными в тюрьмах Парижа (2–7 сентября 1792 г.)
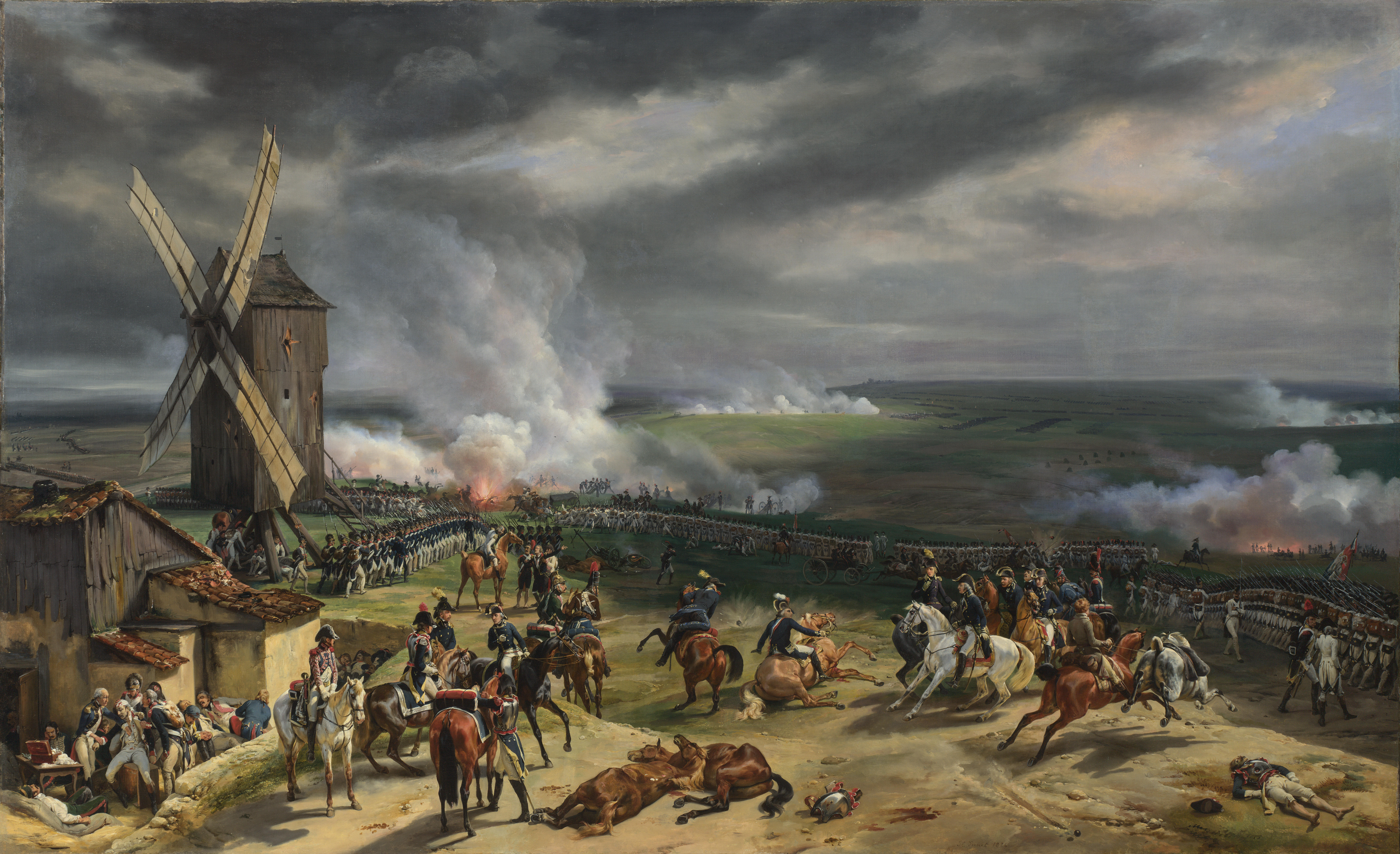
Победа Франции над пруссаками в битве при Вальми (29 сентября 1792 года)

- 23 января: восстание рабов на Гаити вызывает острую нехватку сахара и кофе в Париже. Начинаются бунты, вызванные нехваткой продовольствия; разграблены многие продуктовые магазины. Январь — март: продовольственные бунты в Париже.
- 1 февраля: гражданам Франции необходимо иметь паспорт для поездок по стране.
- 7 февраля: Австрия и Пруссия подписывают в Берлине военную конвенцию о вторжении во Францию и защите монархии.
- 9 февраля: Собрание постановляет конфискацию собственности эмигрантов в пользу нации.
- 23 февраля: Столкновение между армией и толпой в Бетюне из-за распределения зерна.
- 7 марта: Герцог Брауншвейгский назначается командующим совместным австро-прусским вторжением во Францию.
- 4 апреля: Собрание предоставило равные права свободным цветным людям в Гаити[5].
- 5 апреля: Собрание закрывает Сорбонну, центр консервативной теологии.
- 20 апреля: Собрание объявляет войну королю Богемии и Венгрии, то есть Священной Римской империи.
- 25 апреля: в Страсбурге впервые поют «Марсельезу» Клода Жозефа Руже де Лиля.
- 28 апреля: начало войны. Армия Рошамбо вторгается в австрийские Нидерланды.
- 30 апреля: правительство направляет триста миллионов ассигнатов на финансирование войны.
- 5 мая: Собрание приказывает собрать 31 новый батальон.
- 6 мая: Королевский немецкий кавалерийский полк[англ.], состоящий из немецких наёмников, дезертирует из французской армии и присоединяется к австрийско-прусской коалиции.
- 12 мая: гусарские полки Сакса[англ.] и Берчени[англ.] дезертируют из французской армии и присоединяются к коалиции.
- 27 мая: Собрание издаёт приказ о депортации священников, не подписавших присягу правительству, известную как Гражданское устройство духовенства.
- 8 июня: Собрание приказывает собрать армию из двадцати тысяч добровольцев и встать лагерем под Парижем.
- 11 июня: Людовик XVI налагает вето на законы о депортации священников и формировании новой армии за пределами Парижа.
- 20 июня: создаётся секретный повстанческий комитет, поддерживаемый Парижской коммуной и возглавляемый прокурорами Пьером Луи Манюэлем и Жоржем Дантоном.
- 20 июня: Демонстрация 20 июня 1792 года. Толпа вторгается в Тюильри, и король Людовик XVI вынужден надеть красный фригийский колпак и выпить за здоровье народа[6].
- 21 июня: Собрание запрещает собрания вооружённых граждан в черте города.
- 28 июня: Лафайет выступает перед Собранием, осуждая действия якобинцев и других радикальных группировок в Собрании. Его предложение об организации смотра Национальной гвардии в Париже отменяется мэром Парижа Петионом.
- 30 июня: Лафайет покидает Париж и возвращается в свою армию. Робеспьер осуждает его, а толпа в Пале-Рояле сжигает его изображение.
- 11 июля: пока австрийская армия медленно продвигается к Парижу, Собрание заявляет, что отечество в опасности.
- 15 июля: Собрание голосует за отправку регулярных армейских частей, офицеры которых в основном поддерживают Лафайета, далеко за город.
- 15 июля: члены клуба кордельеров во главе с Дантоном требуют созыва Конвента на замену Законодательному собранию.
- 25 июля: Собрание разрешает парижским секциям (местным собраниям в каждом районе), многие из которых контролируются якобинцами и кордельерами, проводить постоянные заседания.
- 25 июля: Брауншвейгский манифест. Австрийский командующий предупреждает, что, если королевской семье будет нанесён вред, последует «показательная месть, которая запомнится навсегда».
- 28 июля: Брауншвейгский манифест широко распространяется в Париже, вызывая ярость против короля.
- 30 июля: указ Собрания разрешает гражданам из рабочего класса (тем, кто не платит налогов) вступать в Национальную гвардию.
- 30 июля: прибытие в Париж добровольческих федераций из Марселя. Они поют новый военный гимн Рейнской армии, который постепенно начинают называть «Марсельеза». Между новыми добровольцами и верными Лафайету солдатами Национальной гвардии вспыхивают драки.
- 3 августа: 47 из 48 районов Парижа, в основном контролируемых кордельерами и якобинцами, направляют петиции в Собрание с требованием смещения короля. Их представляет мэр Парижа Петион.
- 4 августа: парижская секция номер 80 объявляет 10 августа восстание, если Собрание не сместит короля. По просьбе королевского двора швейцарская гвардия Тюильри получила подкрепление, к которому присоединились многие вооружённые дворяне.
- 9 августа: Жорж Дантон, заместитель городского прокурора, и его союзники-кордельеры принимают на себя управление Парижским городским правительством и основывают Революционную Парижскую коммуну. Они захватывают Отель-де-Виль и увеличивают количество депутатов от Коммуны до 288. 10 августа Собрание признаёт их законным правительством Парижа.

### 10 августа 1792 — штурм Тюильри; низложение короля
- 10 августа: штурм дворца Тюильри. Национальная гвардия восставшей Парижской коммуны и революционные федерации из Марселя и Бретани атакуют дворец Тюильри. Король и его семья находят убежище в Законодательном собрании. Швейцарские гвардейцы, защищавшие дворец, убиты. Законодательное собрание временно приостанавливает власть короля и приказывает избрать новое правительство — Конвент.
- 11 августа: Собрание избирает новый Исполнительный комитет вместо правительства. Дантон назначен министром юстиции. Муниципалитеты уполномочены арестовывать подозреваемых врагов революции, а роялистские газеты и публикации запрещены.
- 13 августа: королевская семья заключена в Тампль.
- 14 августа: Лафайет безуспешно пытается убедить свою армию отправиться в Париж, чтобы спасти королевскую семью.
- 17 августа: по требованию Робеспьера и Парижской коммуны, которые угрожают вооружённым восстанием, если Собрание не подчинится, Собрание голосует за создание Революционного трибунала, члены которого выбираются Коммуной, и созыв Национального конвента, заменяющее Собрание.
- 18 августа: Собрание отменяет религиозные ордена, содержащие учебные учреждения и больницы, последние оставшиеся религиозные ордена во Франции.
- 19 августа: Лафайет покидает свою армию и отправляется в изгнание. Коалиционная армия австрийских и прусских солдат, а также французских эмигрантов во главе с герцогом Брауншвейгским пересекает северные и восточные границы Франции.
- 21 августа: первое упрощённое судебное заседание Революционного трибунала и казнь на гильотине роялиста Луи Коллено д’Ангремона.
- 22 августа: Парижская коммуна приказывает, чтобы отныне все обращались друг к другу как «Citoyen» и «Citoyenne» («гражданин» и «гражданка»), а не «месье» или «мадам».
- 22 августа: восстания роялистов в Бретани, Вандее и Дофине.
- 2 сентября: сдача Вердена без боя войскам герцога Брауншвейгского.

### 2-7 сентября 1792 — резня в парижских тюрьмах
- 2-7 сентября: после известия о сдаче Вердена Коммуна приказывает убить заключённых в тюрьмах Парижа. Убито от 1400 до 2000 заключённых, подавляющее большинство из которых были обычными преступниками, 17 % — священниками, 6 % — швейцарскими гвардейцами и 5 % — политическими заключёнными[7].
- 10 сентября: правительство реквизирует все церковные предметы из золота и серебра.
- 19 сентября: создание Лувра, в котором представлены произведения искусства из королевских сокровищниц.
- 20 сентября: на последней сессии Собрания принимается новый закон, разрешающий гражданские браки и разводы.

### 20 сентября 1792 — победа французов при Вальми; начало работы Конвента
- 20 сентября: объявлено о победе французской армии под командованием генералов Дюмурье и Келлерманна  над прусской в незначительном столкновении при Вальми. Пруссаки по неизвестной причине отступают.
- 20 сентября: новоизбранный Национальный конвент проводит свою первую сессию за закрытыми дверями, в Манежном зале, бывшей школе верховой езды при дворце Тюильри, и избирает своё Бюро. Из 749 депутатов 113 являются якобинцами, которые занимают свои места на самых высоких скамьях в зале, называемых «Гора» (фр. Montagne), и получают прозвище «монтаньяры».
- 22 сентября: Конвент провозглашает отмену королевской власти и Первую Французскую республику.
- 29 сентября: французские войска занимают Ниццу, затем часть Савойи.
- 3 октября: французские войска оккупируют Базель в Швейцарии, которым тогда правил архиепископ Базельский, и провозглашают его независимой республикой.
- 23 октября: французские войска занимают Франкфурт-на-Майне.
- 27 октября: французская армия под командованием Дюмурье вторгается в австрийские Нидерланды (Бельгия). 14 ноября они занимают Брюссель.
- 19 ноября: Конвент заявляет о праве военного вмешательства в любую страну, «где народ желает восстановить свою свободу».
- 20 ноября: обнаружение в покоях короля в Тюильри armoire de fer[англ.], железного сундука, содержащего секретную переписку Людовика XVI с Мирабо и иностранными монархами.
- 27 ноября: Конвент объявляет о присоединении Ниццы и Савойи к Франции.
- 28 ноября: французская армия занимает Льеж.
- 3 декабря: Робеспьер, лидер якобинцев и первый депутат Парижа в Конвенте, требует казни короля.
- 4 декабря: депутаты, посланные собранием Брюсселя в Конвент, выражают благодарность бельгийского народа и просят Францию официально признать независимость Бельгии. Конвент немедленно принимает предложенный указ[8].
- 6 декабря: по предложению Марата Конвент постановляет, что каждый депутат должен индивидуально и публично объявить свой голос по вопросу о смертной казни короля.

## 10 декабря 1792 — 21 января 1793 — суд над Людовиком XVI и казнь.

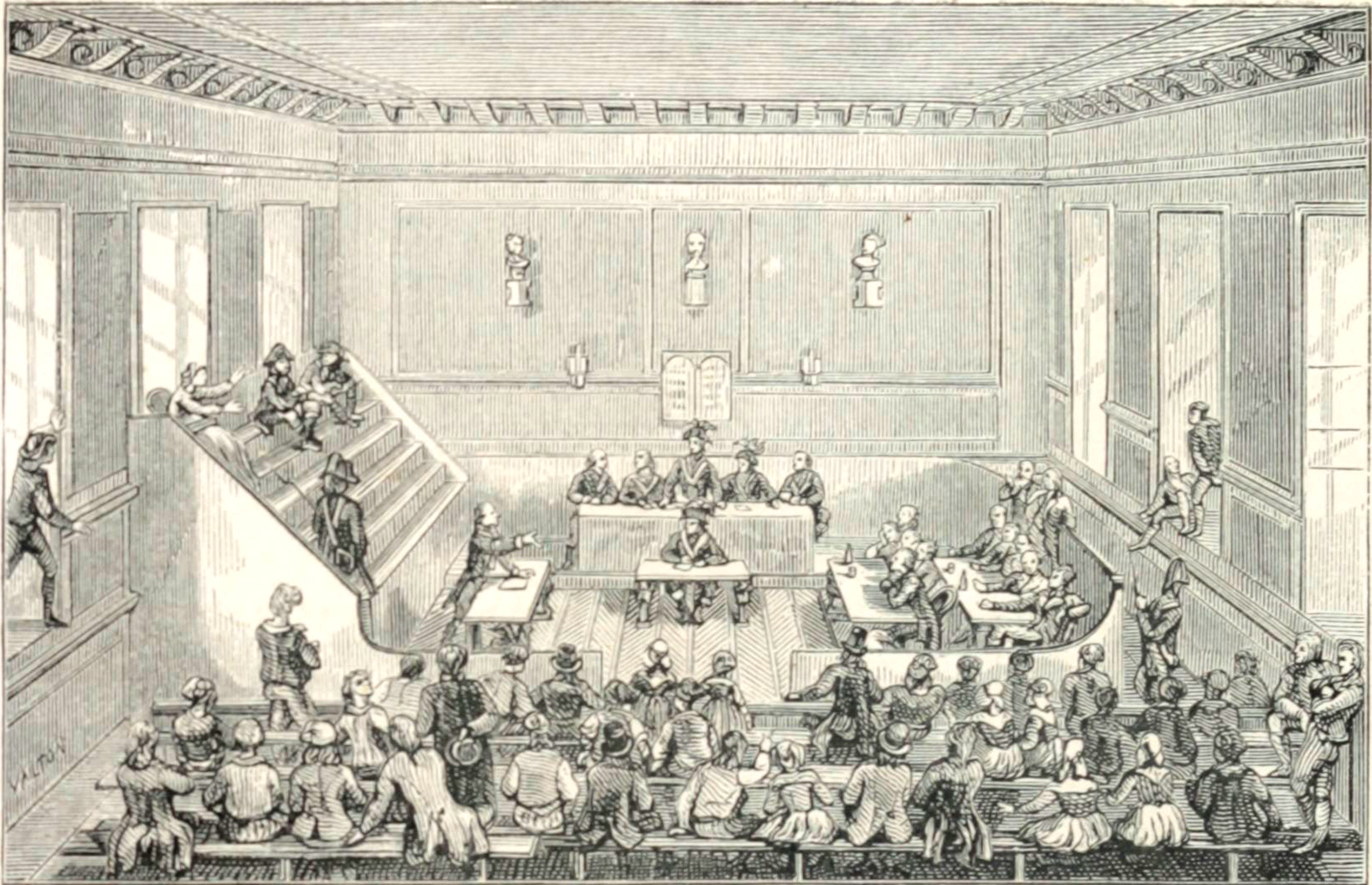
Революционный трибунал за работой, 1793 год
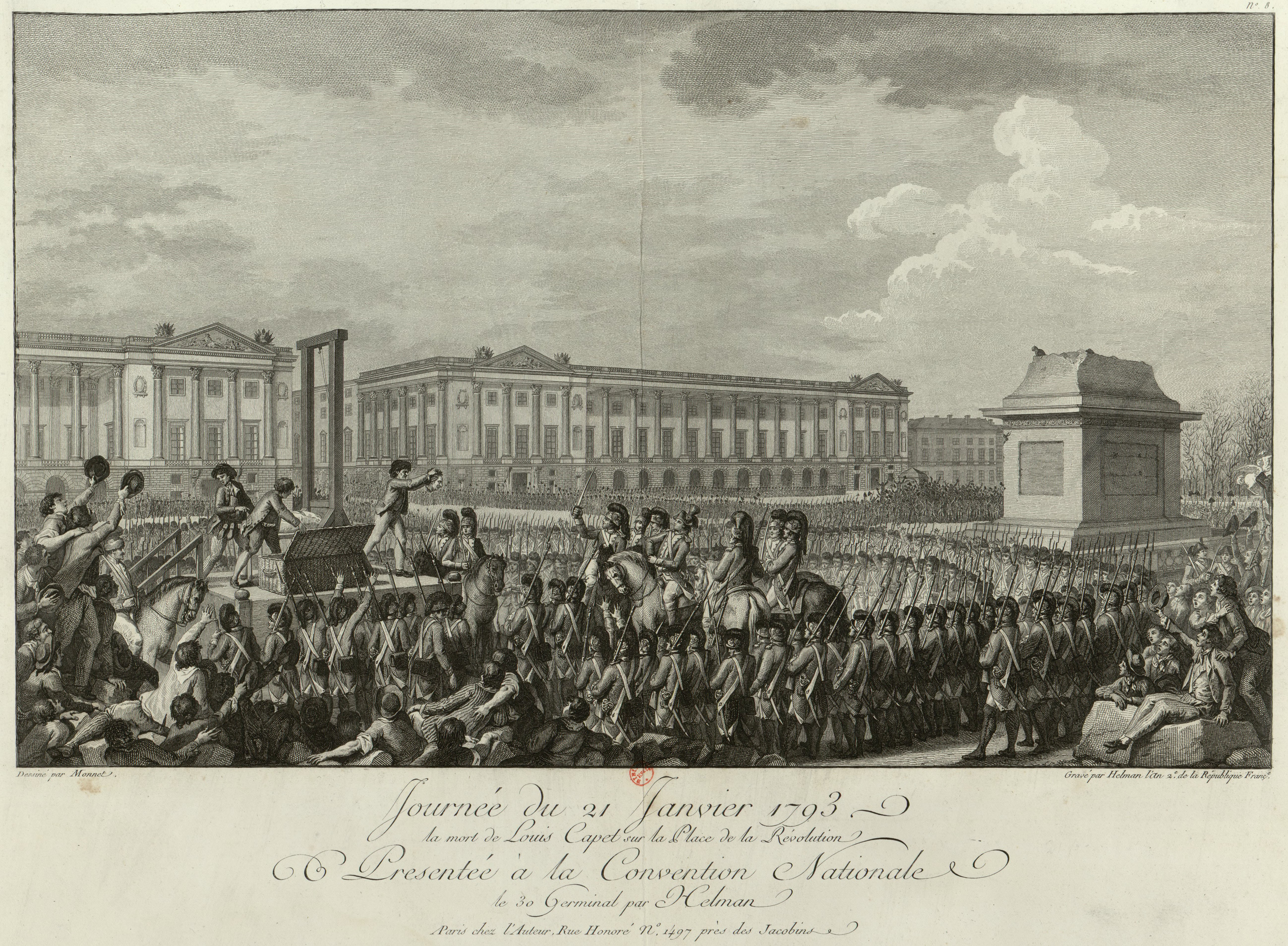
Казнь Людовика XVI (21 января 1793 года)

- 10 декабря: начало суда над Людовиком XVI.
- 11 декабря: Людовик XVI предстаёт перед Конвентом. Он появляется лично дважды, 11 и 26 декабря.
- 26 декабря: защита короля представлена его адвокатом Раймоном де Сезом.
- 27-28 декабря: в Конвент вносится предложение о всенародном голосовании по вопросу судьбы короля. Против него выступает Робеспьер, который заявляет, что «Людовик должен умереть, чтобы нация могла жить». Конвент отклоняет это предложение.
- 15 января: Конвент 707 голосами объявляет Людовика XVI виновным в заговоре против общественной свободы. Против не голосует никто.
- 17 января: в голосовании продолжительностью 21 час 361 депутат голосует за смертную казнь и 360 — против (включая 26 за смертную казнь с последующим помилованием). Конвент отвергает последнее обращение к народу.
- 21 января: Казнь Людовика XVI. В 10:22 Людовик XVI обезглавлен на площади Революции. Командующий казнью Антуан Жозеф Сантер приказывает барабанной дробью заглушить последние слова короля, обращённые к толпе.

## 1793 — Франция ведёт войну против Европы; якобинцы захватывают власть; начало террора
- 24 января: разрыв дипломатических отношений между Англией и Францией.
- 1 февраля: Конвент объявляет войну Англии и Голландской республике.
- 14 февраля: Конвент аннексирует княжество Монако.
- 14 февраля: Жан-Николя Паш избран новым мэром Парижа.
- 1 марта: декрет Конвента присоединяет Бельгию к Франции.
- 3 марта: В Бретани начинается вооружённое восстание роялистов против Конвента.
- 7 марта: Конвент объявляет войну Испании.

### Восстание в Вандее
- 7 марта: Вандейский мятеж. В регионе Вандея на западе центральной Франции начинается вооружённое восстание против правления Конвента, особенно против призыва в армию.
- 10 марта: в Париже учреждён Революционный трибунал с Фукье-Тенвилем в качестве государственного обвинителя.
- 10 марта: неудавшееся восстание в Париже ультрареволюционной фракции, известной как «бешеные», во главе с бывшим священником Жаком Ру.
- 18 марта: Конвент объявляет о смертной казни для сторонников радикальных экономических программ. Указ направлен против «бешеных».
- 19 марта: Конвент объявляет о смертной казни для любого участника восстания в Вандее.
- 21 марта: создание революционных наблюдательных комитетов во всех коммунах и их секциях.
- 27 марта: генерал Дюмурье осуждает революционную анархию.
- 30 марта: Конвент приказывает Дюмурье вернуться в Париж и посылает четырёх комиссаров и Пьера де Риэля, военного министра, чтобы арестовать его.
- 1 апреля: Дюмурье арестовывает комиссаров Конвента и военного министра и передаёт их австрийцам.
- 3 апреля: Конвент объявляет Дюмурье вне закона.
- 3 апреля: арест Филиппа Эгалите, депутата и главы орлеанской ветви королевской семьи, проголосовавшего за казнь Людовика XVI, его двоюродного брата.
- 4 апреля: Дюмурье не удаётся убедить свою армию двинуться на Париж, и 5 апреля он переходит к австрийцам.
- 5 апреля: Жан-Поль Марат избран главой якобинского клуба.

### 6 апреля — 30 мая 1793 — Комитет общественного спасения берёт под свой контроль правительство

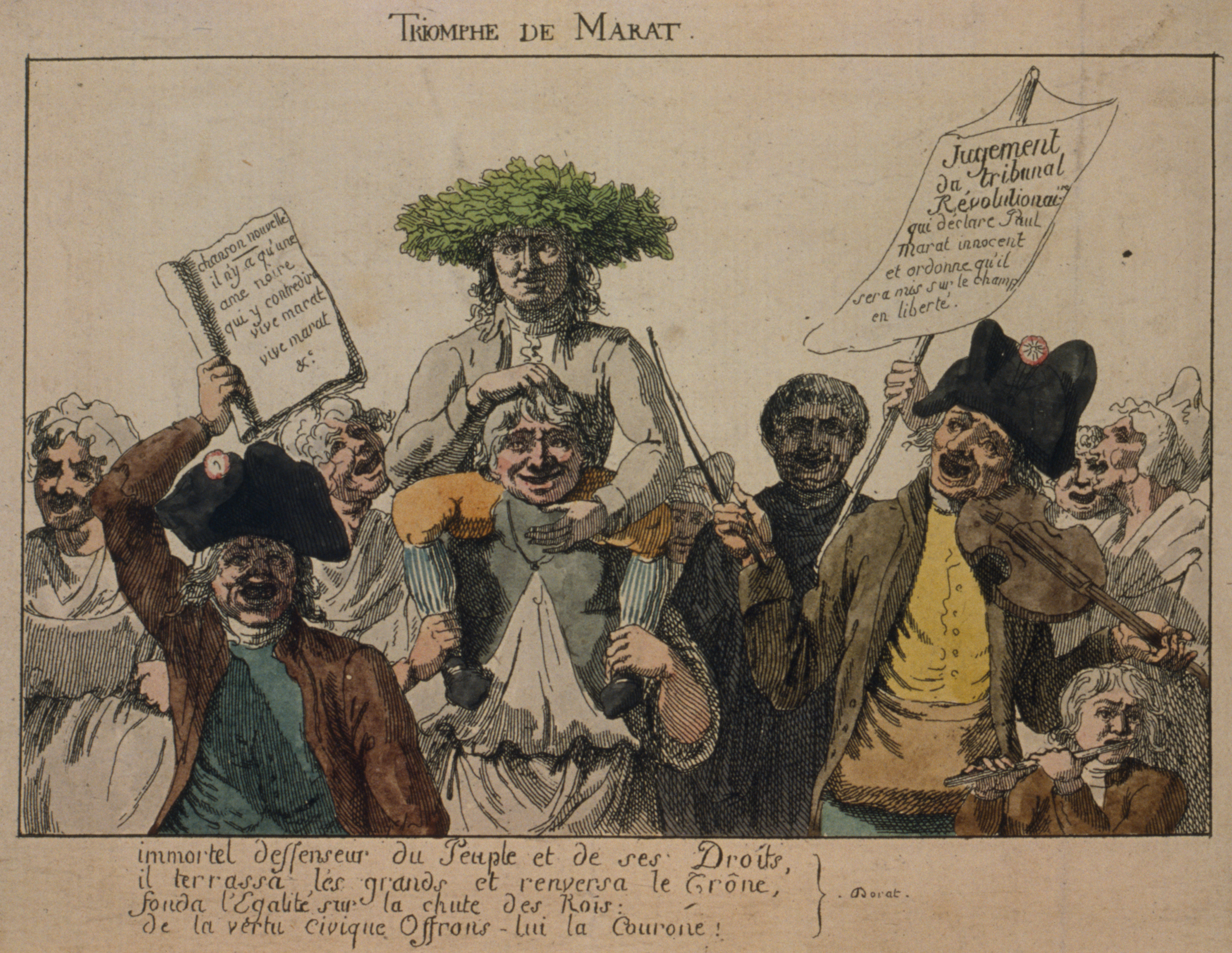
Триумф Марата после освобождения из-под ареста

- 6 апреля: Конвентом учреждается Комитет общественного спасения для надзора за министерствами. Комитет становится главным исполнительным органом правительства. Среди его первых девяти членов были Бертран Барер, Пьер-Жозеф Камбон и Жорж Дантон.
- 6 апреля: первое заседание Революционного трибунала
- 12 апреля: Конвент голосует за арест Марата за использование его газеты «Друг народа» для подстрекательства к насилию и убийствам и требования приостановить работу Конвента. Марат скрывается.
- 15 апреля: мэр Парижа Жан-Николя Паш требует, чтобы Конвент исключил 23 депутата, принадлежащих к умеренной фракции жирондистов.
- 24 апреля: Марат предстаёт перед Революционным трибуналом и оправдан по всем пунктам обвинения. Его освобождение вызывает ликование со стороны его сторонников.
- 3 мая: повстанцы Вандеи во главе с аристократами Шарлем де Боншаном и Анри де Ларошжакленом захватывают Брессюир.
- 4 мая: по требованию парижской части Сен-Антуан Конвент устанавливает максимальную цену на зерно.
- 24 мая: по требованию жирондистов Конвент приказывает арестовать лидеров ультрареволюционной группы «бешеных» Жака-Рене Эбера и Жана Варле.
- 25 мая: Парижская коммуна требует освобождения Эбера и Варле.
- 26 мая: в Якобинском клубе Робеспьер и Марат призывают к восстанию против Конвента. Парижская коммуна начинает подготовку к захвату власти.
- 27 мая: освобождение Эбера и Варле.
- 30 мая: лидеры Лиона восстают против Конвента[англ.], арестовывая лидеров местных монтаньяров и «бешеных».

### 31 мая — 2 июня 1793 — Якобинский государственный переворот

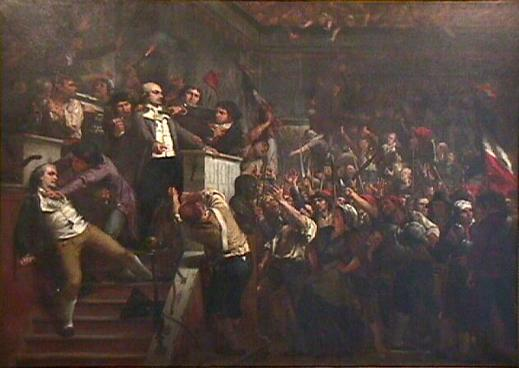
Санкюлоты угрожают депутату Ланжюине на трибуне во время захвата Конвента (2 июня 1793 год)

- 31 мая: Восстание 31 мая — 2 июня 1793 года. Вооружённая толпа санкюлотов, организованная Коммуной, штурмует зал Конвента и требует его роспуска. Депутаты сопротивляются.
- 2 июня: санкюлоты и солдаты Парижской коммуны во главе с Франсуа Анрио занимают зал Конвента и заставляют его проголосовать за арест 29 депутатов жирондистов и двух министров, Клавьера и Лебрена.
- 6 июня: восстания против государственного переворота монтаньяров в Марселе, Ниме и Тулузе.
- 7 июня: Бордо отвергает новое правительство.
- 10 июня: монтаньяры получают контроль над Комитетом общественного спасения.
- 10 июня: несмотря на революцию, научная деятельность продолжается. Открытие Национального музея естественной истории.
- 13 июня: руководители департаментов, противостоящих новому правительству, встречаются в Кане. Около шестидесяти департаментов восстают против правительства монтаньяров в Париже.
- 24 июня: ратификация Конвентом новой конституции.
- 25 июня: Жак Ру, лидер ультрареволюционной группы «бешеные», представляет в Конвенте свою программу.
- 26 июня; Робеспьер в Конвенте осуждает «бешеных».
- 30 июня: Робеспьер и Эбер возглавляют делегацию якобинцев, направленную в клуб кордельеров, чтобы потребовать исключения из клуба Ру и других ультрареволюционных лидеров.
- 3 июля: восьмилетний Людовик XVII, король Франции в глазах роялистов, по приказу Конвента отнят у Марии-Антуанетты и передан сапожнику по имени Антуан Симон.
- 4 июля: Марат яростно осуждает «бешеных».

### 13 июля 1793 — убийство Жан-Поля Марата Шарлоттой Корде
- 13 июля: Шарлотта Корде убивает Жан-Поля Марата в его ванной. На суде она заявляет: «Я убила одного человека, чтобы спасти сто тысяч».
- 17 июля: Шарлотта Корде предстаёт перед судом; Революционным трибуналом ей выносится смертный приговор за убийство Марата. После суда её казнят на гильотине.
- 27 июля: Робеспьер избран в Комитет общественного спасения.
- 27 июля: Конвент вводит смертную казнь для тех, кто укрывает дефицитные товары.
- 1 августа: Конвент провозглашает политику выжженной земли против всех департаментов, восставших против его власти.
- 1 августа: Конвент принимает принципы метрической системы.
- 1 августа: по приказу Конвента толпа оскверняет гробницы королей Франции в аббатстве Сен-Дени.
- 2 августа: Мария-Антуанетта переводится из Тампля в Консьержери.
- 8 августа: Конвент отправляет армию во главе с генералом Келлерманом для осады мятежного города Лион.
- 22 августа: Робеспьер избирается президентом Конвента.
- 23 августа: Конвент голосует за массовую мобилизацию. Все трудоспособные, не состоящие в браке мужчины в возрасте от 18 до 25 лет обязаны служить в армии.
- 25 августа: солдаты Конвента захватывают Марсель.
- 27 августа: лидеры восстания против Конвента в Тулоне призывают британский флот и армию занять город.
- 4 сентября: санкюлоты занимают Конвент и требуют ареста подозреваемых противников революции и создания новой революционной армии численностью 60 тыс. человек.

### 17 сентября 1793 — начало эпохи террора
- 17 сентября: Конвент принимает Закон о подозрительных, разрешающий арест и быстрый суд любого подозреваемого в противодействии революции. Начало эпохи террора.
- 18 сентября: Конвент восстанавливает революционное правительство в Бордо. Его противники арестованы и заключены в тюрьму.
- 21 сентября: все женщины обязаны носить кокарду с триколором.
- 29 сентября: Конвент принимает закон о максимуме цен, устанавливающий цены на многие товары и услуги, а также максимальную заработную плату.
- 3 октября: Конвент требует, чтобы Мария-Антуанетта предстала перед Революционным трибуналом.
- 3 октября: новые умеренные депутаты обвиняются и исключаются из Конвента. Всего исключено 136 депутатов.
- 5 октября: чтобы порвать с прошлым и заменить традиционные религиозные праздники, Конвент принимает недавно созданный Республиканский календарь: объявляется, что 22 сентября 1792 года начался год I.
- 9 октября: Лион захвачен армией Конвента.
- 10 октября: указ Конвента приостанавливает принятие новой Конституции. По предложению Сен-Жюста Конвент объявляет, что «правительство Франции будет революционным, пока не наступит мир».
- 12 октября: Конвент постановляет, что город Лион будет разрушен в наказание за восстание, и переименован в Вилль-Афранчи (фр. Ville-Affranchie).
- 12 октября: Мария-Антуанетта вызывается в Революционный трибунал и обвиняется в государственной измене.
- 16 октября: армия Конвента побеждает австрийскую армию в битве при Ваттиньи.

### 16 октября 1793 — казнь Марии-Антуанетты

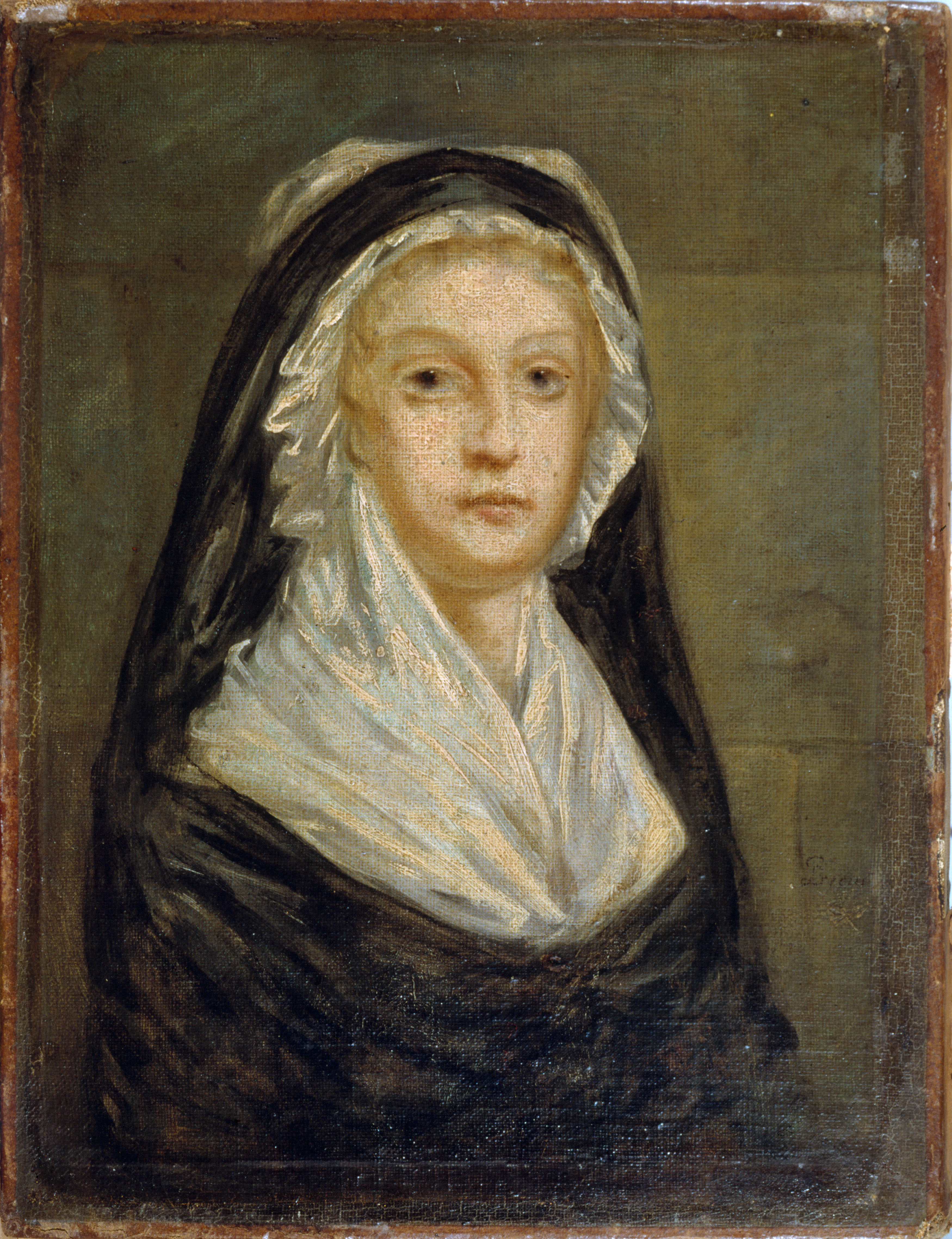
Мария-Антуанетта в тюрьме Тампля (1793)

- 16 октября: Мария-Антуанетта осуждена и гильотинирована на площади Революции.
- 17 октября: армия Конвента под командованием генералов Жана-Батиста Клебера и Франсуа-Северена Марсо-Дегравье наносит поражение вандейским повстанцам при Шоле.
- 20 октября: Конвент приказывает подавить ультрареволюционную группу «бешеных».
- 28 октября: Конвент запрещает религиозное обучение священнослужителей.
- 30 октября: Революционный трибунал приговаривает к смертной казни 21 депутата-жирондиста.
- 31 октября: 21 депутат-жирондист казнены на гильотине.
- 3 ноября: Олимпию де Гуж, борца за права женщин, обвиняемую в симпатиях к жирондистам, казнят на гильотине.
- 7 ноября: Филиппа Эгалите казнят на гильотине.
- 8 ноября: мадам Ролан казнена на гильотине во время чистки жирондистов. Перед казнью она кричит: «Свобода, какие преступления совершаются твоим именем!»
- 9 ноября: в Сансе арестован бывший министр финансов Бриенн.
- 10 ноября: собор Парижской Богоматери переименован в Храм Разума[англ.] в рамках Культа Разума.
- 12 ноября: астроном и бывший мэр Парижа Жан Сильвен Байи казнён на Марсовом поле за его роль в подавлении демонстрации 17 июля 1791 года.
- 17 ноября: по приказу Робеспьера арестованы сторонники Дантона.
- 20 ноября: Дантон возвращается в Париж после отсутствия с 11 октября. Он призывает к «снисходительности» по отношению к противникам и «национальному примирению».
- 23 ноября: Парижская коммуна приказывает закрыть все церкви и культовые сооружения в Париже.
- 25 ноября: Конвент голосует за удаление останков Мирабо из Пантеона и помещение вместо них останков Марата.
- 5 декабря: депутат от кордельеров Камиль Демулен, поддерживающий Дантона, публикует призыв к национальному примирению.
- 12 декабря: разгром повстанческой армии вандейцев в Ле-Мане.
- 19 декабря: уход британцев из Тулона после успешной военной операции, спланированной и проведённой молодым артиллерийским офицером Наполеоном Бонапартом.
- 23 декабря: армия генерала Франсуа-Жозефа Вестерманна уничтожает последнюю вандейскую армию в Савене. Шесть тысяч заключённых казнены.
- 24 декабря: чтобы наказать мятежный город Тулон, Конвент переименовал его в Порт-ла-Монтань (фр. Port-la-Montagne).

## 1794 — разгар террора, культ Верховного Существа и падение Робеспьера

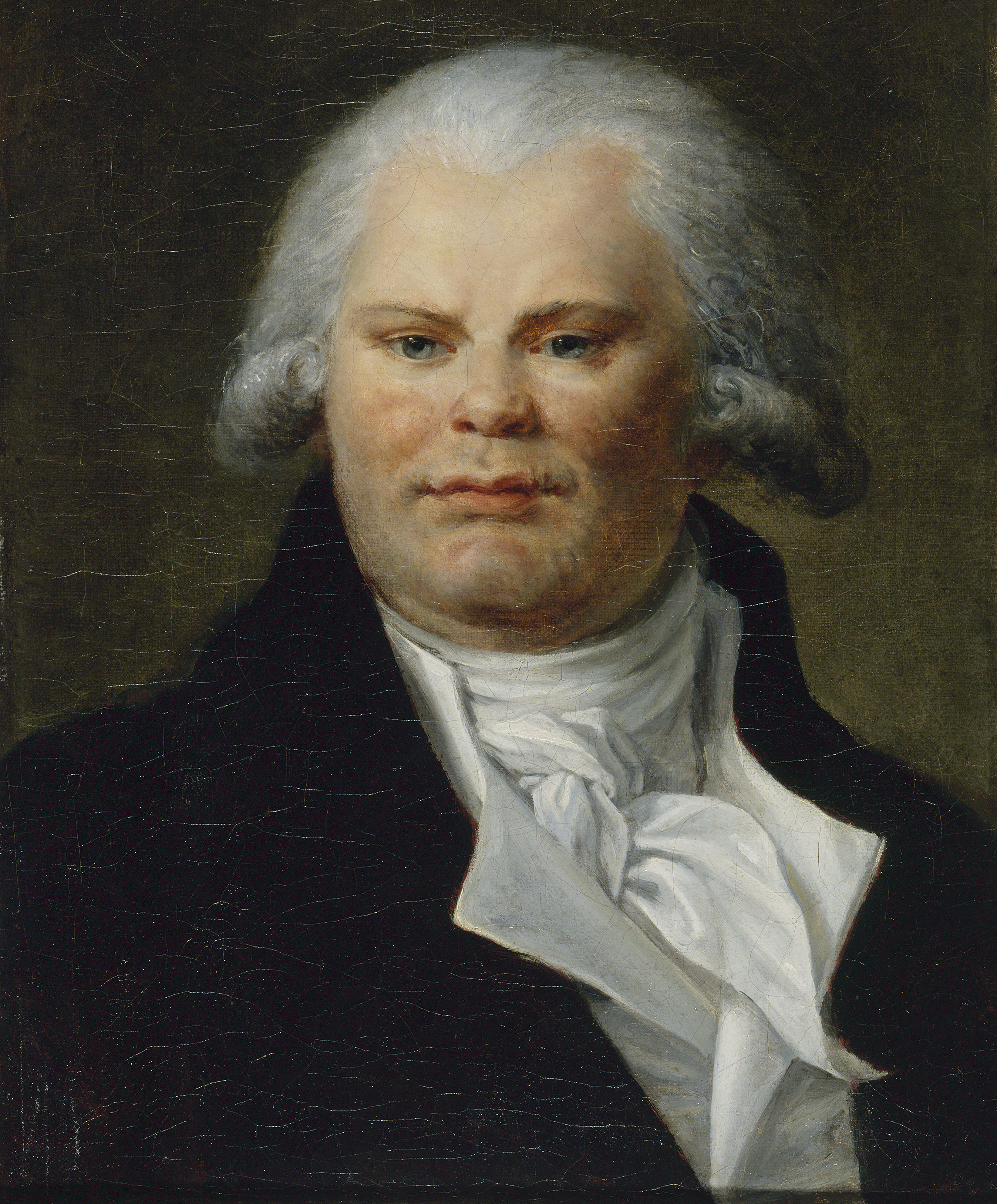
Жорж Дантон
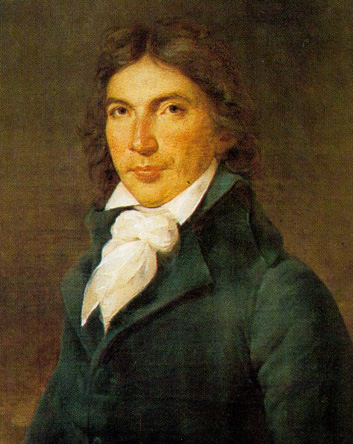
Камиль Демулен
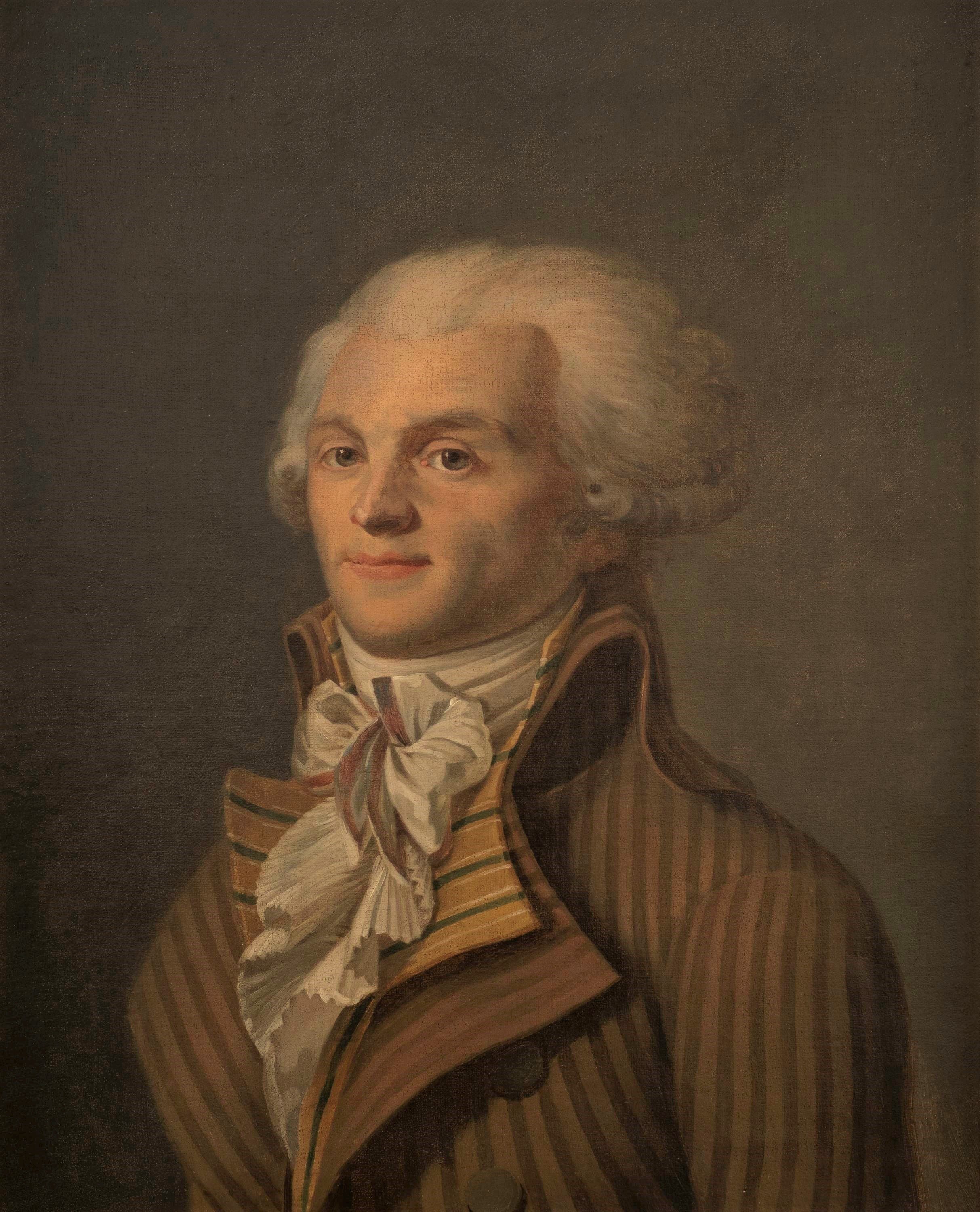
Максимилиан Робеспьер
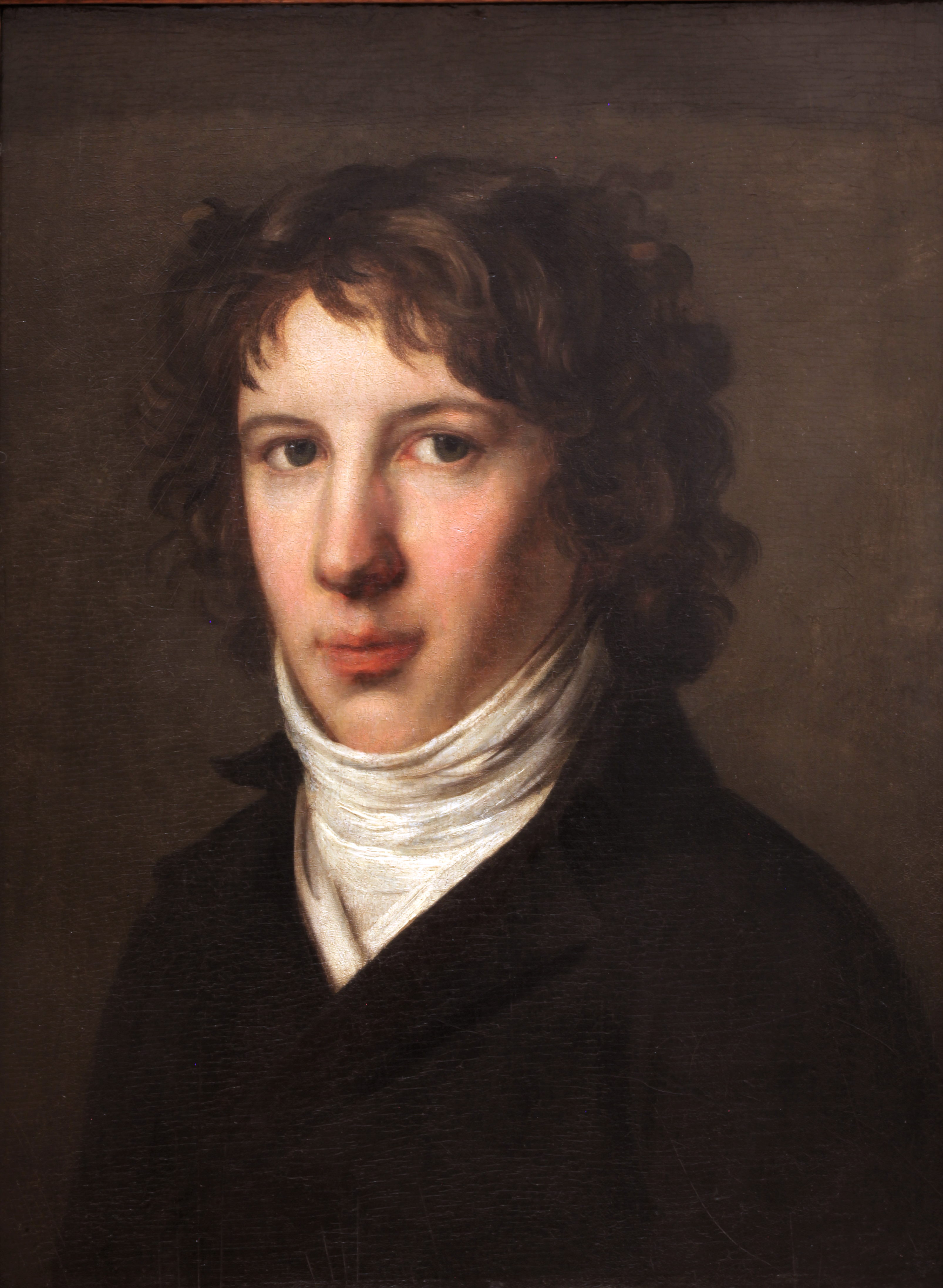
Луи Антуан Сен-Жюст
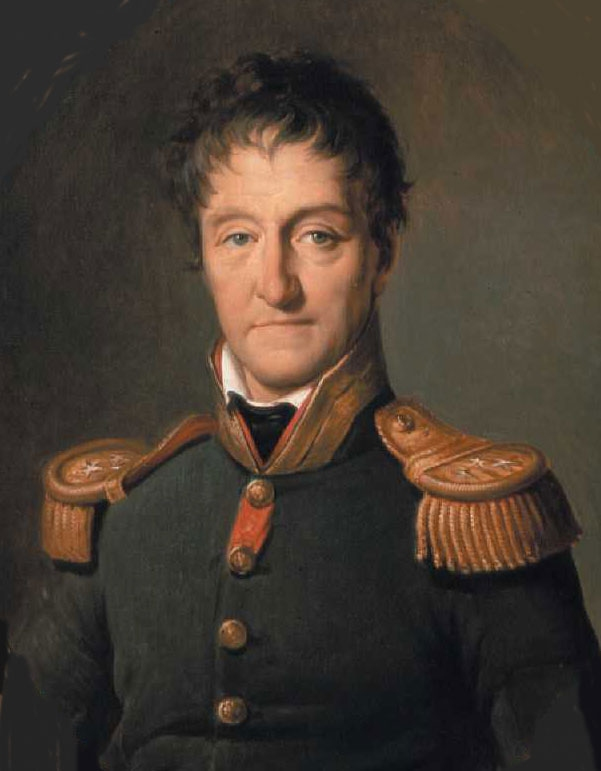
Лазар Карно

- 8 января: на собрании якобинцев Робеспьер осуждает Фабра д’Эглантина, одного из зачинщиков сентябрьских убийств, отца республиканского календаря и союзника Дантона.
- 13 января: арест Фабра д’Эглантина по обвинению в растрате государственных средств.
- 29 января: смерть Анри де Ларошжаклена, роялиста и военачальника вандейцев, в бою при Нуайе.
- 4 февраля: Конвент голосует за отмену рабства во французских колониях.
- 5 февраля: Робеспьер произносит в Конвенте речь о необходимости террора:

Основы народного правительства в революции — это добродетель и террор; террор без добродетели губителен; добродетель без террора бессильна. Правительство Революции — это деспотизм свободы над тиранией».
- 6 февраля: за свою роль в изгнании британцев из Тулона Наполеон Бонапарт становится генералом.
- 6 февраля: отзыв Жана-Батиста Каррье из Нанта. Как официальный делегат Конвента, он был ответственен за то, что в Нанте были утоплены до десяти тысяч вандейских заключённых.
- 10 февраля: Жак Ру совершает самоубийство в тюрьме.
- 22 февраля: в своей речи в клубе кордельеров Эбер нападает на фракции Дантона и Робеспьера.
- 4 марта: в клубе кордельеров Жан-Батист Каррье призывает к восстанию против Конвента.
- 11 марта: Комитет общественного спасения и Комитет общественной безопасности осуждают спланированное восстание кордельеров.
- 13 марта: Сен-Жюст, президент Конвента, осуждает заговор против свободы и французского народа. Эбер и многие другие кордельеры арестованы.
- 15 марта: Робеспьер говорит в Конвенте, что «все фракции должны погибнуть от одного удара».
- 20 марта: арест генерала Гоша, члена кордельеров. Освобождён в августе после падения Робеспьера.
- 21 марта: начинается суд над эбертистами. Чтобы сильнее их скомпрометировать, их судили вместе с иностранными банкирами, аристократами и контрреволюционерами.
- 24 марта: Эбер и лидеры кордельеров приговорены к смерти и гильотинированы.
- 27 марта: арестован философ и математик Кондорсе. Два дня спустя его находят мёртвым в камере.

### 30 марта 1794 — арест и суд Дантона и Демулена
- 30 марта: арестованы Дантон, Демулен и их сторонники.
- 2 апреля: суд над Дантоном в Революционном трибунале. Он использует повод, чтобы высмеять и оскорбить своих противников.
- 4 апреля: Конвент постановляет, что любой, кто оскорбляет систему правосудия, лишён права выступать, не позволяя тем самым Дантону защищаться.
- 5 апреля: Дантон и Демулен осуждены и в тот же день гильотинированы.
- 8 апреля: на собрании якобинцев Робеспьер выдвигает обвинения против делегата Конвента Жозефа Фуше.
- 10 апреля: участники предполагаемого заговора в Люксембурге, представляющие собой группу последователей Дантона, Эбера, предстают перед судом. Семеро оправданы, а девятнадцать осуждены и казнены, в том числе Люсиль Демулен, вдова Демулена, генерал Артур Диллон[англ.], участвовавший в войне за независимость США, Пьер Гаспар Шометт, Франсуаза Эбер[англ.], вдова Жака Эбера, и лишённый сана епископа Жан-Батист Гобель.
- 14 апреля: по требованию Робеспьера Конвент приказывает перенести прах Жан-Жака Руссо в Пантеон.
- 15 апреля: отчёт Сен-Жюста перед Конвентом об усилении централизации полиции под контролем Комитета общественного спасения.
- 19 апреля: по Гаагскому договору между Великобританией и Пруссией Британия соглашается профинансировать армию из 62 тыс. прусских солдат для продолжения войны против Франции[10].
- 20 апреля: в своей речи в Конвенте депутат Бийо-Варенн выступает с завуалированной атакой на Робеспьера: «Все люди, завидующие своей свободе, должны быть настороже даже против тех, кто занимает выдающиеся должности».
- 22 апреля: Мальзерб и депутаты Исаак Рене Ги ле Шапелье и Жак-Гийом Туре, четырежды избранный президентом Учредительного собрания, отправлены на эшафот.
- 23 апреля: Робеспьер создаёт новое Бюро полиции при Комитете общественного спасения, в противовес существующей полиции при Комитете общественной безопасности[11][12].
- 7 мая: Робеспьер просит Конвент постановить, «что французский народ признал существование Верховного Существа и бессмертие души», и организовать празднование нового культа.
- 8 мая: химик Антуан Лавуазье вместе с 26 другими бывшими генеральными откупщиками предстаёт перед судом и гильотинирован.
- 10 мая: арест Жана Николя Паша, бывшего мэра Парижа, после чего его сменяет Жан-Батист Флёрио-Леско, близкий союзник Робеспьера.
- 10 мая: казнь Елизаветы Французской, сестры Людовика XVI.
- 2 июня: морское сражение между британским и французским флотами возле Уэсана. Французы теряют семь боевых кораблей, но конвою с зерном из США удаётся добраться до Бреста.
- 4 июня: Робеспьер единогласно избирается президентом Конвента.

### 8 июня 1794 — праздник Верховного Существа; усиление террора

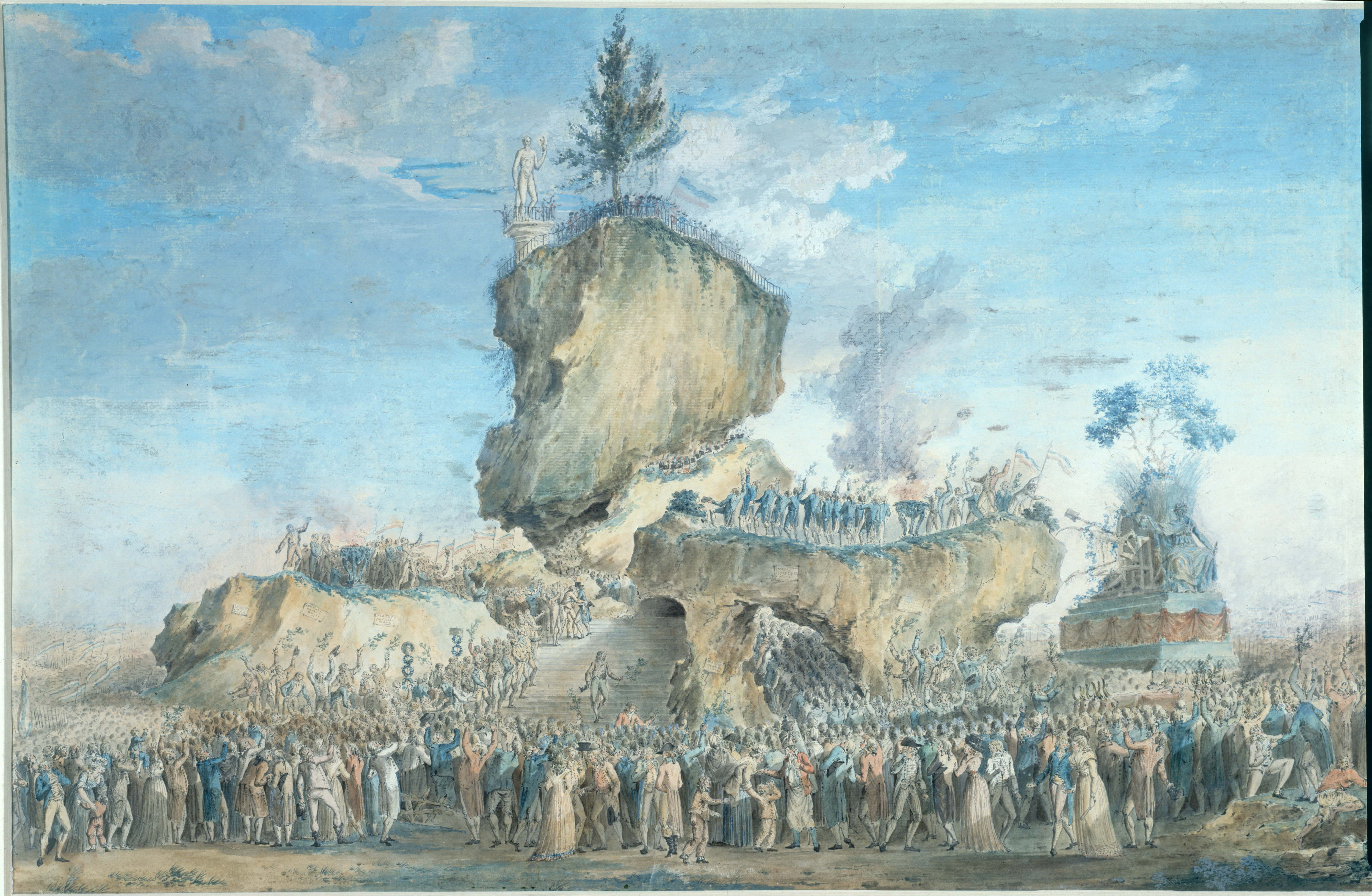
Сцена Праздника Верховного Существа[англ.] (8 июня 1794 года)
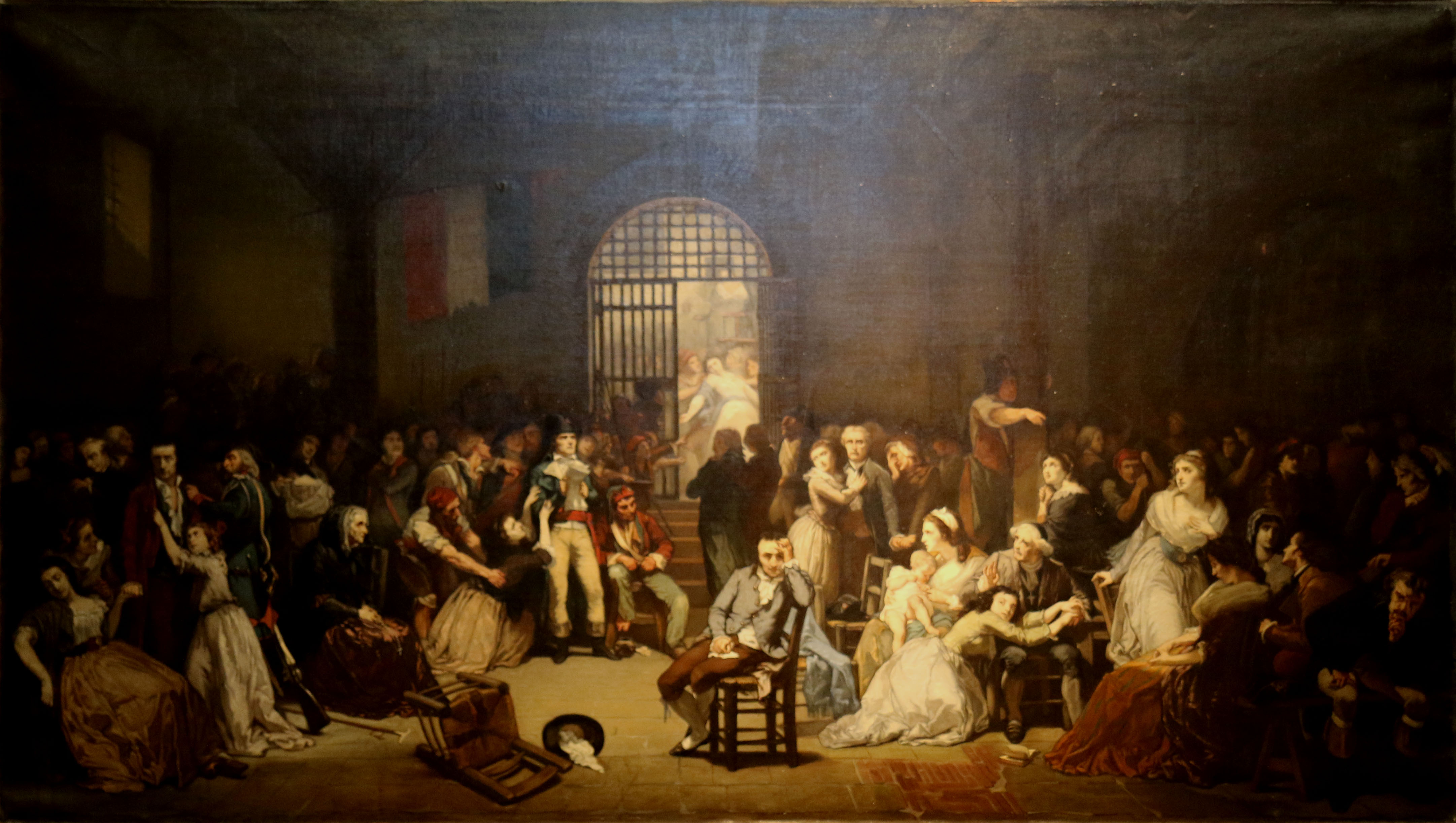
Поэт Андре Шенье и другие жертвы террора ожидают суда в Консьержери (25 июля 1794 года)
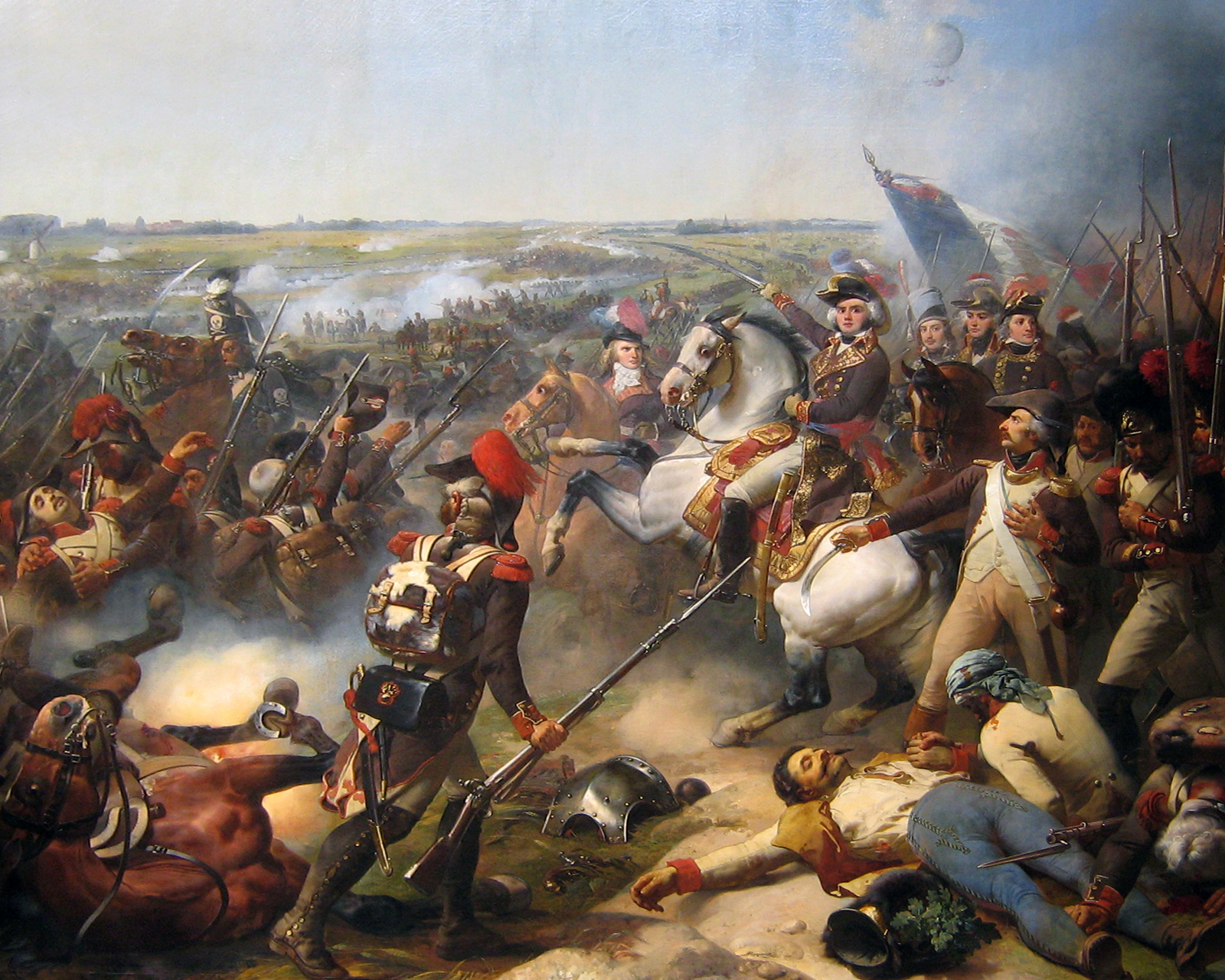
Победа Франции в битве при Флёрюсе (26 июня 1794 года)

- 8 июня: Праздник Верховного Существа[англ.], проведённый Робеспьером. Некоторые депутаты явно выражают недовольство его поведением на празднике.
- 10 июня: закон от 22 прериаля. Поскольку тюрьмы переполнены, Конвент ускоряет проведение судебных процессов над обвиняемыми. Свидетели больше не обязаны давать показания. С 11 июня по 27 июля 1376 заключённых были приговорены к смертной казни без единого оправдательного приговора, по сравнению с 1251 смертным приговором за предыдущие четырнадцать месяцев. Конвент также даёт себе исключительное право арестовывать своих членов[13].
- 12 июня: не называя имён, Робеспьер объявляет в Конвенте, что он потребует голов «интриганов», которые замышляют заговор против Конвента.
- 24 июня: Карно дальновидно отправляет на фронт бо́льшую часть парижской артиллерии[14].
- 26 июня: французские войска под командованием Журдана побеждают австрийцев в битве при Флёрюсе.
- 29 июня: диспут в Комитете общественного спасения. Бийо-Варенн, Карно и Колло д’Эрбуа обвиняют Робеспьера в том, что он ведёт себя как диктатор. Тот покидает комитет и не возвращается до 23 июля.
- 1 июля: Робеспьер выступает в Якобинском клубе, осуждая заговор против него в Конвенте, Комитете общественного спасения и Комитете общественной безопасности.
- 8 июля: французские войска под командованием генералов Журдана и Пишегрю отбивают Брюссель у австрийцев.
- 9 июля: Робеспьер снова выступает в Якобинском клубе, отрицая, что он уже составил списки, и отказывается назвать имена тех, кого он планирует арестовать.
- 14 июля: по просьбе Робеспьера Жозеф Фуше исключён из Якобинского клуба.
- 23 июля: Александра де Богарне судят и казнят; его вдова Жозефина Богарне стала любовницей Наполеона, а в 1796 году его женой.
- 23 июля: Робеспьер посещает собрание по примирению с членами Комитетов общественного спасения и общественной безопасности, и разногласия, судя по всему, улажены.
- 25 июля: среди гильотинированных поэт Андре Шенье.
- 27 июля: казнь принцессы Монако Мари Терезы де Шуазёль[англ.]. Её казнь станет одной из последних во время эпохи террора.

### 26-28 июля 1794 — арест и казнь Робеспьера; конец эпохи террора

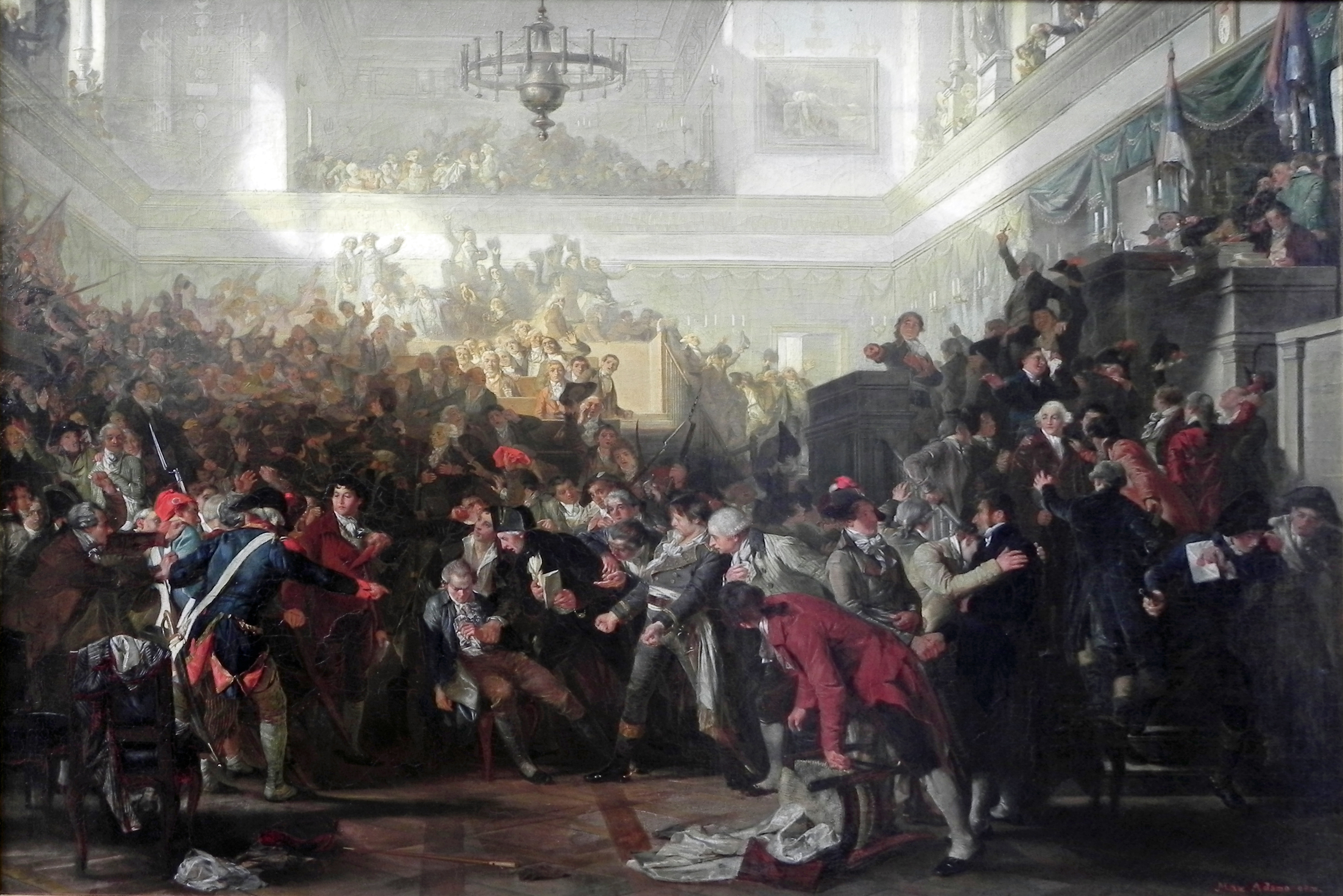
Конвент восстаёт против Робеспьера (27 июля 1794 года)
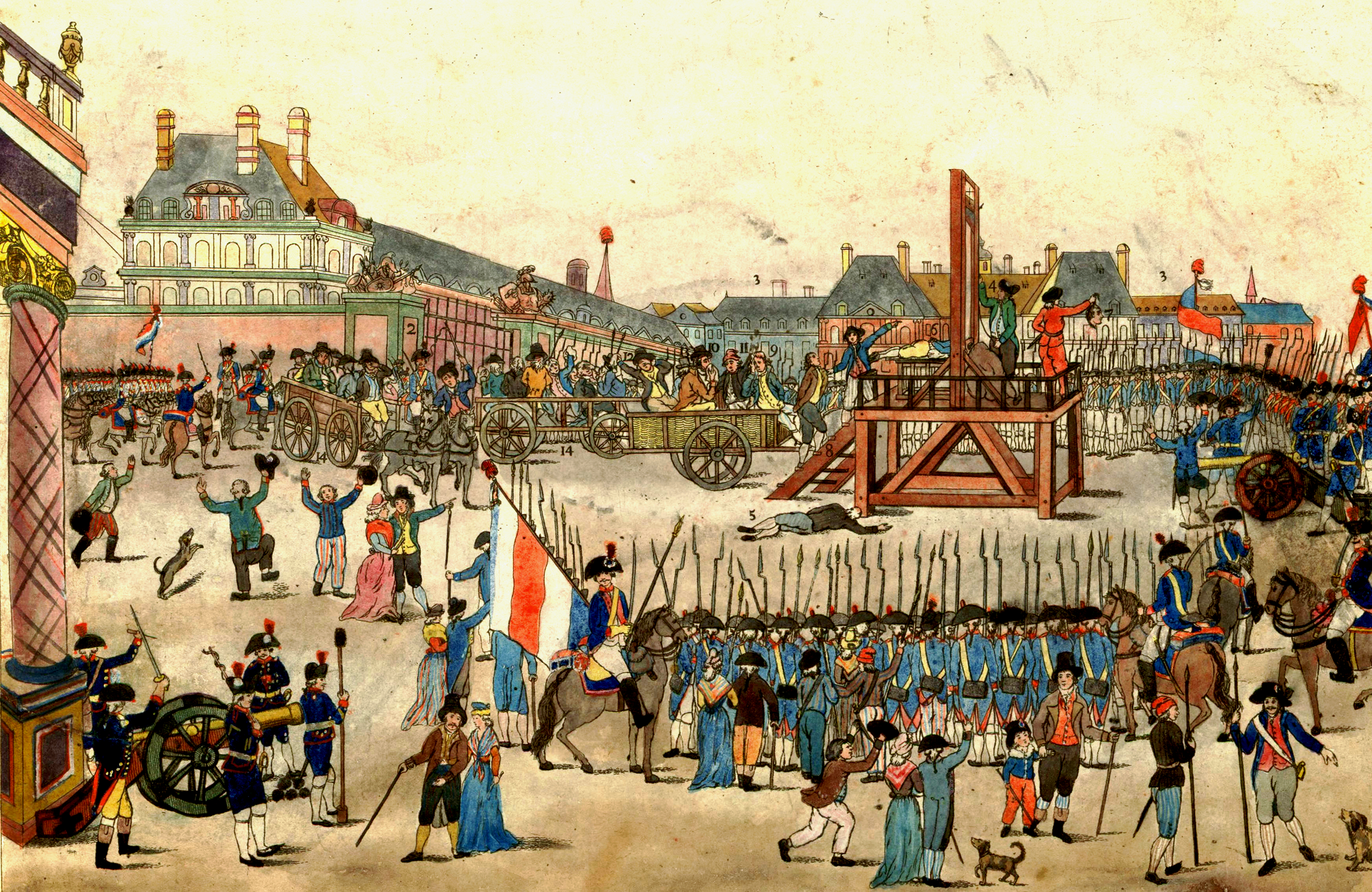
Казнь Робеспьера (28 июля 1794 года)

- 26 июля: Робеспьер произносит жёсткую речь на съезде, требуя (не называя имён) ареста и наказания «предателей» в обоих комитетах. Конвент сначала голосует за публикацию речи, но Бийо-Варен и Камбон требуют имён и критикуют Робеспьера. Конвент отправляет речь Робеспьера комитетам для дальнейшего изучения, без каких-либо действий.
- 27 июля: Термидорианский переворот. В полдень Сен-Жюст начинает свою речь в Конвенте, готовый обвинить Бийо, Колло д’Эрбуа и Карно. Через несколько минут Тальен прерывает его и начинает свою атаку. После озвучивания обвинений Конвент голосует за арест Робеспьера и его младшего брата Огюстена, Сен-Жюста, Кутона и Леба. Франсуа Анрио предупреждает секции, что будет сделана попытка убить Робеспьера, и мобилизует 2400 гвардейцев перед ратушей. Тем временем пятеро обвинённых отправлены в тюрьму, но там их не приняли. Начальник полиции доставляет Робеспьера-старшего около 20:00 в префектуру[фр.] на острове Сите; Робеспьер настаивает на том, чтобы его поместили в тюрьму[15]. Около 22:00 мэр назначает делегацию, чтобы убедить Робеспьера присоединиться к движению Коммуны. Затем Конвент объявляет пятерых депутатов (и поддерживающих их) вне закона. Они ожидали, что ночью к обвиняемым присоединятся толпы их сторонников, но те теряют время в бесплодных дискуссиях, не имея ни вооружения, ни планов.
- 28 июля: в два часа ночи верные Конвенту солдаты без боя захватывают Отель-де-Виль. Робеспьер получает огнестрельное ранение в челюсть, произведённое либо жандармом, либо им самим. Его брат получает тяжёлую травму, пытаясь, выпрыгнуть из окна. Утром Робеспьера и его сторонников доставляют в Революционный трибунал для официального опознания. Поскольку они были объявлены вне закона, судебное разбирательство не считается необходимым. Вечером 28 июля Робеспьер и его сторонники, в том числе его брат, Сен-Жюст, Кутон и Анрио, всего 22 человека, казнены на гильотине.
- 29 июля: начало термидорианской реакции. Арест и казнь 73 союзников Робеспьера в Парижской Коммуне. Всего гильотинировано 106 робеспьеристов.
- 5 августа: освобождены заключённые парижских тюрем, арестованные по Закону о подозрительных.
- 9 августа: Наполеон Бонапарт арестован в Ницце, но освобождён 20 августа.
- 24 августа: Конвент реорганизует правительство, распределяя власть между шестнадцатью различными комитетами.
- 29 августа: первая антиякобинская демонстрация в Париже разочарованных молодых парижан из среднего класса, которых называют мюскаденами.
- 30 августа: французская армия отбивает Конде-сюр-л’Эско. Вся французская территория теперь освобождена от иностранной оккупации.
- 31 августа: Конвент ставит Париж под прямой контроль национального правительства.
- 1 сентября: основание Музея французских памятников[англ.] для защиты религиозной архитектуры и искусства, находящихся под угрозой разрушения.
- 13 сентября: аббат Грегуар, член Конвента, вводит термин «вандализм» для описания разрушения религиозных памятников по всей Франции.
- 18 сентября: Конвент перестаёт платить официально санкционированным священникам и перестаёт содержать церковную собственность.
- 21 сентября: останки Марата помещены в Пантеон.
- 1 октября: столкновения на митингах парижских секций сторонников и противников террора.
- 3 октября: арест лидеров банд вооружённых санкюлотов в Париже.
- 6 октября: французская армия захватывает Кёльн.
- 22 октября: основание Центральной школы общественных работ, будущей Политехнической школы.
- 9 ноября: мюскадены нападают на Якобинский клуб. Нападение повторяется 11 ноября.
- 12 ноября: Конвент постановляет приостановить заседания Якобинского клуба.
- 19 ноября: лондонский договор между Соединёнными Штатами и Англией призывает к совместной борьбе с французскими корсарами и блокаде французских портов.
- 3 декабря: Конвент формирует комитет из шестнадцати членов для завершения работы над Конституцией 1793 года.
- 8 декабря: 73 оставшихся в живых депутатов-жирондистов снова получают места в Конвенте.
- 16 декабря: осуждение и казнь якобинца Каррье за приказ о массовом утоплении 10 тыс. пленных в Вандее.
- 24 декабря: Конвент отменяет закон, устанавливающий максимальные цены на зерно и другие продукты питания.

## 1795 — Директория сменяет Конвент

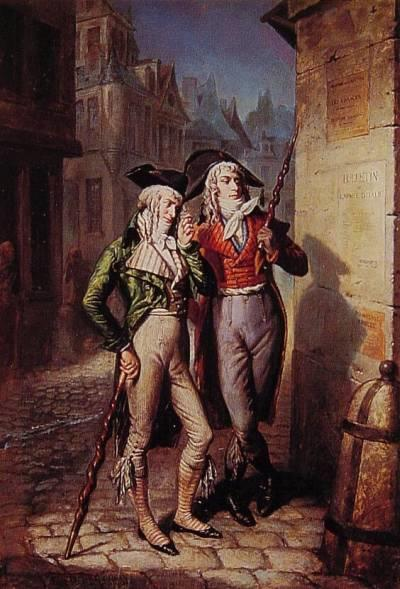
Два мюскадена в Париже (1795 год)
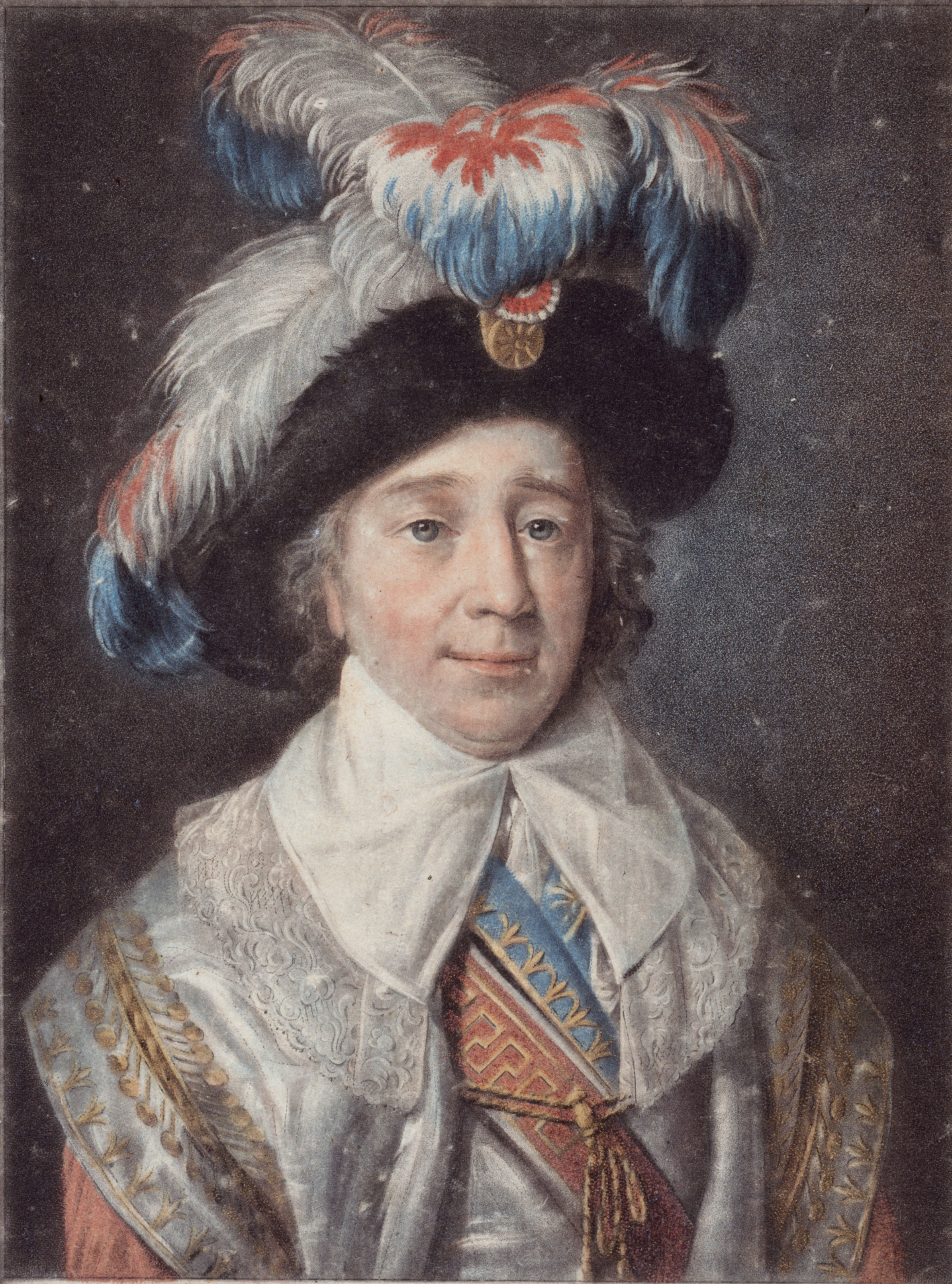
Поль Баррас в церемониальном платье директора Франции

- 19 января: французская армия Пишегрю захватывает Амстердам.
- 21 января: французская кавалерия захватывает голландский флот, застрявший во льдах у Ден-Хелдера.
- 2 февраля: противостояние мюскаденов и санкюлотов на улицах Парижа.
- 5 февраля: полуофициальная правительственная газета «Le Moniteur universel» осуждает предыдущие подстрекательства к насилию и террору со стороны Марата и его союзников.
- 8 февраля: вынос останков Марата и трёх других крайних якобинцев из Пантеона.
- 14 февраля: в Лионе убиты несколько бывших якобинских лидеров, которые проводили там политику террора, что стало началом так называемого Первого белого террора.
- 17 февраля: амнистия, предоставленная бывшим вандейским повстанцам, восстанавливает свободу вероисповедания.
- 21 февраля: по предложению Буасси д’Англа Конвент провозглашает свободу религии и отделение церкви от государства.
- 22 февраля: в Конвенте депутат Ровер требует наказания якобинцев, осуществлявших террор. В нескольких городах арестованы бывшие лидеры якобинцев. Четыре якобинца в Ниме, устраивавшие там террор, убиты.
- 2 марта: Конвент приказывает арестовать Барера, Бийо-Варенна, Колло д’Эрбуа и Вадье, якобинцев, которые организовали падение Робеспьера.
- 5 марта: в Тулоне арест якобинцев, проводивших массовые казни населения.
- 8 марта: бунт санкюлотов в Тулоне, которые казнят семерых заключённых эмигрантов.
- 17 марта: продовольственные бунты в Париже.
- 19 марта: запасы зерна в Париже исчерпаны. Цена ассигнатов падает до 8 % от их первоначальной стоимости.
- 21 марта: по предложению Сьейеса Конвент голосует за смертную казнь для лидеров движений, которые пытаются свергнуть правительство.
- 28 марта: начало судебного процесса над Фукье-Тенвилем, главой Революционного трибунала, который вёл процессы во время террора.
- 1 апреля: Жерминальское восстание. Санкюлоты вторгаются в Конвент, но отступают, когда прибывает Национальная гвардия. В Париже объявлено осадное положение.
- 1 апреля: Конвент приказывает депортировать во Французскую Гвиану Барера, Бийо-Варенн и Колло д’Эрбуа, а также арестовать восемь депутатов крайне левого толка.
- 2 апреля: французская армия под командованием Пишегрю подавляет вооружённое восстание в предместье Сен-Антуан.
- 5 апреля: подписание мирного соглашения между Пруссией и Францией в Базеле. Пруссия принимает аннексию Францией левого берега Рейна.
- 10 апреля: Конвент приказывает разоружить якобинцев, причастных к террору.
- 11 апреля: Конвент восстанавливает гражданские права всех граждан, объявленным вне закона с 31 мая 1793 года.
- 19 апреля: убийство шести якобинцев, участвовавших в терроре в Бурк-ан-Брес.
- 23 апреля: Конвент назначает комиссию из восьми членов для пересмотра Конституции.
- 2 мая: последние вандейские повстанцы соглашаются сложить оружие в обмен на амнистию.
- 4 мая: расправа над 25 якобинцами в тюрьме в Лионе.
- 7 мая: бывший главный прокурор Фукье-Тенвиль и 14 присяжных членов Революционного трибунала приговорены к смерти и гильотинированы.

### 20-24 мая 1795 — последнее восстание якобинцев и санкюлотов в Париже
- 20 мая: Прериальское восстание якобинцев и санкюлотов против Конвента. Они вторгаются в зал Конвента и убивают депутата Феро[фр.]. Армия быстро реагирует и расчищает зал. Конвент голосует за арест депутатов, участвовавших в восстании.
- 21 мая: новое восстание якобинцев и санкюлотов в Париже; они занимают Отель-де-Виль.
- 22 мая: третий день восстания в Париже. Конвент приказывает армии занять предместье Сен-Антуан.
- 24 мая: армия захватывает предместье Сен-Антуан, разоружает и арестует участников восстания.
- 28 мая: арестованы последние якобинцы, бывшие члены Комитетов общественного спасения и общественной безопасности.
- 31 мая: Конвент упраздняет Революционный трибунал.
- 8 июня: смерть 10-летнего Людовика XVII, заключённого в Тампле. Его дядя в изгнании, граф де Прованс, наследует титул короля Франции Людовика XVIII.
- 10 июня: Конвент отменяет уголовную ответственность эмигрантов, бежавших из Франции после захвата власти якобинцами 26 мая 1793 года.
- 12 июня: депутаты, поддержавшие восстание 20-22 мая, преданы суду.
- 17 июня: самоубийство шести депутатов, приговорённых к смертной казни за участие в восстании 20-22 мая.

### 25 июня — 27 июля 1795 — возобновление восстаний в Вандее и вторжение роялистов в Бретань
- 23 июня: повстанцы Вандеи под командованием Шаретт возобновляют борьбу.
- 23 июня: для поддержки шуанов в Кибероне высадилась армия эмигрантов под командованием Жозефа де Пюизе.
- 26 июня: британцы высаживают в заливе Карнак в Бретани армию из четырёх тысяч эмигрантов-роялистов.
- 30 июня: армия эмигрантов-роялистов в Бретани терпит поражение под Ваном от генерала Гоша.
- 30 июня: Шуаны вынуждены покинуть Оре. Армия роялистов отступает на полуостров Киброн, где 7 июля их осаждает Гош.
- 15 июля: Ещё две тысячи роялистов-эмигрантов высаживаются в Киброне и также оказываются в ловушке Гоша.
- 17 июля: в Испании французская армия Западных Пиренеев[англ.] под командованием Монсея захватывает Витория-Гастейс и 19 июля берёт Бильбао.
- 21 июля: армия роялистов в Киброне сдаётся. 748 эмигрантов расстреляны.
- 22 июля: между Испанией и Францией подписан Базельский мир. Франция получает от Испании западную часть острова Санто-Доминго (ныне Доминиканская Республика). После того, как Испания выходит из войны, Франция воюет только с Австрией и Англией.
- 9 августа: Конвент приказывает арестовать Жозефа Фуше и нескольких других депутатов-монтаньяров.
- 15 августа: Конвент принимает франк в качестве французской денежной единицы.

### 22 августа — 23 сентября 1795 — принята новая конституция: к власти приходит Директория.
- 22 августа: Конвент принимает конституцию III года. Она предусматривает создание верхней и нижней палаты парламента по американскому и британскому образцу и исполнительную Директорию из пяти членов. Согласно положениям конституции, две трети депутатов нового Собрания являются бывшими депутатами Конвента.
- 23 сентября: новая конституция, принятая на всенародном референдуме, вступает в силу.

### 5 октября 1795 — Бонапарт подавляет восстание роялистов в Париже.
- 5 октября: Вандемьерский мятеж. Вооружённое восстание роялистов угрожает Конвенту. По приказу Поля Барраса, ответственного за оборону Парижа, армию возглавляет генерал Бонапарт. Он использует пушки с картечью, чтобы разогнать митинг повстанцев перед церковью святого Роха на улице Сент-Оноре[англ.].
- 12 октября: начало выборов в новые палаты законодательного собрания, Совет пятисот и Совет старейшин.
- 12 октября: армейские офицеры-монтаньяры, уволенные при Конвенте, возвращены в армию.
- 23 октября: ассигнаты упали до 3 % от номинальной стоимости. В обращении находится 20 миллиардов (20 000 000 000) ассигнатов.
- 26 октября: Бонапарт назначается главнокомандующим внутренней армией[англ.].
- 31 октября: законодательным собранием избирается первая Директория; её членами становятся Луи Мари де Ларевельер-Лепо, Жан-Франсуа Рёбелль, Этьен-Франсуа Летурнер, Поль Баррас и Эмманюэль Жозеф Сьейес, который отказался и был заменён Лазаром Карно.
- 10 декабря: Законодательное собрание голосует за принудительный заём в шестьсот миллионов франков, который будет взят у самых богатых французских граждан.
- 26 декабря: дочь Людовика XVI и Марии-Антуанетты, мадам Рояль, находящаяся в заключении в Тампле с августа 1792 года, обменивается на группу республиканских заключённых, содержащихся в Австрии.
- 31 декабря: перемирие на Рейне прекращает бои между французской и австрийской армиями.

## 1796 — поход Наполеона в Италию; поражение роялистов в Вандее; неудавшееся восстание в Париже

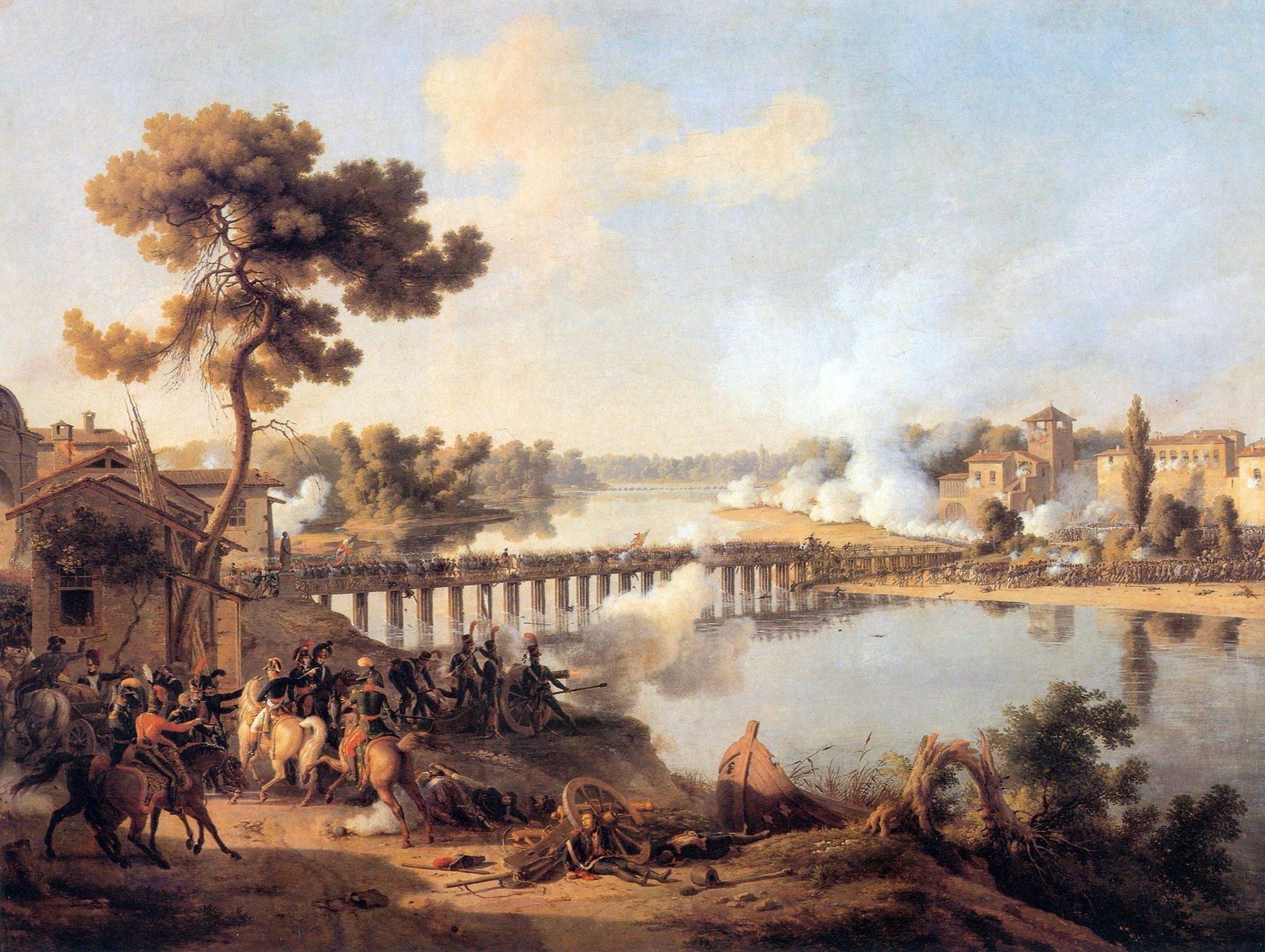
Генерал Бонапарт побеждает австрийцев в битве при Лоди (10 мая 1796 года)
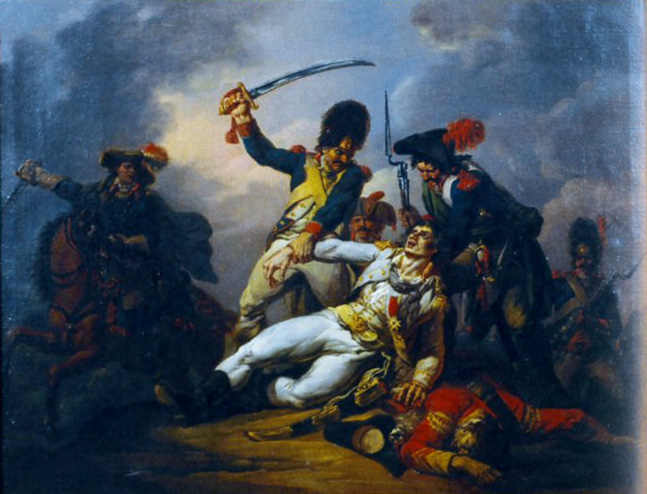
Захват Франсуа Шаретта, вождя роялистов в Вандее (23 февраля 1796 года)
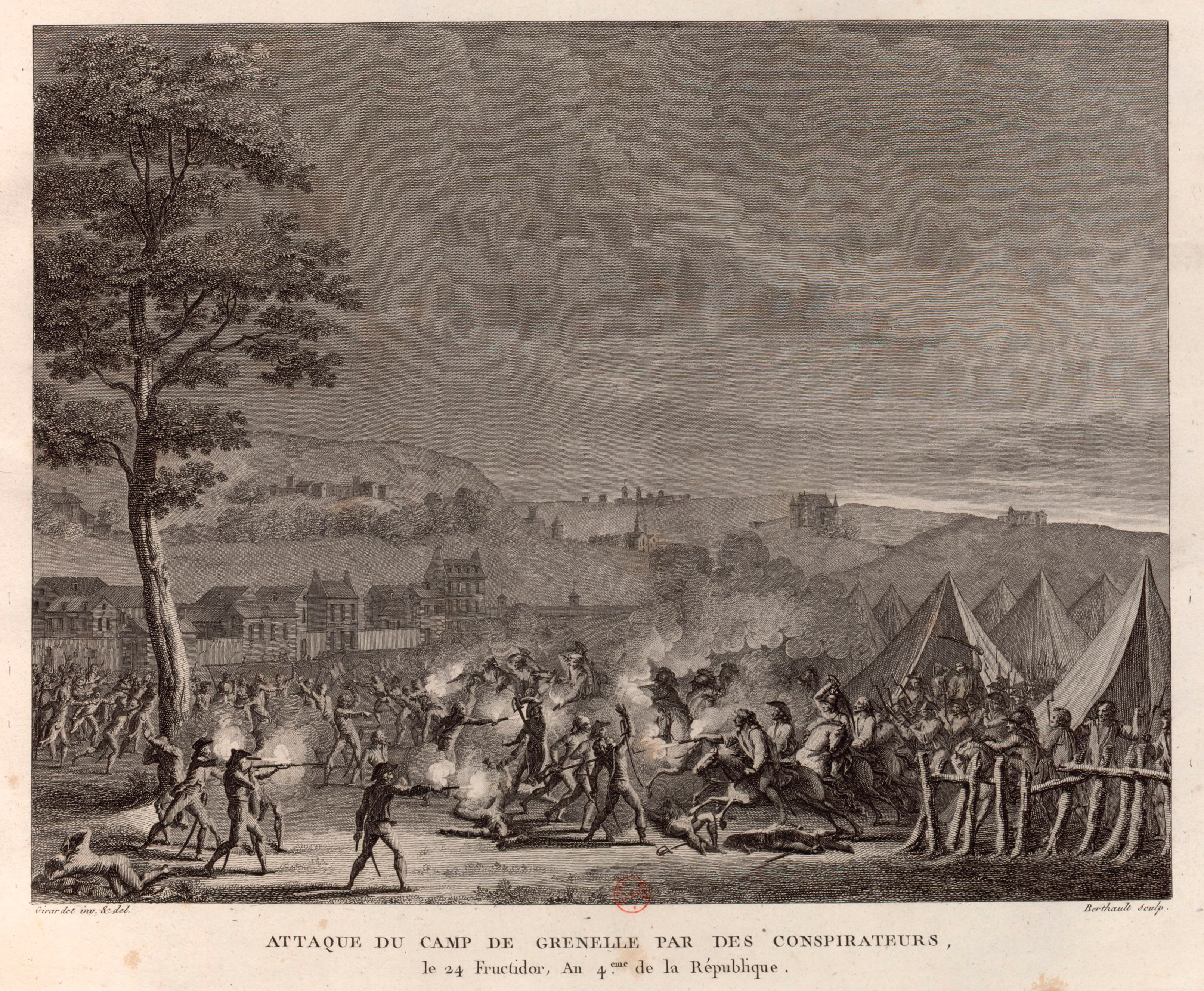
Неудачное восстание в военном лагере Гренель монтаньяров и последователей Бабёфа (9 сентября 1796 года)
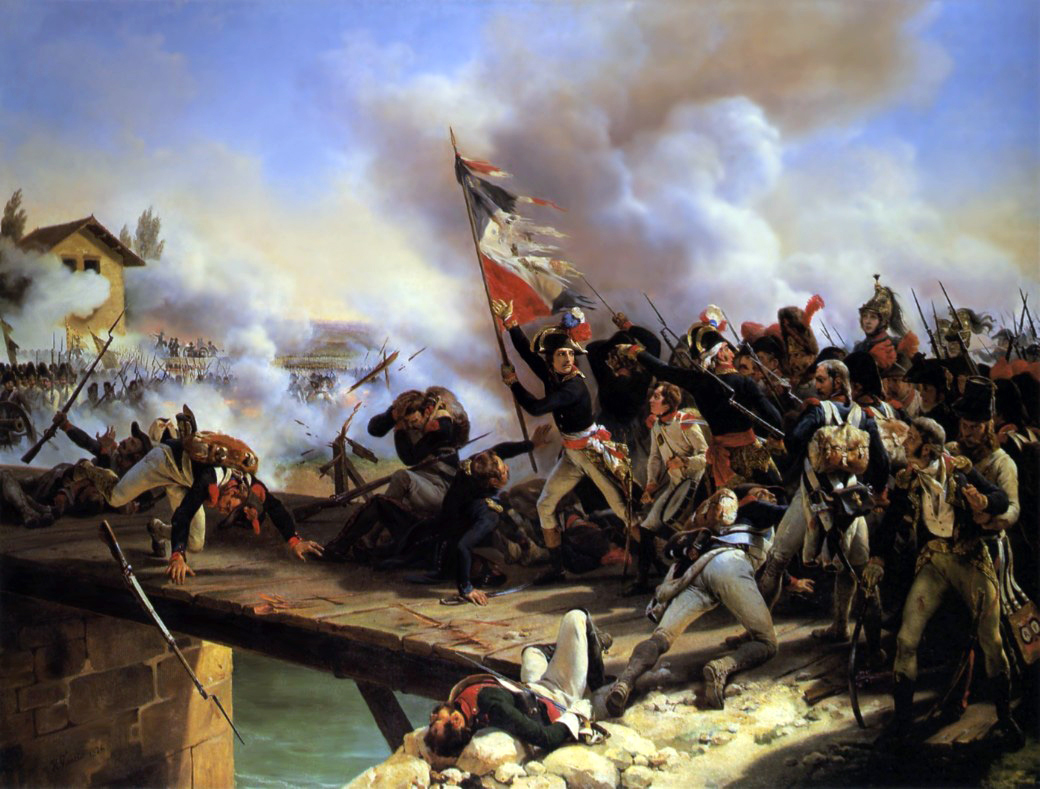
Генерал Бонапарт ведёт своих солдат через мост во время битвы при Арколе (15–17 ноября 1796 года)

- 2 января: Директория создаёт Министерство полиции под руководством Мерлена де Дуэ[16].
- 21 января: празднование годовщины казни Людовика XVI. Директор Рёбелль выступает с речью, осуждающей левый экстремизм.
- 25 января: Директория получает временное право назначать администраторов городов.
- 26 января: роялист и лидер повстанцев Никола Стоффле пытается возобновить войну в Вандее.
- 2 февраля: Вольф Тон, лидер ирландских революционеров, прибывает во Францию в поисках военной поддержки для освобождения Ирландии.
- 19 февраля: правительство прекращает выпуск ассигнатов, которые потеряли большую часть своей стоимости. В обращении находится тридцать девять миллиардов (39 000 000 000) ассигнатов.
- 20 февраля: Соединённые Штаты и Великобритания продлевают договор от 19 ноября 1794 года. Отношения между Францией и США ухудшаются.
- 23 февраля: лидер вандейских повстанцев и роялистов Никола Стоффле схвачен в Анже и расстрелян на следующий день.
- 28 февраля: по приказу Директории генерал Бонапарт закрывает крайне левый Клуб Пантеона, основанный последователем Марата.
- 2 марта: Директория назначает генерала Бонапарта командующим итальянской армией. Начало итальянской кампании.
- 9 марта: свадьба Наполеона Бонапарта и Жозефины Богарне, вдовы Александра де Богарне, французского генерала и политического лидера, гильотинированного во время эпохи террора.
- 18 марта: Директория заменяет ассигнаты на два миллиарда четыреста миллионов территориальных мандатов, которые могут быть использованы для покупки национализированной собственности. В течение трёх недель они теряют 80 % своей стоимости.
- 23 марта: Франсуа Шаретт, последний лидер восстания роялистов в Вандее, схвачен и расстрелян в Нанте.
- 30 марта: Франсуа-Ноэль Бабёф, известный как «Гракх Бабёф», ультралевый лидер и предшественник коммунизма, формирует повстанческий комитет и движение под названием Les Égaux («Равные»), чтобы свергнуть правительство. 6 апреля они проводят демонстрацию в Париже.
- 10 апреля: Бонапарт начинает свою итальянскую кампанию с побед над австрийцами при Монтенотте (12 апреля) и сардинцами при Миллезимо (13 апреля).
- 2 мая: последователи Бабёфа и оставшиеся монтаньяры составляют общий план свержения Директории.
- 9 мая: Бонапарт принуждает к перемирию герцога Пармского.
- 10 мая: арест Бабёфа и его сообщников прекращает развитие Заговора Равных.
- 10 мая: Бонапарт побеждает австрийцев в битве при Лоди.
- 15 мая: в Париже подписан договор между Директорией и королём Сардинии Виктором Амадеем III. Король соглашается уступить Савойю и Ниццу Франции.
- 19 мая: в Милане Бонапарт обещает Италии «независимость».
- 20 мая: австрийцы отказываются от перемирия на Рейне, и война[англ.] на этом фронте возобновляется.
- 4 июня: Бонапарт начинает осаду Мантуи, последнего итальянского города, удерживаемого Австрией.
- 5 июня: Бонапарт подписывает перемирие с королём Сицилии.
- 12 июня: армия Бонапарта входит в Романью, одну из папских областей.
- 22 июня: окончание гражданской войны на западе Франции с разгромом Жоржа Кадудаля и отъездом Луи де Фротте в Англию.
- 23 июня: Бонапарт подписывает Болонское перемирие[англ.] со Святым Престолом, которое разрешает французам оккупировать северные папские земли.
- 9 июля: остров Эльба оккупирован британцами.
- 10 июля: новая австрийская армия под командованием Вурмзера прибывает в Италию.
- 16 июля: генерал Клебер захватывает Франкфурт.
- 18 июля: французская армия под командованием генерала Лорана де Гувиона Сен-Сира захватывает Штутгарт.
- 20 июля: Генерал Гош назначен главой армии, вторгшейся в Ирландию для поддержки ирландского движения за независимость.
- 5 августа: Бонапарт побеждает австрийцев под командованием Вюрмзера в битве при Кастильоне[англ.]. Австрийская армия отступает в Тироль.
- 19 августа: в Сан-Ильдефонсо между Францией и Испанией подписан Договор о союзе.
- 8 сентября: Бонапарт побеждает австрийцев под командованием Вюрмзера в битве при Бассано.
- 9 сентября: неудавшееся восстание в армейском лагере Гренель в Париже последователей Гракха Бабёфа и монтаньяров, раскрытое агентами полиции.
- 5 октября: Испания, теперь в союзе с Францией, объявляет войну Великобритании.
- 10 октября. 32 лидера восстания Бабёфа 9-10 сентября предстают перед военным трибуналом и приговариваются к смертной казни.
- 16 октября: Бонапарт призывает к провозглашению Циспаданской республики в северной Италии, состоящей из Модены и некоторых папских земель.
- 2 ноября: Австрия отправляет ещё две армии в северную Италию, чтобы противостоять Бонапарту.
- 15-17 ноября: решающая победа Бонапарта над австрийцами в битве при Арколе.
- 4 декабря: отмена самых суровых законов от 25 октября 1795 года о наказании эмигрантов и неприсягнувших священников.
- 15-17 декабря: отправка из Бреста флота с французской армией под командованием Гоша для вторжения в Ирландию.
- 24-25 декабря: штормы не дают французскому флоту вторжения приблизиться к берегам Ирландии и заставляют его вернуться во Францию.

## 1797 — Бонапарт изгоняет австрийцев из Италии; республиканский государственный переворот против роялистов в Париже

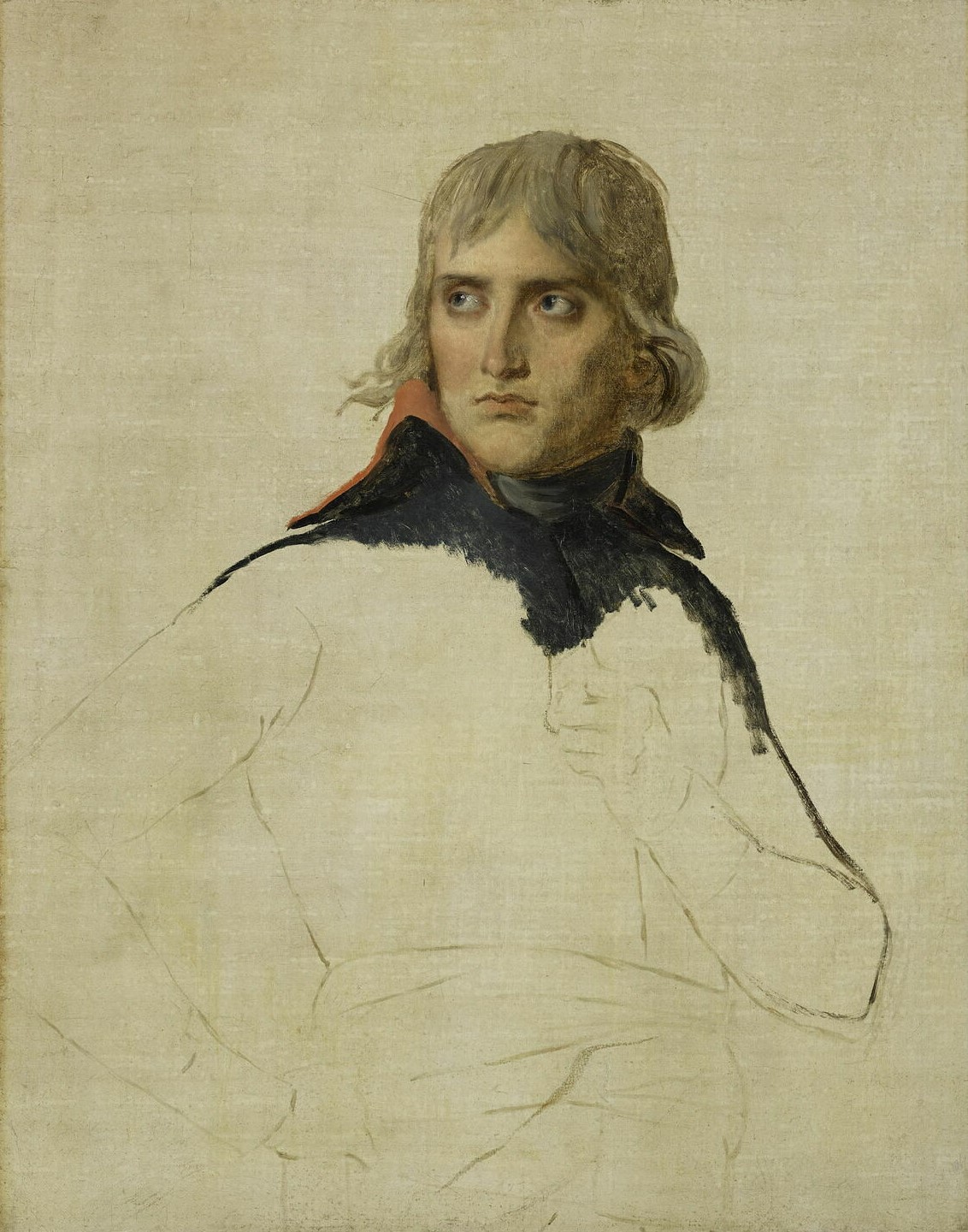
Генерал Бонапарт. Картина Давида (1797)
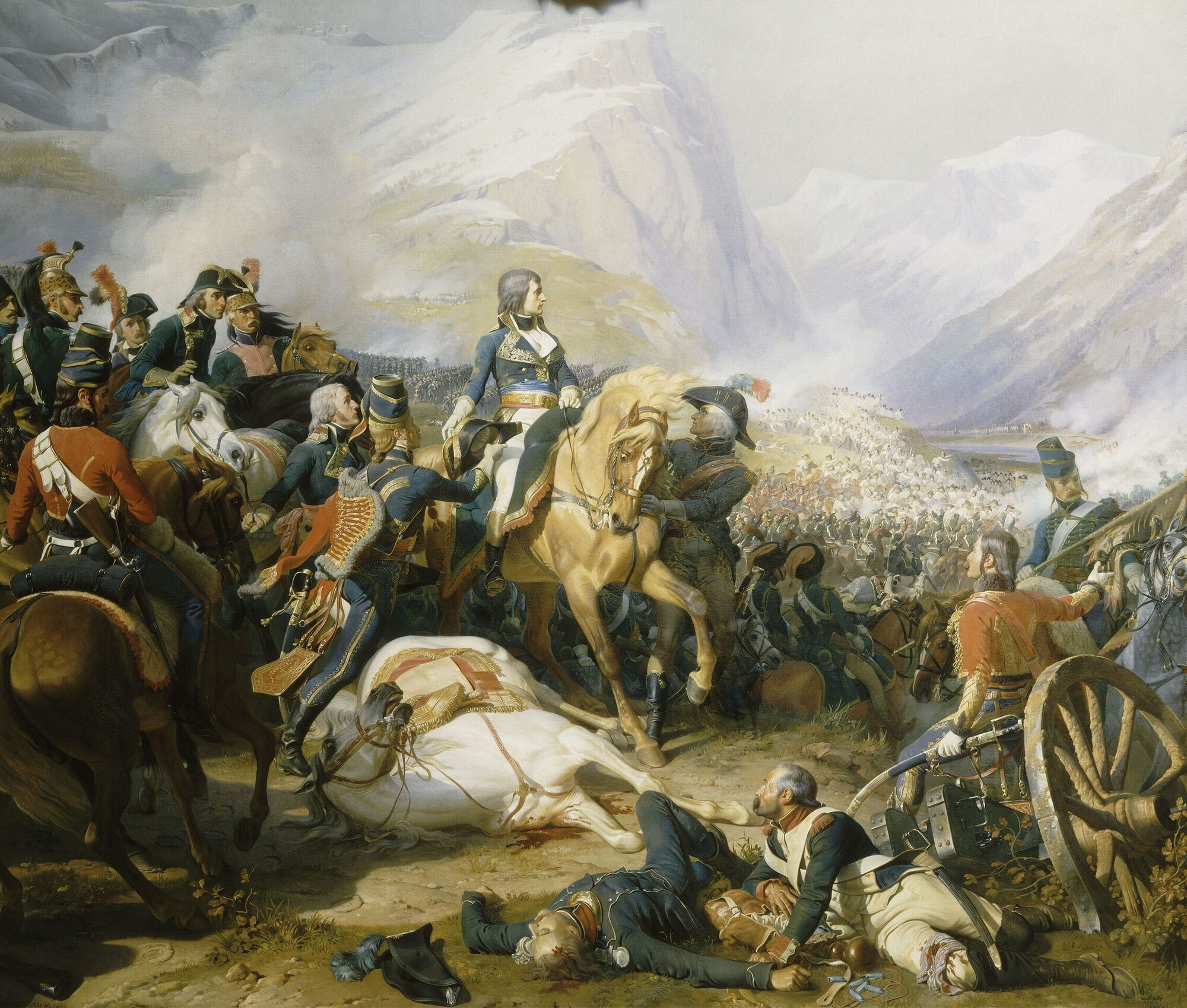
Бонапарт побеждает австрийцев в битве при Риволи (14 января 1797 года)
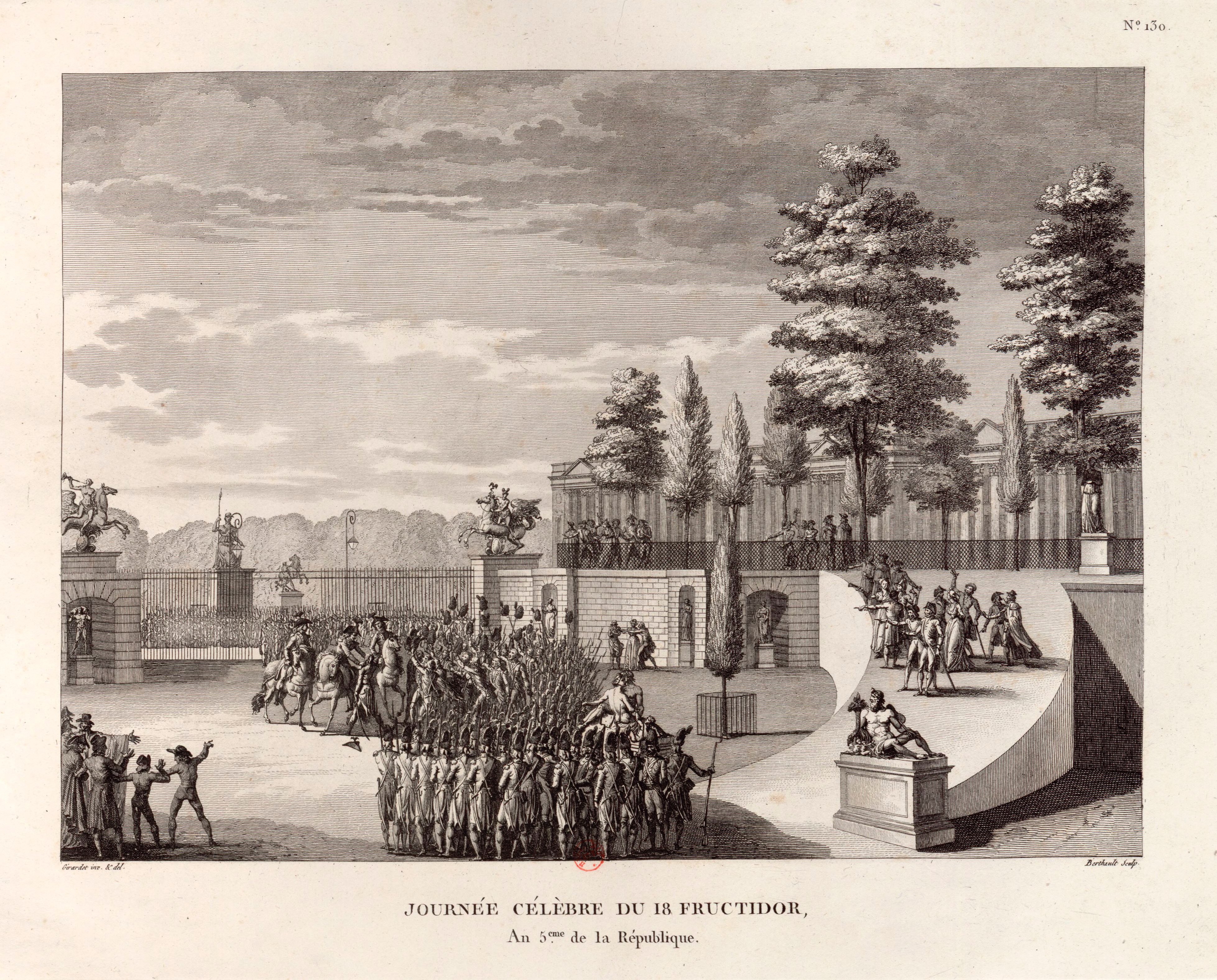
Республиканский переворот 4 сентября 1797 года. Арест генерала Пишегрю и других роялистских лидеров законодательного собрания армией во дворце Тюильри
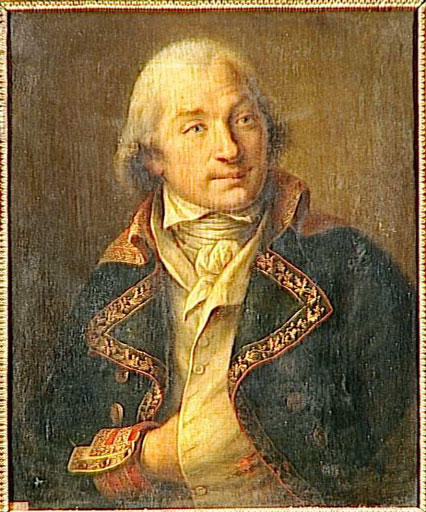
Генерал Пишегрю, лидер партии роялистов

- 7 января: новая австрийская армия под командованием генерала Йозефа Альвинци отправляется на битву с генералом Бонапартом в Италии.
- 14 января: Бонапарт побеждает австрийцев в битве при Риволи.
- 2 февраля: сдача последних австрийских войск в Мантуе Бонапарту.
- 9 февраля: Бонапарт оккупирует Анкону, заставляя папу Пия VI вести с ним переговоры. Переговоры начинаются 12 февраля.
- 14 февраля: поражение испанского флота, союзника французов, в битве при мысе Сан-Винсент.
- 19 февраля: Пий VI уступает Конта-Венессин и северную часть итальянских папских государств новой Циспаданской республике.
- 20 февраля: начало судебного процесса над Бабёфом и его основными последователями в Высшем суде справедливости в Вандоме.
- 2 марта: в ответ на договор между Британией и США от 20 февраля 1796 года Директория разрешает французским военным кораблям захватывать корабли США.
- 9 марта: Бонапарт начинает новое наступление в Италии против армии эрцгерцога Карла, герцога Тешенского.
- 18 марта: французские избиратели должны принести присягу на верность правительству перед голосованием 18 апреля.
- 7 апреля: после серии побед Бонапарта австрийцы соглашаются на переговоры.
- 18 апреля: предварительный договор в Леобене; Австрия отказывается от претензий на Австрийские Нидерланды («Бельгийские провинции»); секретное соглашение делит территории Венеции между Австрией и Францией.
- 18 апреля: результаты частичных выборов в законодательный орган. 205 из 216 баллотирующихся депутатов потерпели поражение, многие заменены роялистами.
- 27 апреля: резня французской армией антифранцузских повстанцев в Вероне.
- 30 апреля: Директория ратифицирует Леобенский договор.
- 2 мая: Бонапарт объявляет войну Венеции.
- 12 мая: Революционеры свергают правительственный совет (Патрициат[англ.]) Венеции.
- 16 мая: Бонапарт начинает переговоры с дожем Венеции Людовико Манином.
- 20 мая: начинается новое заседание законодательного собрания Франции. Роялист Пишегрю избирается президентом Совета пятисот, а другой роялист, Франсуа Барбе-Марбуа, становится президентом Совета старейшин.
- 20 мая: путём жеребьёвки из директоров выбывает умеренный республиканец Этьен-Франсуа Летурнер. 6 июня его заменяет роялистский дипломат Франсуа Бартелеми.
- 26 мая: политический агитатор Бабёф и один из его сторонников, Дарте, приговорены к смертной казни. Их казнят в Вандоме 27 мая.
- 4 июня: первое заседание «Cercle Constitutionnel», клуба видных умеренных республиканских депутатов. В число его лидеров входят Сьейес, Талейран и Гара.
- 14 июня: Бонапарт устанавливает новое правительство в Генуе с целью создания Лигурийской республики.
- 24 июня: директор Поль Баррас связывается с генералом Гошем в поисках поддержки государственного переворота против роялистского большинства в двух Советах.
- 27 июня: роялистское большинство в Советах отменяет закон от 25 октября 1795 года, который вводил наказания для неприсягнувших священников и эмигрантов.
- 28 июня: французские войска высаживаются на Корфу, ранее принадлежавшем Венеции.
- 28 июня: генерал Гош отправляет 15 тыс. солдат из Рейна в Брест через Париж под предлогом планирования вторжения в Ирландию.
- 3 июля: Талейран предлагает французскую экспедицию в Египет.
- 9 июля: французы поддерживают создание Цизальпинской республики, состоящей из бывшей Циспаданской республики и Ломбардии.
- 16 июля: конфликт внутри Директории между монархистами Бартелеми и Карно и тремя про-республиканскими директорами: Баррасом, Ларевельером-Лепо и Рёбеллем.
- 17 июля: армия Гоша подходит на расстояние в три лиги (см. также: Единицы измерения во Франции до Великой французской революции[англ.]) от Парижа, что нарушает конституцию. Протест роялистских Советов.
- 20 июля: Баррас представляет доказательства того, что генерал Пишегрю вёл тайную переписку с Людовиком XVIII и монархистами. Карно присоединяется к трём республиканским директорам.
- 25 июля: Советы голосуют за закон, запрещающий политические клубы, в том числе республиканский Cercle Constitutionnel.
- 27 июля: Бонапарт отправляет генерала Ожеро в Париж в качестве военного коменданта города, чтобы поддержать государственный переворот против роялистов.
- 16 августа: Бонапарт пишет Директории, предлагая военную интервенцию в Египте, «чтобы полностью уничтожить Англию».

### 4 сентября 1797 — республиканский государственный переворот против роялистов
- 4 сентября: государственный переворот 18 фрюктидора против роялистов в законодательном органе. Ожеро арестовывает Бартелеми, Пишегрю и ведущих депутатов-роялистов.
- 5 сентября: Директория вынуждает Советы принять новые законы, отменяющие выборы 200 депутатов-роялистов в 53 департаментах и депортирующие 65 лидеров роялистов и журналистов.
- 8 сентября: избрание двух новых республиканских директоров, Мерлена де Дуэ и Франсуа де Нёфшато, вместо Карно и Бартелеми.
- 23 сентября: генерал Ожеро, осуществивший переворот 4 сентября, назначается командующим новой Рейнской армией.
- 29 сентября: Директория поручает Бонапарту добиться крупных уступок в переговорах с Австрией и, в случае отказа, выступить на Вену.
- 17 октября: подписание Кампо-Формийского мира между Австрией и Францией. Австрия получает Венецию и её владения, а Франция Бельгию и правый берег Рейна до Кёльна.
- 21 декабря: Бонапарт встречается с ирландским лидером Вольфом Тоном, чтобы обсудить будущую высадку французов в Ирландии.
- 28 декабря: антифранцузские беспорядки в Риме и убийство французского генерала Леонара Матюрена Дюфо.
- 29 декабря: папа Пий VI приносит извинения Франции за беспорядки в Риме; извинения отклонены Директорией.

## 1798 — новые республики в Швейцарии и Италии; аннулирование выборов; Бонапарт вторгается в Египет

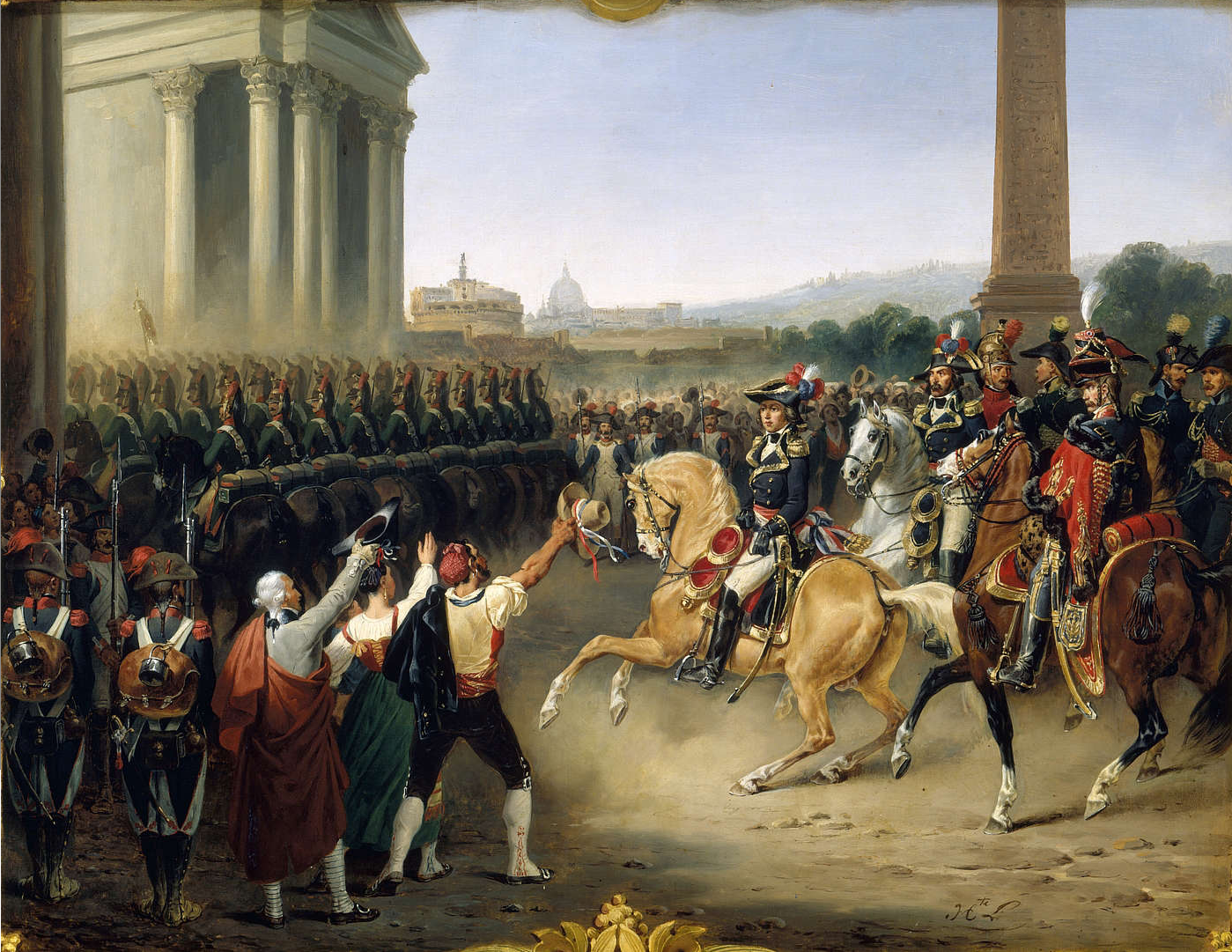
Французская армия под командованием генерала Бертье входит в Рим (10 февраля 1798 года)
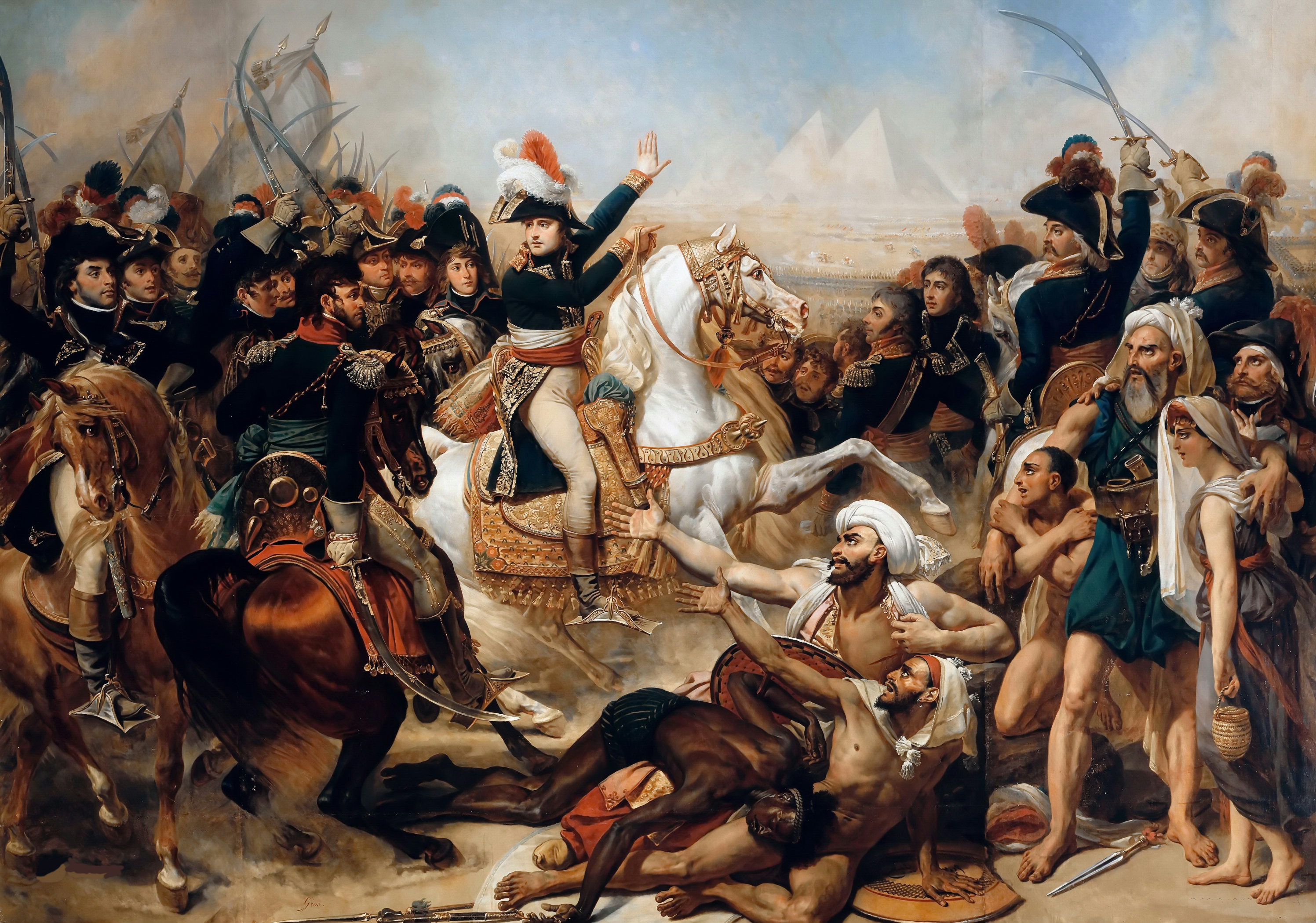
Генерал Бонапарт в битве у пирамид (21 июля 1798 года)
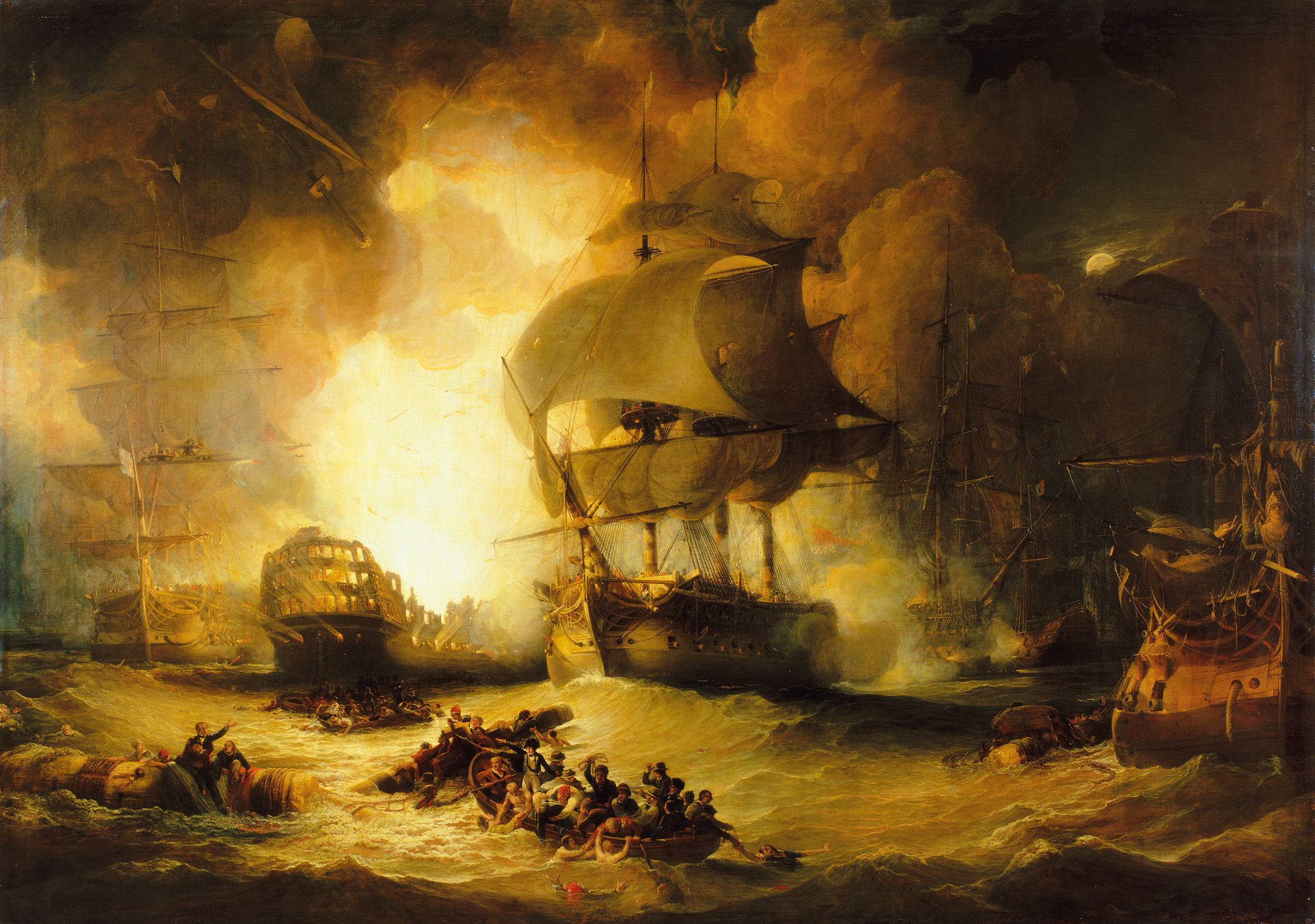
Французский флот терпит поражение от адмирала Нельсона в битве при Абукире (1 августа 1798 года)

- 5 января: французские законодатели принимают закон, разрешающий ссуду в восемьдесят миллионов франков для подготовки вторжения в Англию.
- 11 января: Директория приказывает генералу Бертье и его армии идти на Рим, чтобы наказать папское правительство за убийство генерала Дюфо.
- 12 января: Бонапарт представляет Директории план вторжения в Англию.
- 18 января: Законодательный орган разрешает французским кораблям захватывать нейтральные корабли, перевозящие британские товары.
- 24 января: регион Во в Швейцарии при поддержке Франции объявляет независимость от правительства Швейцарии в Берне.
- 26 января: Директория разрешает французским войскам выступить от имени швейцарского восстания в Во против швейцарского правительства.
- 10 февраля: Бертье и его армия входят в Рим.
- 14 февраля: Талейран представляет Директории проект французского завоевания Египта.
- 15 февраля: генерал Бертье в Риме провозглашает новую Римскую республику под защитой Франции.
- 23 февраля: Бонапарт рекомендует Директории отказаться от вторжения в Англию и вместо этого вторгнуться в Египет.
- 5 марта: Директория одобряет план Бонапарта по вторжению в Египет.
- 6 марта: французская армия захватывает Берн.
- 9 марта: парламент немецких земель, собравшийся в Раштадте, принимает аннексию Францией левого берега Рейна.
- 22 марта: под покровительством генерала Брюна собрание в Арау провозглашает Гельветическую республику.
- 4 апреля: следуя французской модели, новая Гельветическая республика объявляет себя светской республикой.
- 9-18 апреля: выборы одной трети мест в законодательном собрании Франции.
- 26 апреля: Договор о воссоединении формально объединяет Женевскую республику с Францией[17].
- 7 мая: отчёт Совету пятисот объявляет выборы во Франции незаконными и рекомендует исключить крайне левых кандидатов.
- 11 мая: законом от 22-го флореаля VI года Совет старейшин и Совет пятисот аннулируют выборы 106 якобинских депутатов.
- 15 мая: Жан-Батист Трельяр избран в Директорию вместо Франсуа де Нёвшато.
- 19 мая: Бонапарт и его армия отплывают из Тулона в Египет.
- 23 мая: в Ирландии начинается антибританское восстание; ирландские повстанцы считают, что Бонапарт плывёт в Ирландию.
- 9-11 июня: Бонапарт вторгается на Мальту и захватывает её.
- 1-2 июля: Бонапарт высаживается в Египте и захватывает Александрию.
- 14 июля: ирландское восстание подавлено британской армией.
- 21 июля: Бонапарт побеждает мамлюков в битве у пирамид.
- 24 июля: Бонапарт и его армия входят в Каир.
- 1 августа: адмирал Нельсон и британский флот уничтожают французский флот в битве при Абукире, блокируя Бонапарта в Египте.
- 6 августа: французский флот и экспедиционный корпус отправляются в Ирландию, чтобы помочь ирландским повстанцам, хотя восстание уже подавлено.
- 22 августа: французские войска под командованием генерала Юмбера высаживаются в Киллале на северо-западе Ирландии.
- 27 августа: генерал Юмбер побеждает британцев в битве при Каслбаре[англ.] и объявляет Ирландскую республику.
- 2 сентября: подавление восстания роялистов на юге Центрального массива во Франции и арест его лидеров.
- 5 сентября: законодательный орган Франции требует, чтобы все французы в возрасте от двадцати до двадцати пяти лет несли военную службу.
- 9 сентября: войска генерала Юмбера окружены британской армией в битве при Баллинамакке[англ.] и вынуждены сдаться.
- 16 сентября: новый французский экспедиционный корпус отправляется из Бреста в Ирландию.
- 24 сентября: французское правительство призывает 200 тыс. человек на военную службу.
- 8 октября: Франсуа де Нёвшато, министр внутренних дел, создаёт первый Высший совет по государственному образованию.
- 11 октября: французский флот и экспедиционный корпус разбиты у берегов Ирландии; шесть из восьми кораблей захвачены.
- 12 октября: бельгийские крестьяне восстают против обязательной службы во французской армии.
- 21 октября: население Каира восстаёт против французской оккупации. Восстание подавлено Бонапартом 22 октября.
- 4 ноября: Директория приказывает депортировать бельгийских священников, обвинённых в крестьянском восстании.
- 5 ноября: русско-турецкий флот блокирует Корфу, оккупированный французской армией.
- 16 ноября: Австрия и Англия соглашаются сотрудничать, чтобы вернуть Францию к границам 1789 года.
- 23-24 ноября: Директория, отчаянно нуждающаяся в деньгах, вводит новый налог на недвижимость и дополнительные налоги в зависимости от количества дверей и окон.
- 27 ноября: армия короля Неаполя захватывает Рим.
- 4 декабря: французские войска наносят поражение бельгийским повстанцам в Хасселте и уничтожают повстанцев. Конец крестьянского восстания в Бельгии.
- 6 декабря: французская армия под командованием Жана Этьена Шампионне наносит поражение армии короля Неаполя в битве при Чивита-Кастельяна.
- 14 декабря: французская армия под командованием Шампионне отбивает Рим.
- 21 декабря: французская армия атакует Неаполь и вынуждает короля Неаполя укрыться на флагманском корабле адмирала Нельсона.
- 29 декабря: создание Второй коалиции между Россией, Великобританией и королевствами Неаполя и Сицилии против Франции.

## 1799 — война Франции с Италией и Германией; Бонапарт возвращается из Египта; Консулат захватывает власть; конец революции

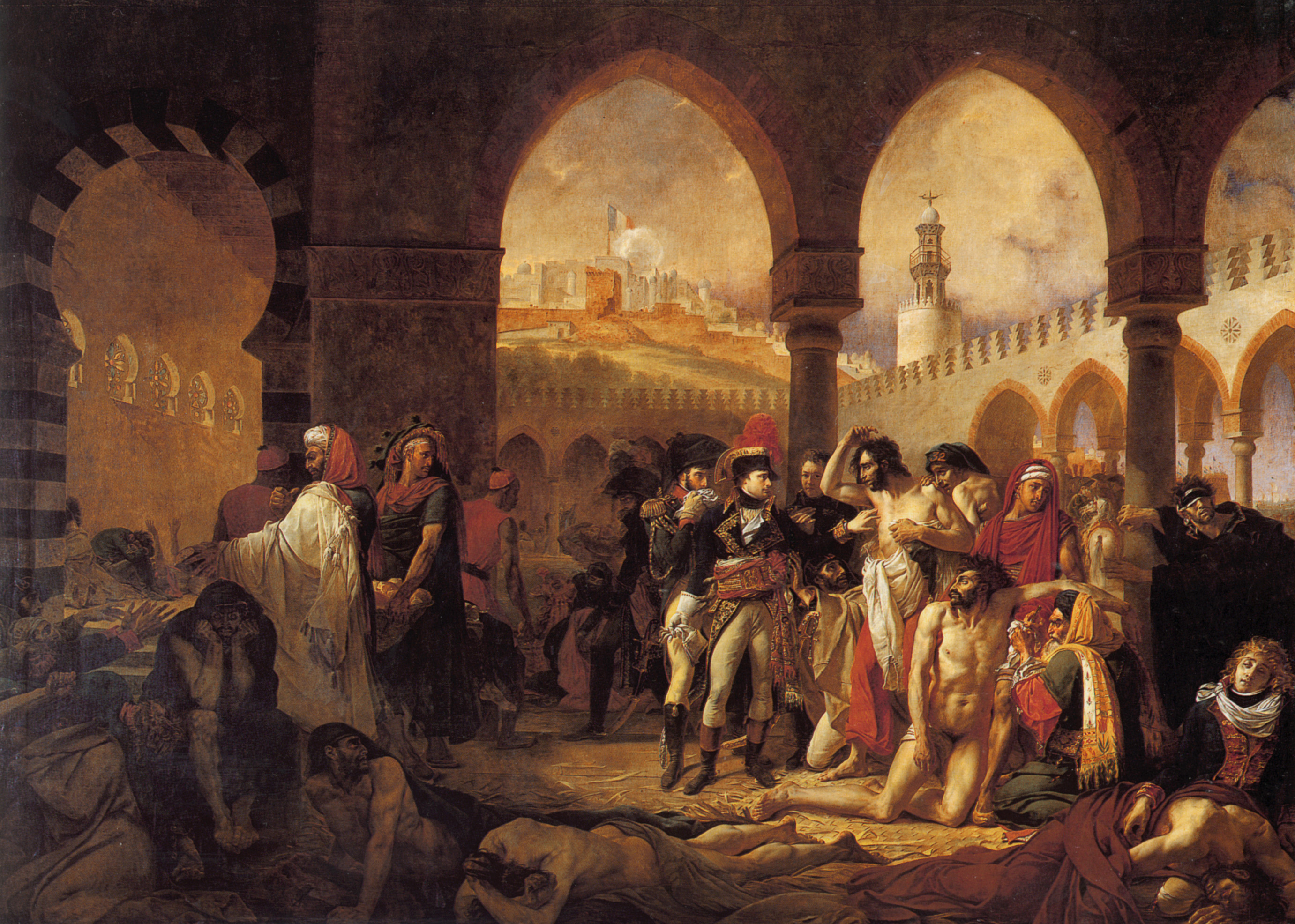
Генерал Бонапарт посещает чумную больницу в Яффо (31 марта 1799 года). Антуан-Жан Гро, Лувр
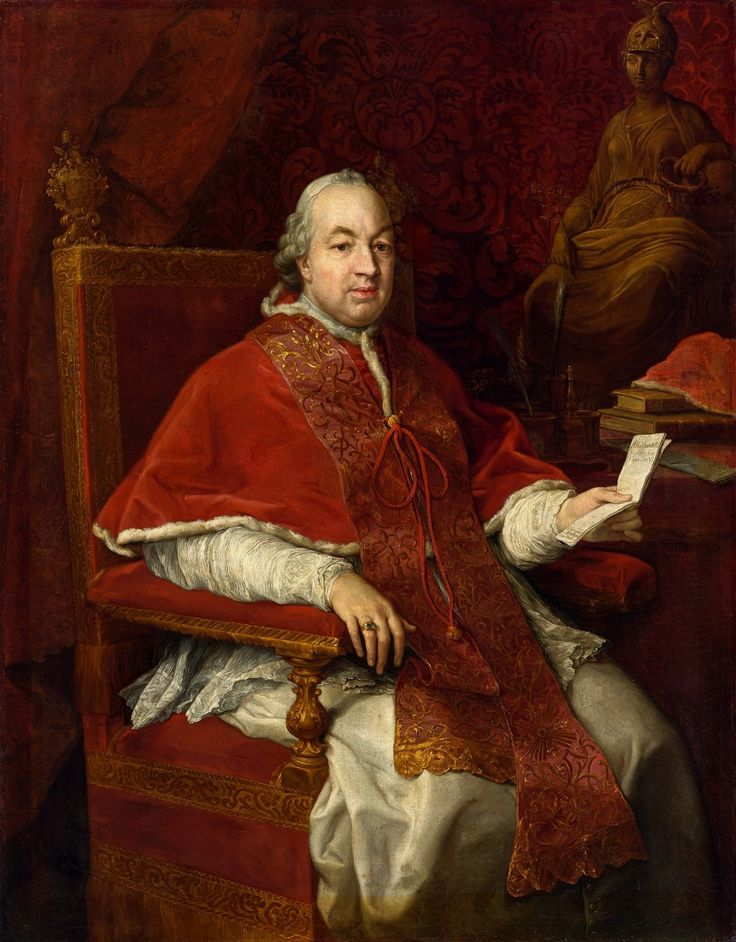
Папа Пий VI был переведён во Францию как пленник Директории (10 апреля 1799 года)
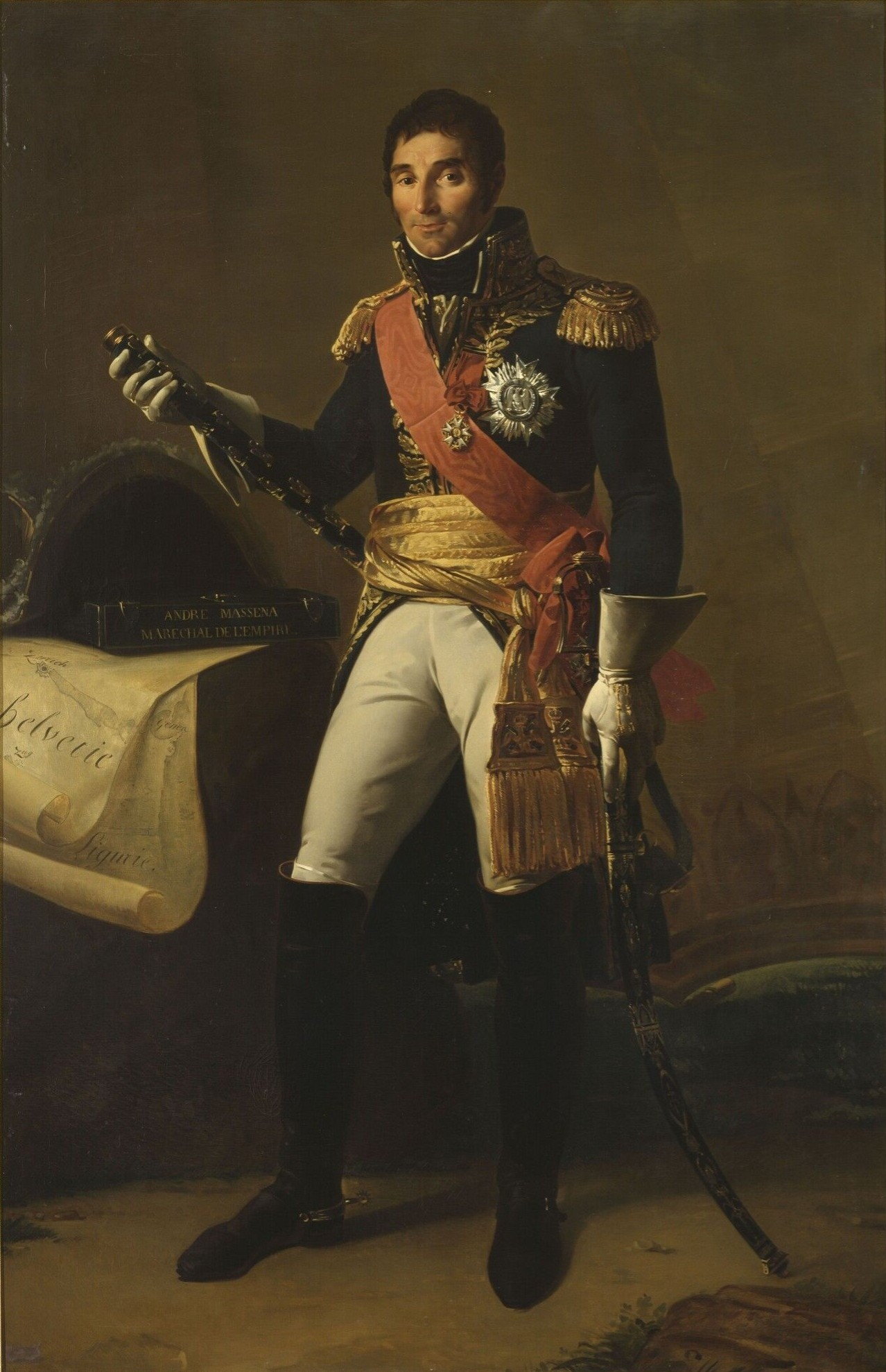
Генерал Андре Массена изгнал русские войска из Швейцарии (26 сентября 1799 года)

- 10 января: армия генерала Шампионне захватывает Капую.
- 23 января: французская армия оккупирует Неаполь.
- 26 января: провозглашение новой республики в Неаполе, названной Директорией Партенопейской.
- 1 февраля: победа генерала Луи Дезе над мамелюками в Асуане завершает французское завоевание Верхнего Египта.
- 3 февраля: конфликт между генералами Шампионне и Фепу[англ.] из-за командования французскими войсками в Неаполе.
- 6 февраля: Шампионне приказывает изгнать Фепу из Неаполя.
- 20 февраля: Бонапарт ведёт свою армию из Каира в Сирию.
- 20 февраля: Бонапарт наносит поражение турецкой армии и оккупирует Эль-Ариш на Синайском полуострове.
- 24 февраля: Директория приказывает арестовать генерала Шампионне.
- 24 февраля: генерал Жан-Батист Журдан собирает Армию Дуная[англ.] и готовится пересечь Рейн и вторгнуться в немецкие государства и Австрию.
- 1-2 марта: французские армии под командованием Журдана и Бернадота переходят через Рейн.
- 3 марта: французские войска на Корфу сдаются после длительной осады русско-турецким флотом.
- 7 марта: Бонапарт захватывает Яффу в Палестине. Многие его солдаты заражены чумой.
- 11 марта: Бонапарт посещает больницу для пострадавших от чумы в Яффо.
- 12 марта: Директория объявляет войну Австрии и Великому герцогству Тосканскому.
- 19 марта: Бонапарт осаждает Акко в Палестине.
- 21 марта: французские войска входят в Великое герцогство Тосканское.
- 23 марта: армия генерала Массены разбита австрийцами в битве при Фельдкирхе[англ.].
- 25 марта: поражение Журдана от австрийцев в битве при Штокахе.
- 28 марта: Бонапарт безуспешно пытается захватить Акко.
- 1 апреля: Бонапарту снова не удаётся взять Акко.
- 3 апреля: Журдан уходит с поста командующего Дунайской армией. 6 апреля его армия отступает к западному берегу Рейна.
- 9 апреля: начало парламентских выборов во Франции одной трети депутатов.
- 10 апреля: папа Пий VI, пленённый французами, переводится во Францию.
- 14 апреля: австрийская армия Меласа и российская армия Александра Суворова объединяются в Италии.
- 16 апреля: Бонапарт наносит поражение османской армии во главе с Абдуллой[англ.] в битве у горы Табор.
- 18 апреля: выборы во Франции приводят к серьёзным потерям для сторонников правительства и к победе крайне левых.
- 24 апреля: Бонапарту в третий раз не удаётся захватить Акко.
- 27 апреля: русско-австрийская армия Александра Суворова наносит поражение французским войскам под командованием генерала Моро в битве на реке Адде.
- 29 апреля: Суворов въезжает в Милан.
- 1 мая: Бонапарту в четвёртый раз не удаётся захватить Акко.
- 10 мая: пятая и последняя попытка Бонапарта захватить Акко. 17 мая он снимает осаду.
- 16 мая: в результате жеребьёвки Рёбелль покидает Директорию, и его сменяет Сьейес, которого считают умеренным левым.
- 19 мая: английский флот высаживает солдат в Остенде в Бельгии. Экспедиция терпит неудачу и эвакуируется на следующий день.
- 26 мая: русско-австрийская армия входит в Турин.
- 4-6 июня: Массена вынужден вывести свои войска из Цюриха[англ.].
- 14 июня: Бонапарт возвращается в Каир.

### Июнь 1799 — конфликты между Директорией и законодательным собранием

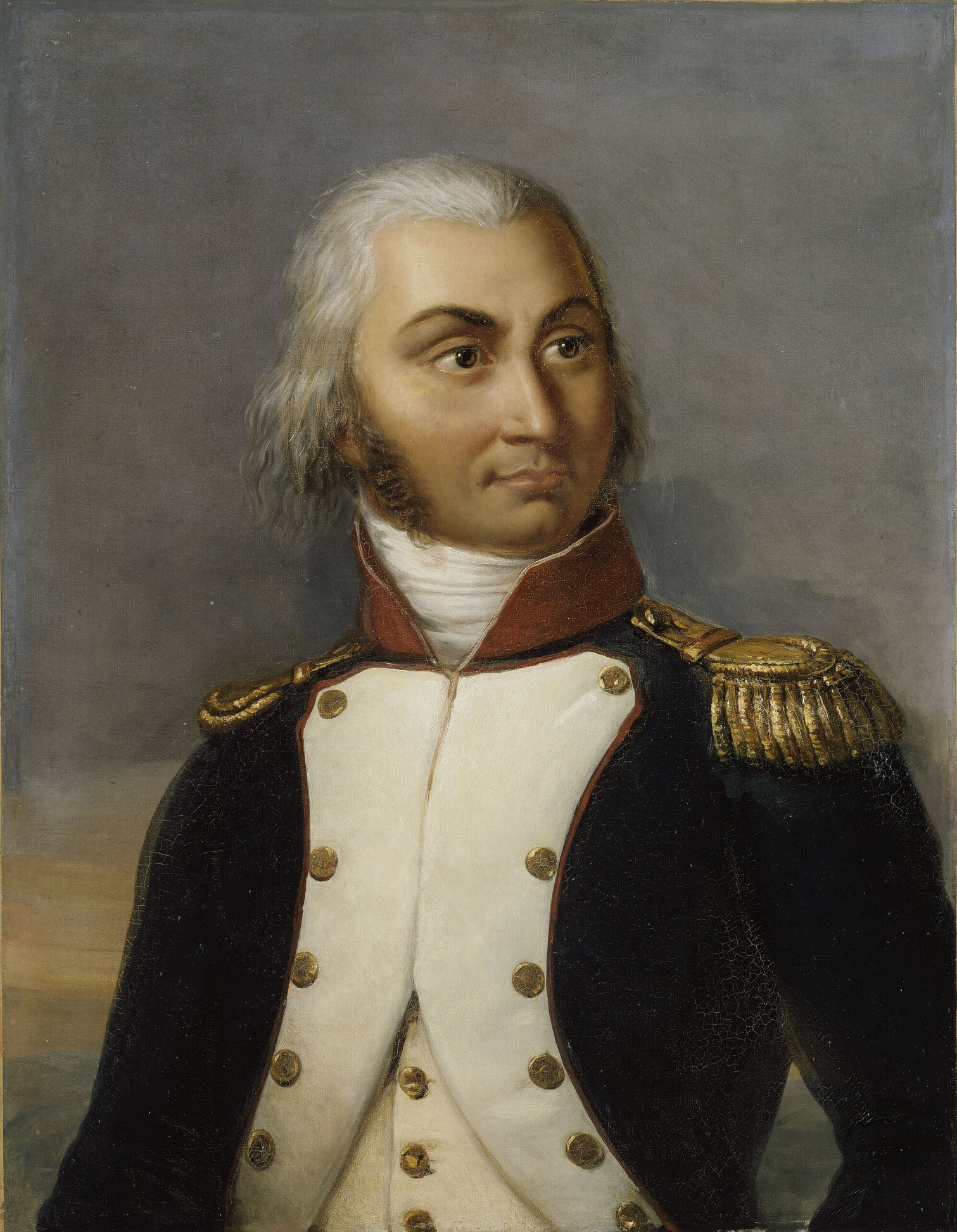
Генерал Журдан, лидер якобинцев в армии
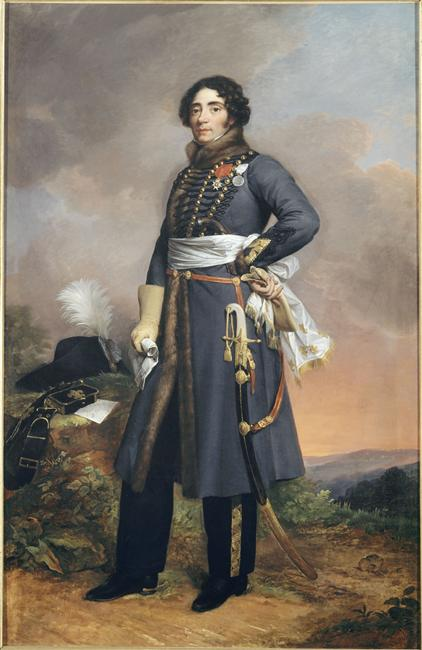
Генерал-роялист Луи де Фротте возглавил новое восстание против Парижа на западе Франции.
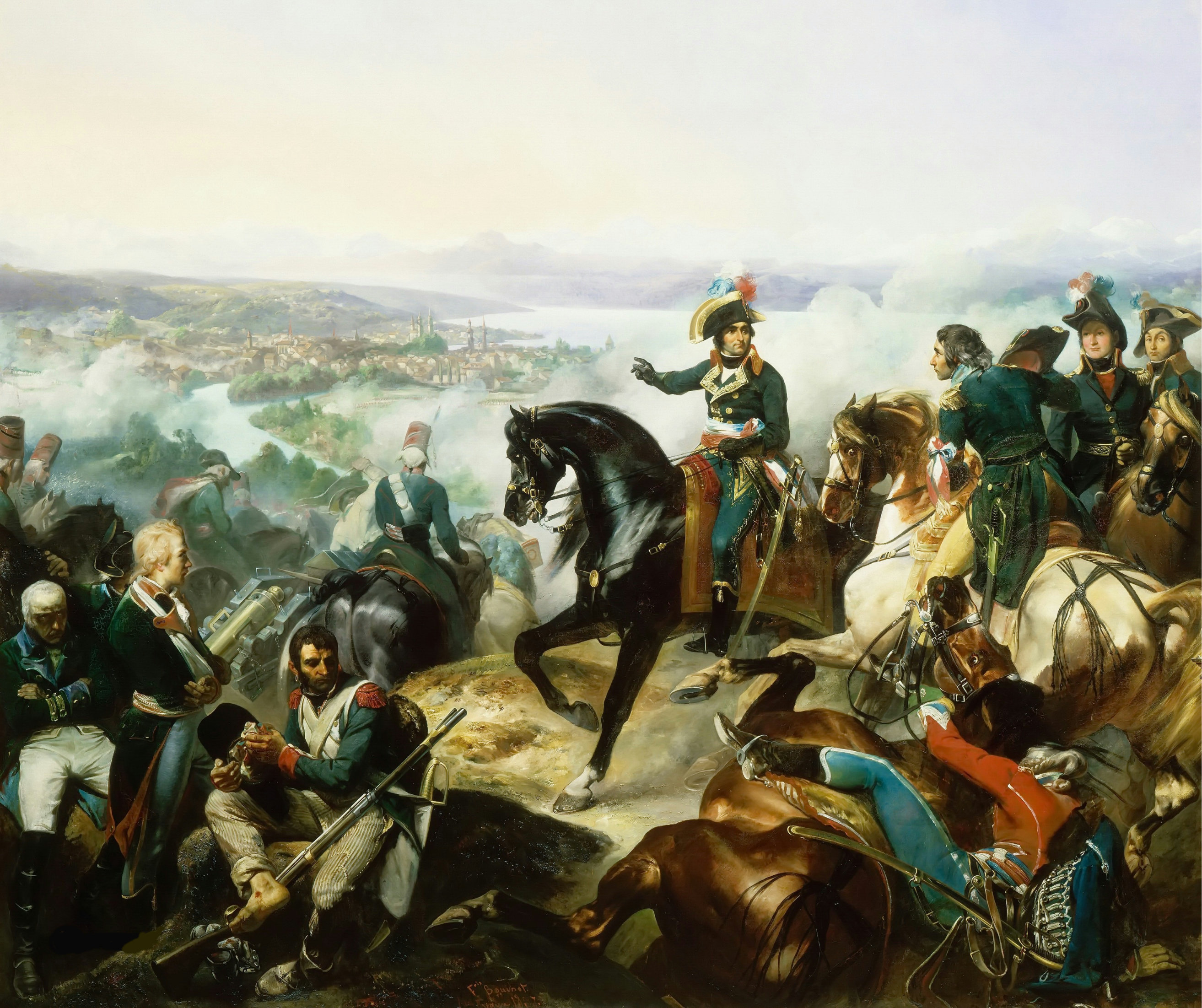
Французская армия под командованием генерала Массены одерживает решающую победу над австрийцами и русскими во второй битве при Цюрихе (24-25 сентября 1799 г.).
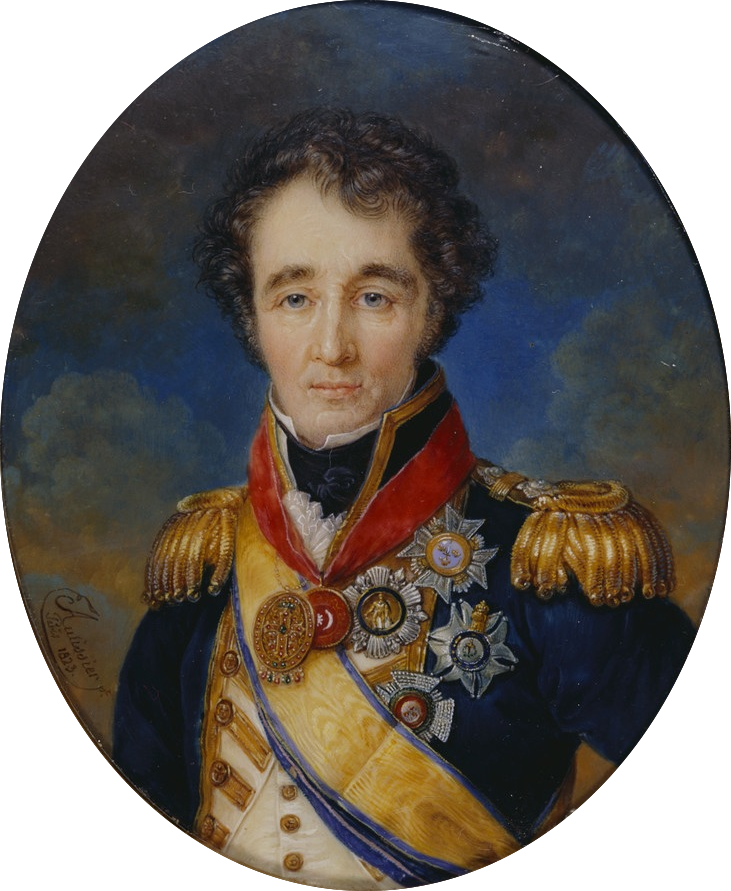
Британский адмирал сэр Сидней Смит

- 16 июня: начинается серьёзная борьба между новоизбранными левыми членами Совета пятисот и Директорией из-за серии военных поражений Франции. Законодательная власть требует новых мер «общественной безопасности».
- 17 июня: Совет пятисот и Совет старейшин отменяют избрание Жана-Батиста Трельяра в Директорию и заменяют его членом левого толка Луи-Жеромом Гойе.
- 18-19 июня: Прериальский переворот. Два члена Директории, роялисты Филипп-Антуан Мерлен и Ларевельер-Лепо, вынуждены уйти в отставку под угрозой предания суду Советами. Их заменяют два умеренных левых, Роже Дюко и Жан-Франсуа Мулен.
- 19 июня: французская армия под командованием Жака Макдональда терпит поражение от русских под командованием Суворова в битве при Треббии.
- 19 июня: сдача французского гарнизона Неаполя.
- 28 июня: Совет голосует за принудительную ссуду в сто миллионов франков от богатых граждан для оснащения новых армий.
- 5 июля: Директория продвигает двух командиров с неоякобинскими симпатиями: Жубер назначается новым командующим итальянской армией, а Шампионне назначается командующим Альпийской армией[англ.].
- 7 июля: в Париже основан неоякобинский клуб «Общество друзей свободы и равенства» (фр. Société des amis de la Liberté et de l'Égalité).
- 12 июля: Совет пятисот голосует за новый закон о заложниках, требует составления списков роялистов в каждом департаменте и выдвигает обвинения против бывших роялистски настроенных членов Директории.
- 14 июля: на праздновании годовщины революции генерал Журдан призывает «вернуть пики», оружие уличных якобинцев во время террора. В тот же день Сьейес произносит речь, осуждающую новых якобинцев.
- 17 июля: османская армия под командованием Саида Мустафы-паши, переправленная в Египет британским флотом сэра Сиднея Смита, высаживается в Абукире.
- 25 июля: Бонапарт наносит поражение османской армии Саида Мустафы-паши в битве при Абукире.
- 6 августа: восстания роялистов в Тулузе и Бордо. Оба быстро подавлены армией.
- 13 августа: Сьейес приказывает закрыть новый якобинский клуб в Париже.
- 15 августа: поражение французской армии Италии под командованием генерала Жубера в битве при Нови. Жубер убит.
- 18 августа: Совет пятисот решает не арестовывать и не судить бывших членов Директории, обвинённых в симпатиях к роялистам. Голоса разделились как 217 к 214.
- 23 августа: Бонапарт уже шесть месяцев не получает новостей из Франции. Британский адмирал Сидней Смит отправляет ему пачку французских газет, которые он прочитывает за одну ночь. Он передаёт командование армией генералу Клеберу и покидает Египет с небольшой группой на борту фрегата «Мюирон»[18].
- 29 августа: в Валенсии во французском плену умирает папа Пий VI.
- 29 августа: Шампионне, известный среди якобинских генералов, назначается новым командующим итальянской армией.
- 13 сентября: генерал Журдан, лидер якобинцев в армии, просит Совет пятисот объявить чрезвычайное положение.
- 14 сентября: Совет пятисот отказывается объявлять чрезвычайное положение.
- 14 сентября: директор Сьейес добивается отставки Жана Бернадота с поста военного министра на том основании, что Бернадот планировал якобинский государственный переворот.
- 15 сентября: лидеры роялистов на западе Франции, включая лидера бретонских шуанов Жоржа Кадудаля, встречаются, чтобы организовать новое восстание против Парижа.
- 24 сентября: роялистский военачальник Луи де Фротте высаживается в Нормандии, чтобы возглавить новое восстание.
- 25-26 сентября: генерал Массена наносит поражение русско-австрийской армии Александра Римского-Корсакова во второй битве при Цюрихе.
- 29 сентября: русская армия под командованием Суворова вынуждена отступить через Альпы.
- 6 октября: французско-голландская армия под командованием генерала Брюна наносит поражение русско-британским войскам в битве при Кастрикуме. Англичане и русские выводят свои войска из Нидерландов.

### 9 октября 1799 — Бонапарт возвращается во Францию
- 9 октября: Бонапарт высаживается в Сен-Рафаэле.
- 14 октября: Сьейес предлагает генералу Моро организовать государственный переворот против якобинцев в Советах, но Моро отказывается.
- 16 октября: Бонапарт к восторгу публики прибывает в Париж.
- 17 октября: Бонапарт принят Директорией.
- 19 октября: войска роялистов на западе, шуаны, захватывают Нант, но на следующий день вынуждены отступить.
- 23 октября: русский царь Павел I приказывает вывести русские войска из войны против французов.
- 23 октября: Люсьен Бонапарт, младший брат генерала Наполеона Бонапарта, избран президентом Совета пятисот.
- 23-29 октября: силы роялистов в Бретани и Вандеи ненадолго захватывают несколько городов, но быстро вытесняются французской армией.
- 1 ноября: Бонапарт встречается с Сьейесом; у них возникает взаимная антипатия, но они соглашаются на парламентский государственный переворот, чтобы заменить Директорию.
- 3 ноября: Бонапарт встречается с министром полиции Фуше, который соглашается не вмешиваться в государственный переворот.
- 6 ноября: Советы старейшин и Пятьсот предлагают Бонапарту устроить банкет в бывшей церкви Сен-Сюльпис.
- 7 ноября: Генерал Журден предлагает Бонапарту присоединиться к нему в якобинском перевороте против Директории. Бонапарт отказывается.
- 8 ноября: Бонапарт обедает с Камбасересом и обсуждает последние детали государственного переворота.

### Государственный переворот 9-10 ноября

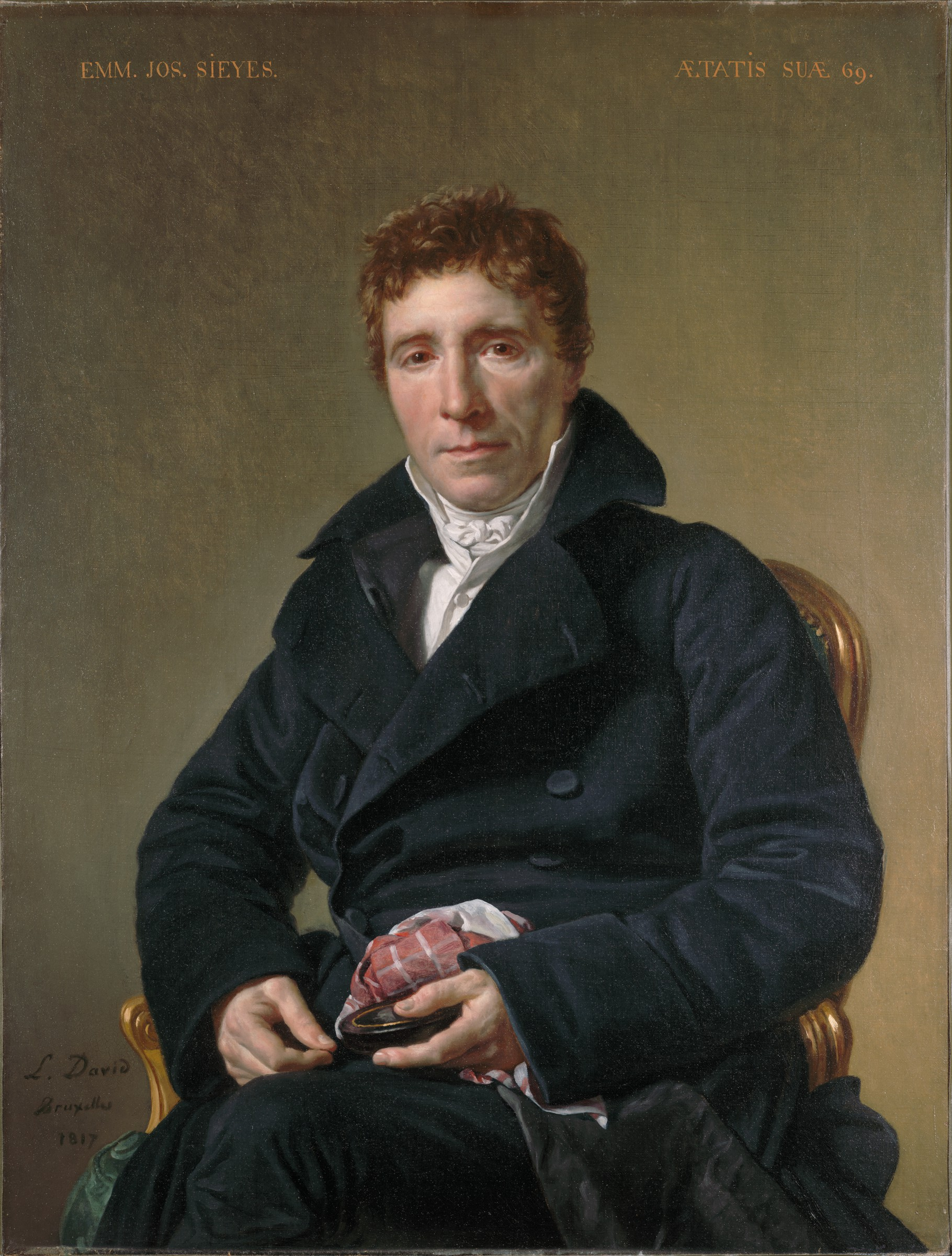
Эмманюэль Жозеф Сьейес предложил государственный переворот, но в результате не вошёл в состав правительства.
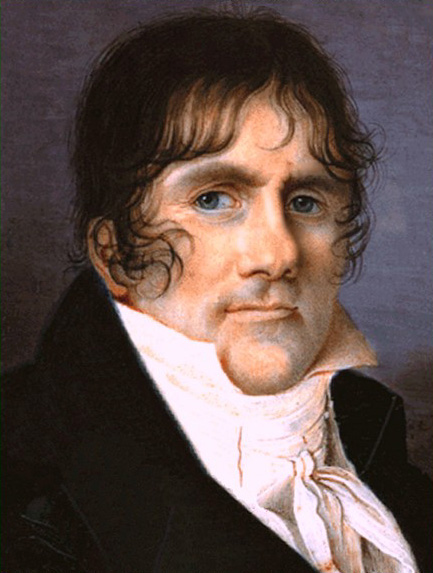
Директора Поля Барраса убедили не выступать против государственного переворота Бонапарта
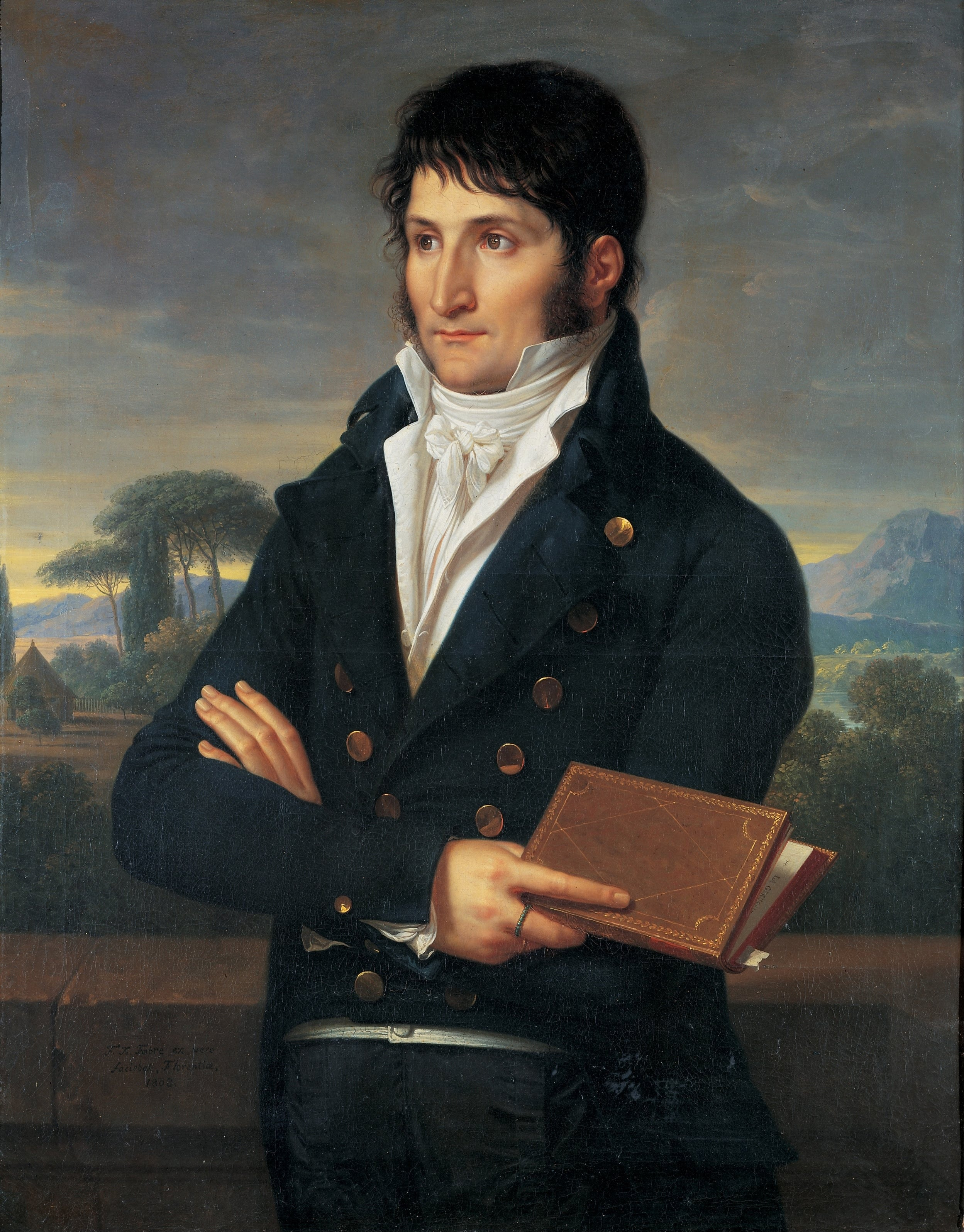
Люсьен Бонапарт, 24 года, был избран председателем Совета пятисот и участвовал в государственном перевороте Бонапарта
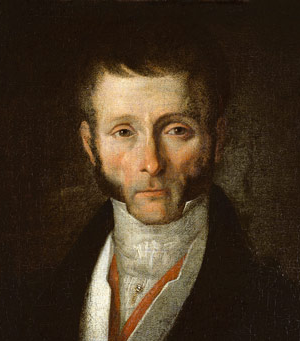
Жозеф Фуше, министр полиции, заверил, что полиция не будет вмешиваться во время захвата власти Бонапартом
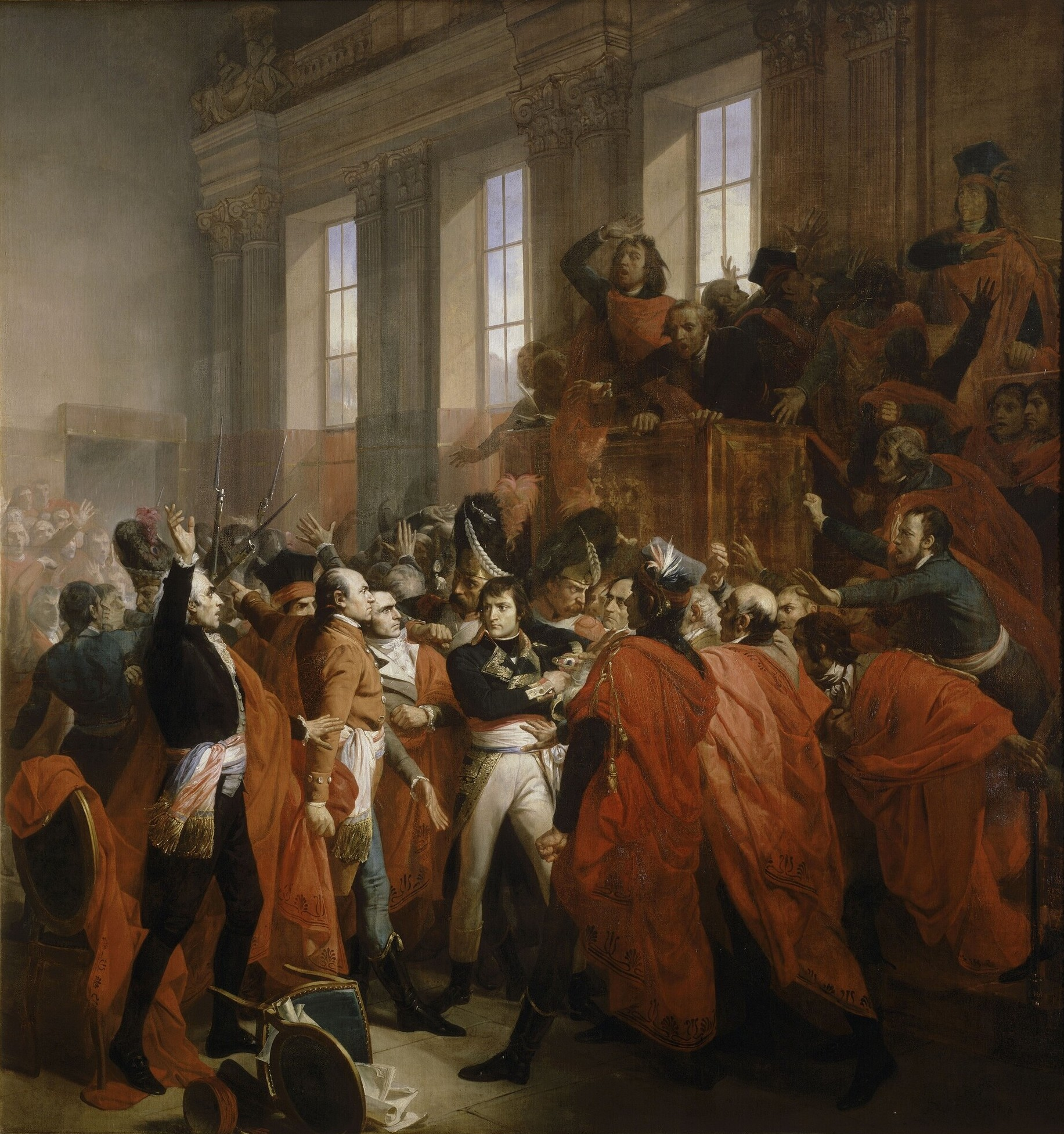
Бонапарт противостоит депутатам Совета пятисот (10 ноября 1799 года)
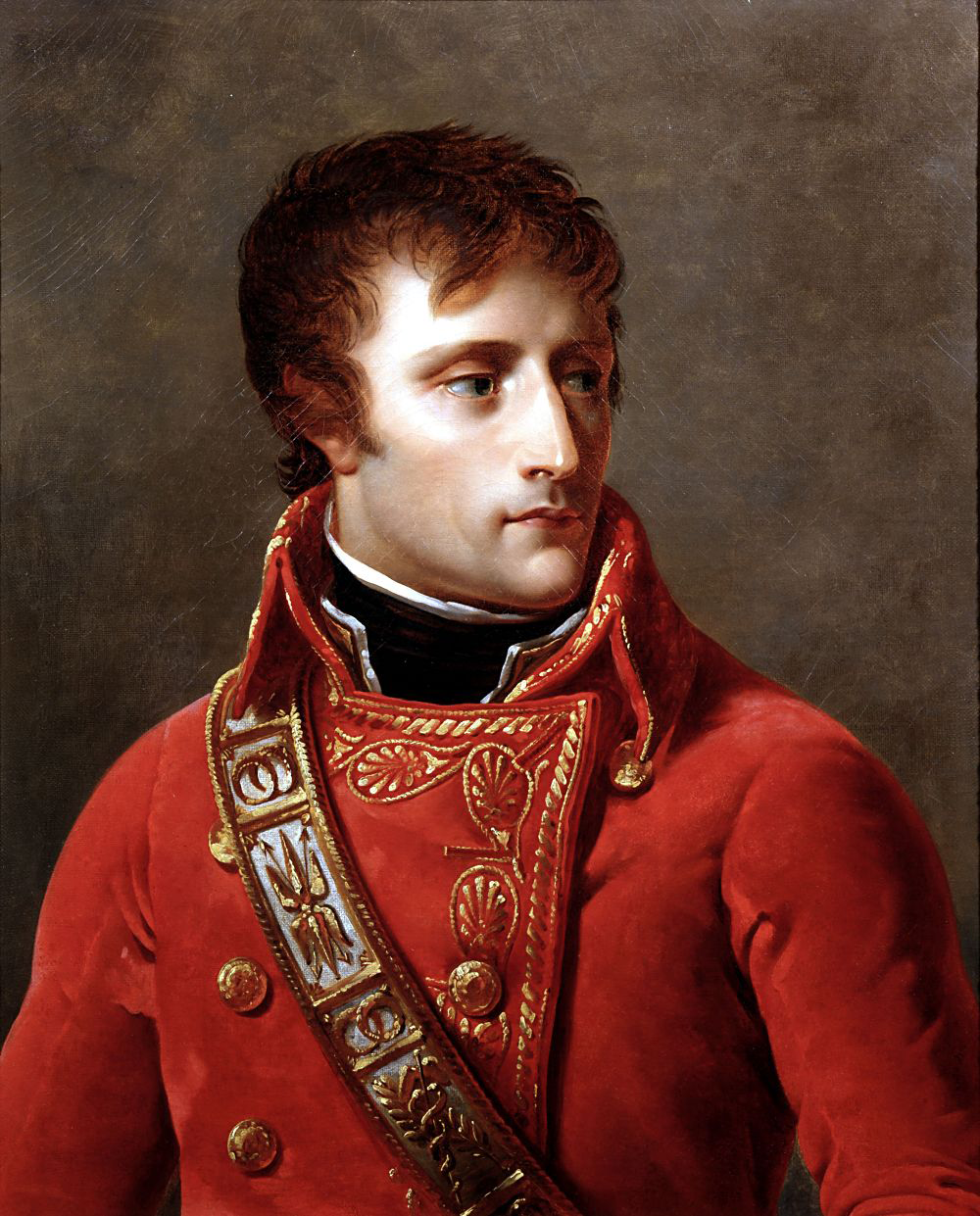
Бонапарт как первый консул (1804 года). Антуан Гро, Музей Почётного легиона[англ.], Париж

- 9 ноября: начало государственного переворота 18 брюмера. Верные Бонапарту французские войска занимают ключевые точки в Париже. Люсьен Бонапарт, президент Совета пятисот, предупреждает депутатов, что раскрыт «террористический» заговор против законодательного органа, и просит перенести заседания Советов, запланированные на следующий день, для их безопасности в замок Сен-Клу, примерно в 10 км к западу от Парижа. Бонапарт назначен главнокомандующим армией в Париже.
- По предварительной договорённости два члена Директории, замешанные в перевороте, Сьейес и Дюко, подают в отставку. Талейран уговаривает третьего, Барраса, уйти в отставку. Два якобинских директора, Гойе и Мулен, арестованы солдатами генерала Моро и заключены в Люксембургский дворец. Фуше предлагает арестовать ведущих якобинских членов Совета пятисот, но Бонапарт считает это ненужным, что оказывается ошибкой. К концу дня Париж полностью находится под контролем Бонапарта и лояльных ему офицеров.
- 10 ноября: по предложению Бонапарта членов обоих Советов переправляют в замок Сен-Клу. Бонапарт собрал там 6000 солдат, которые настроены враждебно по отношению к Советам из-за задержек с выплатой жалования.
- Бонапарт сначала обращается к Совету старейшин, объясняя необходимость смены правительства. Совет молча выслушивает его и голосует без возражений, принимая предложение Бонапарта. Затем Бонапарт обращается к Совету пятисот, собравшемуся в оранжерее Сен-Клу. Здесь ему оказан совершенно иной приём: якобинцы гневно протестуют, оскорбляют и кричат на Бонапарта, угрожая объявить его вне закона, что привело бы к его немедленному аресту. В то время как Совет в большом замешательстве дискутирует, Люсьен Бонапарт выводит Бонапарта на улицу и сообщает ожидающим солдатам, что депутаты пытались убить Бонапарта. Разъярённые солдаты вторгаются в зал заседаний и штыками выгоняют депутатов. В отсутствие депутатов от оппозиции две парламентские комиссии назначают Бонапарта, Сьейеса и Дюко временными консулами нового правительства.
- 11-22 ноября: Бонапарт и два других временных консула формируют новое правительство. Бертье становится военным министром, Талейран — министром иностранных дел, Фуше — министром полиции, а Камбасерес — министром юстиции.
- 1 декабря: Бонапарт отвергает конституцию, предложенную Сьейесом.
- 24 декабря: Советы, находящиеся теперь под твёрдым контролем Бонапарта, принимают Конституцию VIII года. Формально учреждён новый консулат: Бонапарт — первый консул, Камбасерес — второй, а Шарль-Франсуа Лебрен — третий. Историки считают эту дату концом Великой французской революции[19].

### На английском языке
- Cobban, Alfred. "The Beginning of the French Revolution" History 30#111 (1945), pp. 90–98
- Doyle, William. The Oxford History of the French Revolution (3rd ed. 2018)
- Mignet, François, Member of the Institute of France, History of the French Revolution, from 1789 to 1814, Bell & Daldy, London, 1873.
- Popkin, Jeremy. A Short History of the French Revolution (2014)

### На французском языке
- Bezbakh, Pierre. Petit Larousse de l'histoire de France :  [фр.]. — Larousse, 2004. — ISBN 2-03505369-2.
- Gallo, Max. Révolution française :  [фр.]. — XO Editions, 2009. — ISBN 978-2-84563-350-6.
- Thiers, Adolphe. Histoire de la Révolution française :  [фр.]. — Project Gutenberg, 1839.
- Tulard, Jean; Fayard, Jean-François; Fierro, Alfred. Histoire et dictionnaire de la Révolution française :  [фр.]. — Robert Laffont, 1998. — ISBN 2-221-08850-6.